# Auch
Pour les articles homonymes, voir Auch (homonymie).
Cet article possède des paronymes, voir Hoche et Och.
Auch (/ɔʃ/  ; en gascon : Aush ou Aux) est une commune française, préfecture du département du Gers, en région Occitanie. Sur le plan historique et culturel, la commune est dans le Pays d'Auch, un territoire céréalier et viticole qui s'est également constitué en « Pays » dans le sens de l'aménagement du territoire en 2003.
Exposée à un climat océanique altéré, elle est drainée par le Gers, l'Auloue, le Sousson, l'Arçon, le Talouch, les ruisseaux de Larros et de Monsourbé et par divers autres petits cours d'eau. La commune possède un patrimoine naturel remarquable : un espace protégé (l'« ancienne carrière de Saint-Cricq ») et quatre zones naturelles d'intérêt écologique, faunistique et floristique.
Auch est une commune urbaine qui compte 22 825 habitants en 2022. Elle est dans l'agglomération d'Auch et fait partie de l'aire d'attraction d'Auch. Ses habitants sont appelés les Auscitains ou Auscitaines.
Elle est le siège de la communauté d'agglomération Grand Auch Cœur de Gascogne et au Cœur de l'aire d'attraction d'Auch et de l'unité urbaine d'Auch.
Réputée pour sa gastronomie, son équipe de rugby qui a longtemps évolué dans l’élite, sa cathédrale, ses pousterles et son escalier monumental du haut duquel la statue de d'Artagnan domine le cours du Gers qui la sépare en haute-ville et basse-ville, Auch est considérée comme la capitale historique de la province de Gascogne.

## Géographie
La superficie de la commune est de 7 248 ha (72,48 km²). C'est la troisième commune du département par la superficie.
Centré sur la moyenne vallée de la Baïse, l'Armagnac est distribué sur un axe est-ouest à hauteur d'Eauze et Auch. Il comprend le Fezensac et Vic.[pas clair]

### Situation
La commune d'Auch se trouve approximativement au centre du département du Gers, à une distance à vol d'oiseau de 
- 69 km à l'ouest de Toulouse, chef-lieu de région,
- 74 km au sud-ouest de Montauban,
- 63 km au sud d'Agen,
- 92 km à l'est de Mont-de-Marsan,
- 86 km au nord-est de Pau
- 62 km au nord-nord-est de Tarbes, chefs-lieux des départements limitrophes.

En ce qui concerne les chefs-lieux des régions limitrophes, elle est distante de 162 km de Bordeaux, 390 km de Marseille et 409 km de Lyon. Enfin, elle se trouve à 595 km de Paris, un peu à l'ouest du méridien de Paris (2° 20' Est) alors qu'Auch à une longitude de 0° 35' Est (le méridien de Greenwich passant vers Dému.

### Communes limitrophes
Auch est limitrophe avec treize autres communes :
Les communes limitrophes sont Barran, Castillon-Massas, Castin, Duran, Lasséran, Leboulin, Montaut-les-Créneaux, Montégut, Ordan-Larroque, Pavie, Pessan, Preignan et Roquelaure.
| Castin, Duran, Castin | Castillon-Massas, Roquelaure | Preignan, Montaut-les-Créneaux |
| Ordan-Larroque        | Auch                         | Leboulin, Montégut             |
| Barran, Lasséran      | Pavie                        | Pessan                         |

### Relief
La commune a un paysage naturel de coteaux.
L'altitude est comprise entre 115 m et 281 m, avec une moyenne de 198 m. La mairie est à 134 m d'altitude.
Un trait de relief caractéristique du centre-ville est le contraste entre le promontoire de la rive gauche du Gers (haute ville), et les étendues planes de la rive droite (basse ville), trait qui a joué un rôle dans l'histoire de la ville. La haute ville, où se trouvent la plupart des monuments anciens, correspond à l'emplacement de la ville médiévale. Elle est reliée à la berge du Gers par les « pousterles », rues typiquement médiévales étroites en escalier à forte déclivité[pas clair], ainsi que par l'escalier monumental inauguré en 1863. La basse ville correspond à l'emplacement de la ville romaine avant les troubles de la fin de l'Antiquité.
Auch se situe dans une zone de très faible sismicité (niveau 1).

### Hydrographie

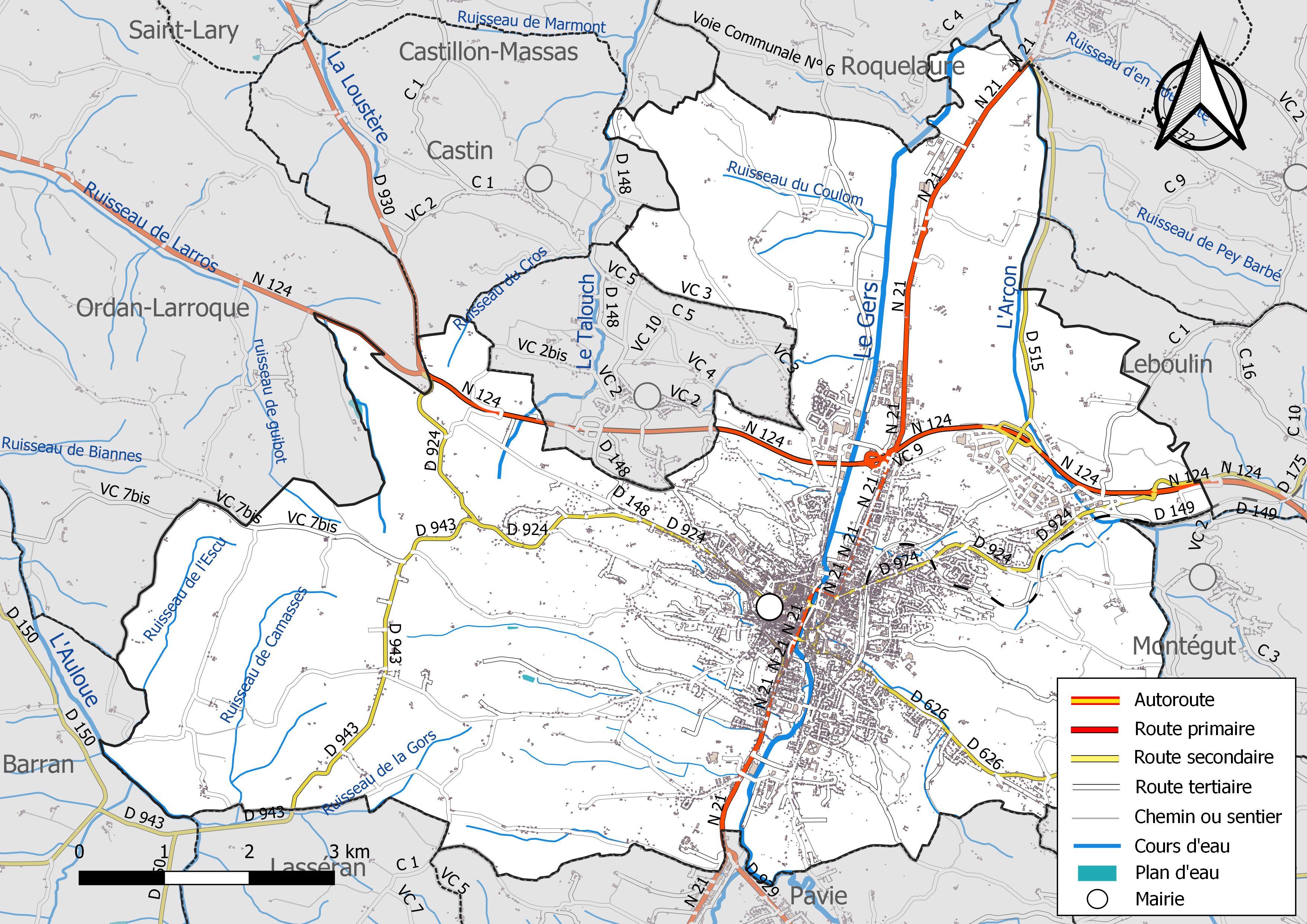
Réseaux hydrographique et routier d'Auch.

Auch est arrosée par le Gers (), affluent de rive gauche de la Garonne, qui traverse le centre-ville. Le nord de la commune est arrosé par l'Arçon et le Talouch, affluents du Gers.
La basse ville a été dévastée à plusieurs reprises par des inondations (1897, 1952 pour les plus importantes) avant que le cours de la rivière soit recalibré à la suite des inondations de 1977.

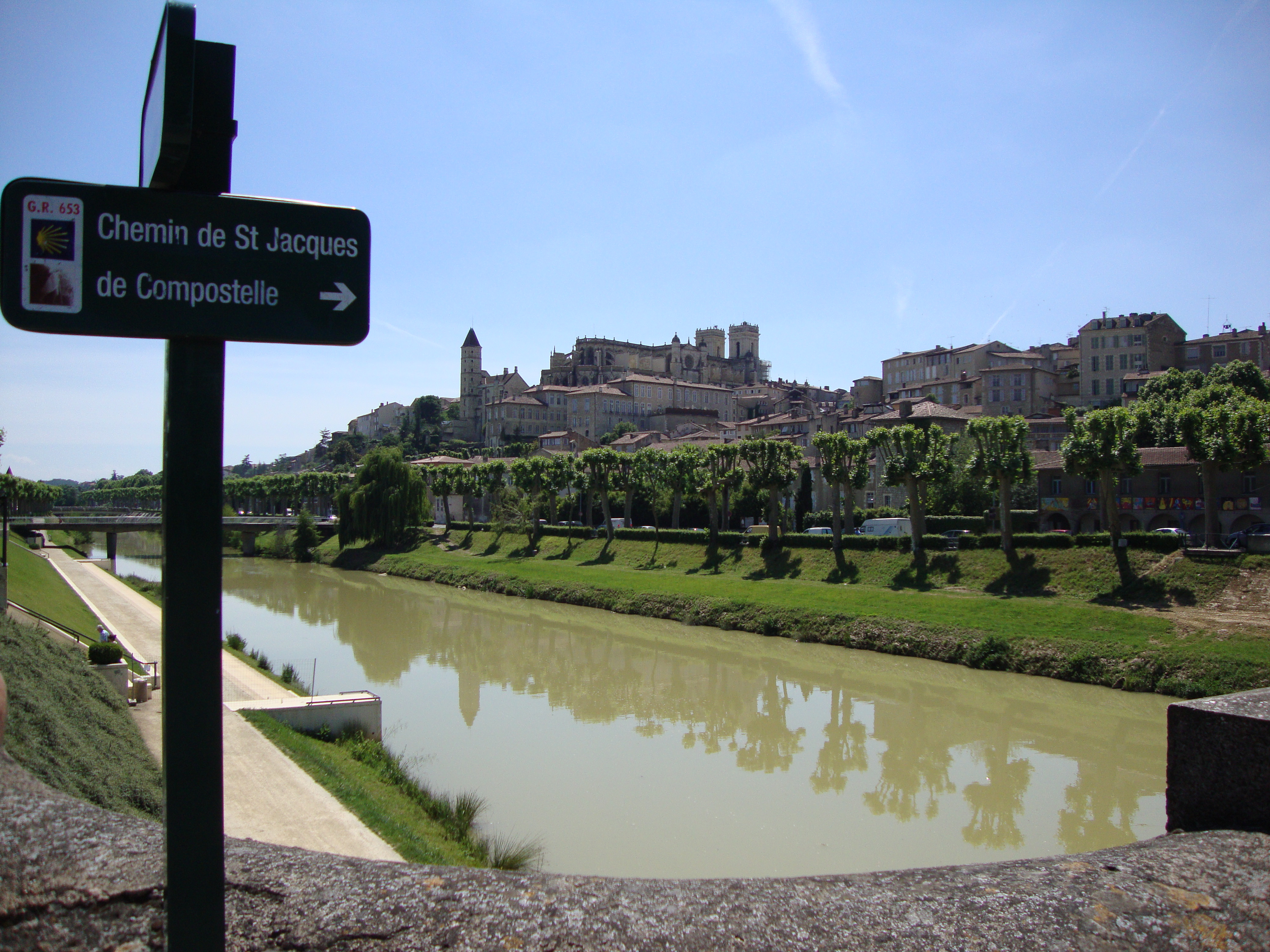
La promenade Claude Desbons le long du Gers (secteur recalibré).
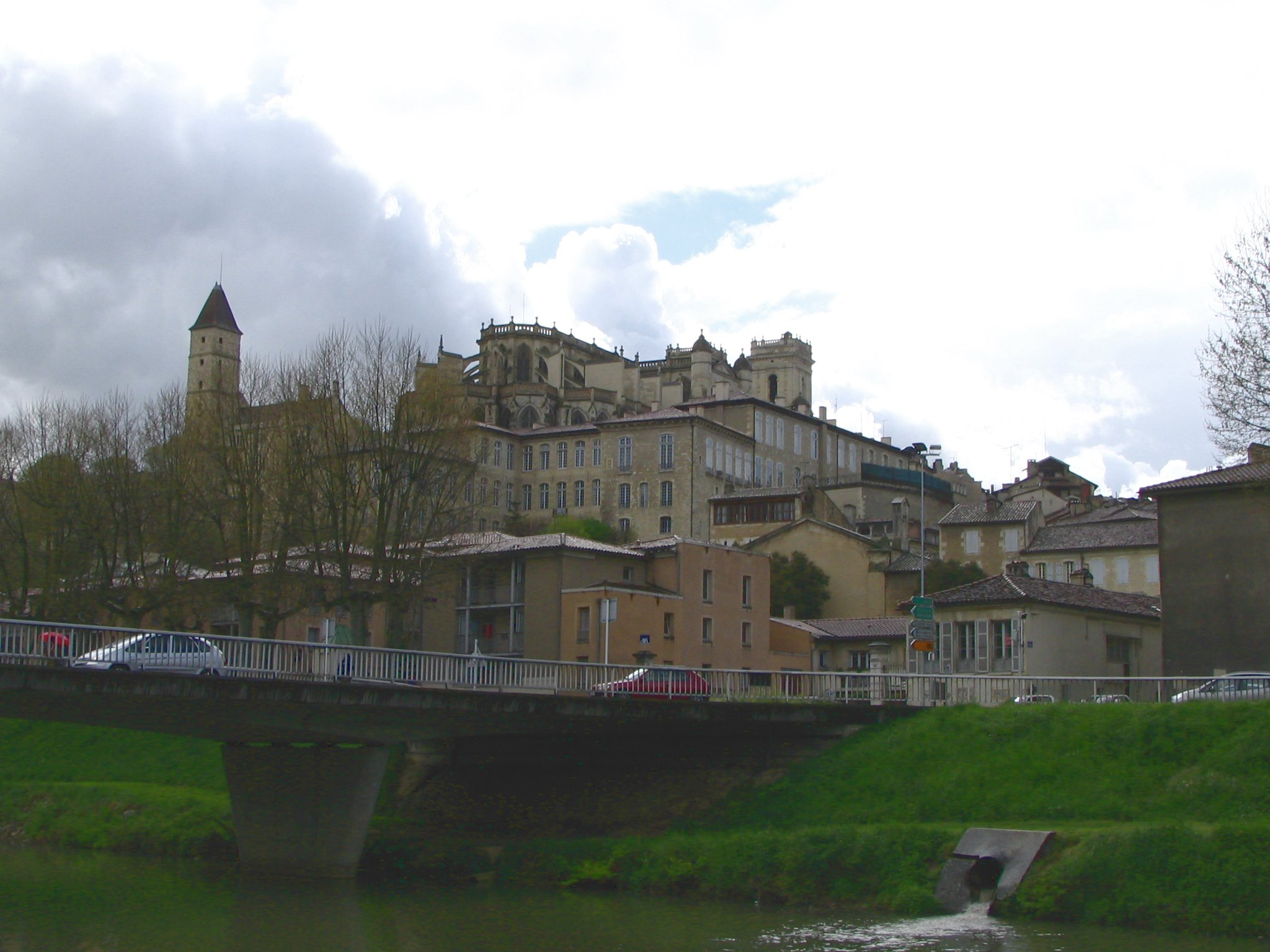
Le pont du Prieuré sur le Gers.
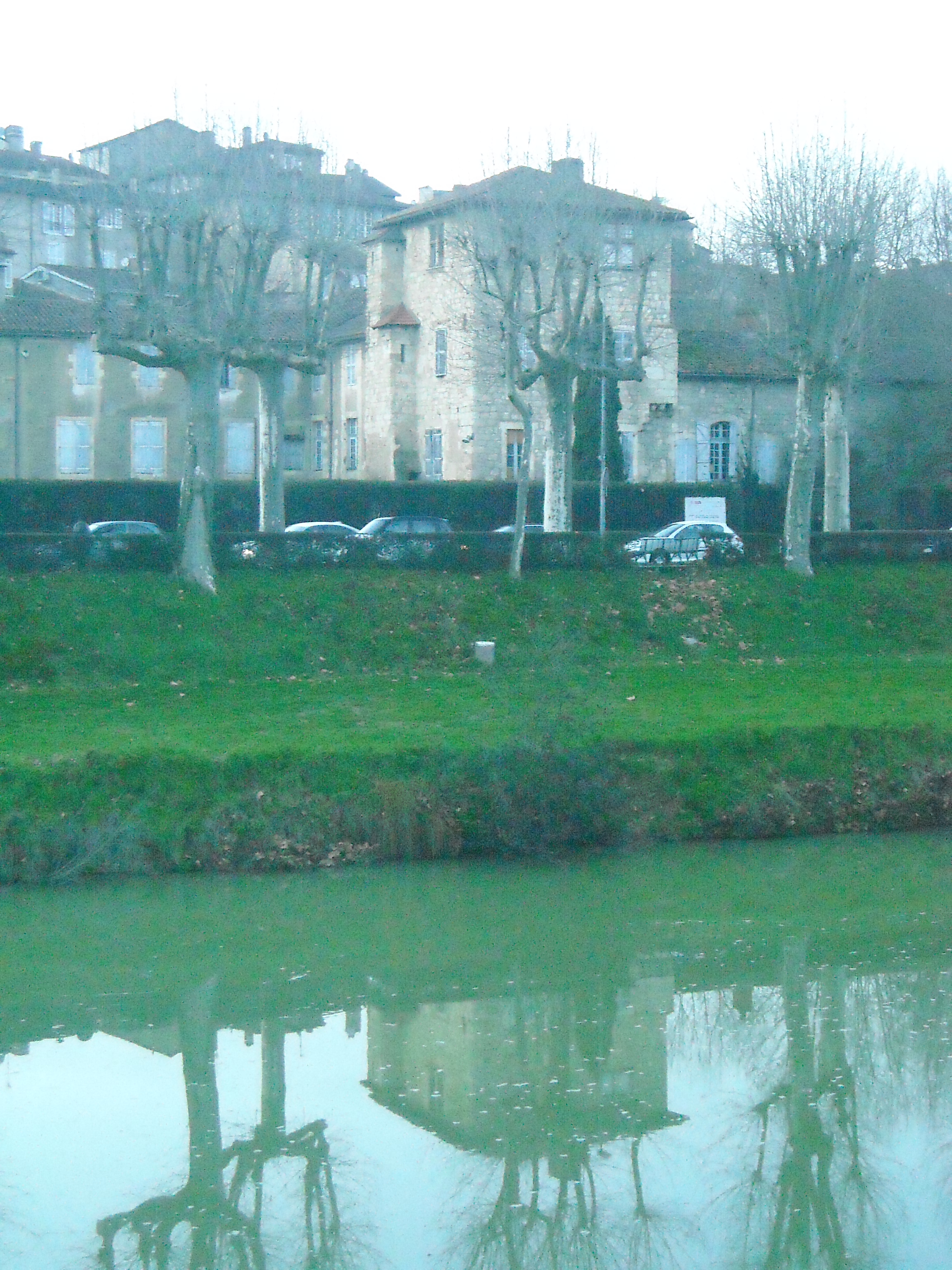
Reflet de la tour du Prieuré.
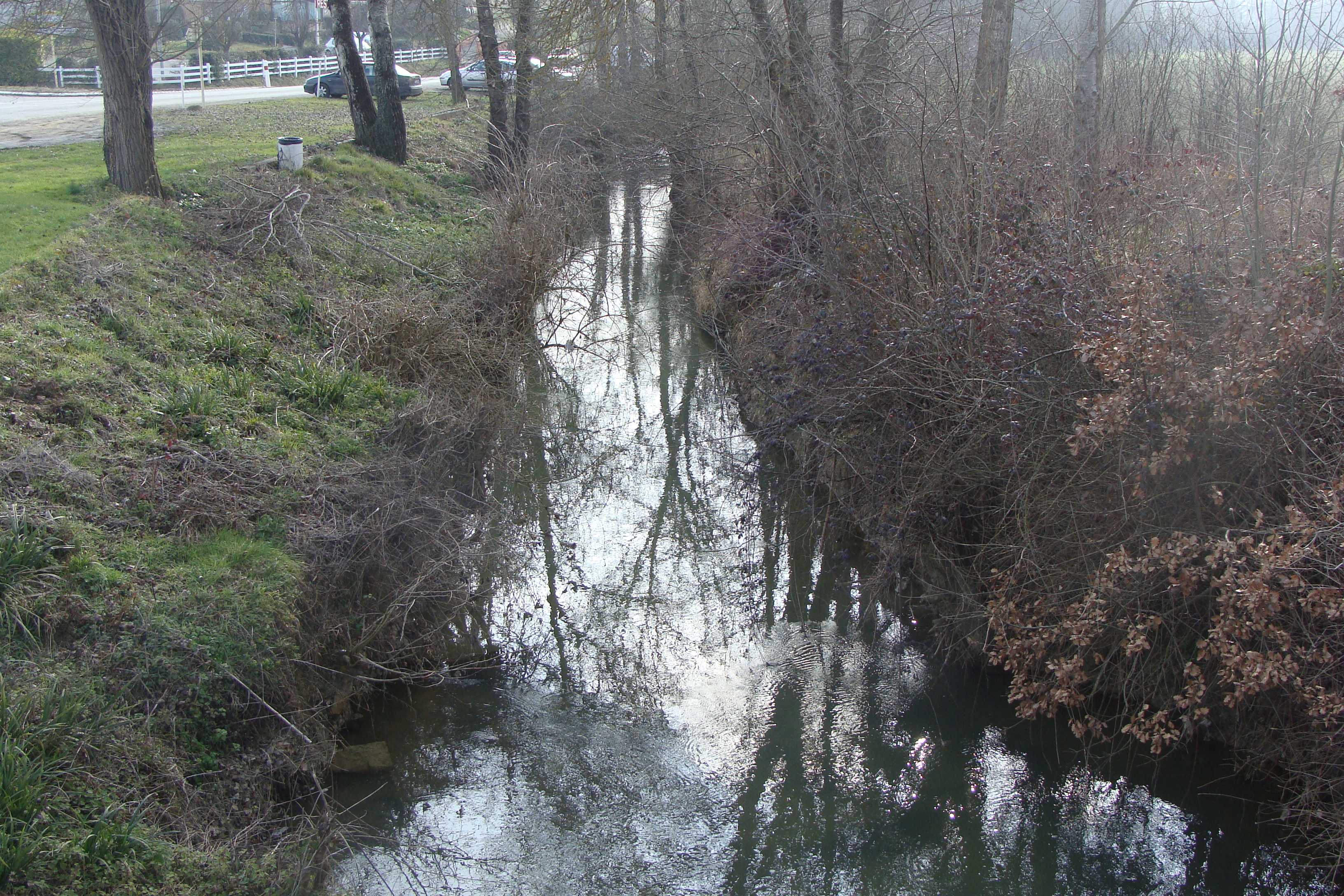
Vue de l'Arçon à Auch.

### Climat
Pour des articles plus généraux, voir Climat de l'Occitanie et Climat du Gers.
En 2010, le climat de la commune est de type climat du Bassin du Sud-Ouest, selon une étude s'appuyant sur une série de données couvrant la période 1971-2000. En 2020, Météo-France publie une typologie des climats de la France métropolitaine dans laquelle la commune est exposée à un climat océanique altéré et est dans la région climatique Aquitaine, Gascogne, caractérisée par une pluviométrie abondante au printemps, modérée en automne, un faible ensoleillement au printemps, un été chaud, des vents faibles, des brouillards fréquents en automne et en hiver et des orages fréquents en été (15 à 20 jours).
Pour la période 1971-2000, la température annuelle moyenne est de 13,6 °C, avec une amplitude thermique annuelle de 15,6 °C. Le cumul annuel moyen de précipitations est de 759 mm, avec 10 jours de précipitations en janvier et 6,3 jours en juillet. Pour la période 1991-2020, la température moyenne annuelle observée sur la station météorologique installée sur la commune est de 13,5 °C et le cumul annuel moyen de précipitations est de 695,8 mm,. Pour l'avenir, les paramètres climatiques de la commune estimés pour 2050 selon différents scénarios d'émission de gaz à effet de serre sont consultables sur un site dédié publié par Météo-France en novembre 2022.
| Mois                                  | jan.           | fév.           | mars            | avril         | mai           | juin          | jui.           | août           | sep.          | oct.          | nov.             | déc.           | année     |
| ------------------------------------- | -------------- | -------------- | --------------- | ------------- | ------------- | ------------- | -------------- | -------------- | ------------- | ------------- | ---------------- | -------------- | --------- |
| Température minimale moyenne (°C)     | 1,6            | 1,5            | 3,9             | 6,5           | 10,1          | 13,6          | 15,4           | 15,4           | 12            | 9,1           | 4,7              | 2,1            | 8         |
| Température moyenne (°C)              | 5,9            | 6,6            | 9,6             | 12,1          | 15,8          | 19,5          | 21,6           | 21,8           | 18,4          | 14,6          | 9,3              | 6,4            | 13,5      |
| Température maximale moyenne (°C)     | 10,2           | 11,7           | 15,3            | 17,8          | 21,5          | 25,4          | 27,8           | 28,2           | 24,8          | 20            | 13,9             | 10,8           | 18,9      |
| Record de froid (°C) date du record   | −20 16.01.1985 | −13,6 09.02.12 | −10,5 01.03.05  | −4,4 04.04.22 | −0,8 06.05.19 | 2,6 01.06.06  | 7,3 04.07.1990 | 3,6 30.08.1986 | 2,5 25.09.02  | −3,5 25.10.03 | −10,5 23.11.1988 | −12,4 25.12.01 | −20 1985  |
| Record de chaleur (°C) date du record | 20,9 02.01.03  | 25,2 27.02.19  | 27,8 21.03.1990 | 29,4 09.04.11 | 33,7 30.05.01 | 39,4 29.06.19 | 39,6 23.07.19  | 42,6 24.08.23  | 38 13.09.1987 | 34,2 01.10.23 | 26,5 08.11.1985  | 21,8 07.12.00  | 42,6 2023 |
| Ensoleillement (h)                    | 89,2           | 115            | 167,5           | 180,3         | 200,7         | 213,4         | 239,5          | 231,4          | 203,3         | 152,1         | 98,7             | 84,9           | 1 975,9   |
| Précipitations (mm)                   | 62             | 45,8           | 49,5            | 64,2          | 72,9          | 58,6          | 55,1           | 56,2           | 53            | 55,8          | 64,1             | 58,6           | 695,8     |

### Milieux naturels et biodiversité

#### Espaces protégés
La protection réglementaire est le mode d’intervention le plus fort pour préserver des espaces naturels remarquables et leur biodiversité associée,.
Un espace protégé est présent sur la commune : l'« ancienne carrière de Saint-Cricq », un terrain acquis (ou assimilé) par un conservatoire d'espaces naturels, d'une superficie de 3,5 ha.

#### Zones naturelles d'intérêt écologique, faunistique et floristique
L’inventaire des zones naturelles d'intérêt écologique, faunistique et floristique (ZNIEFF) a pour objectif de réaliser une couverture des zones les plus intéressantes sur le plan écologique, essentiellement dans la perspective d’améliorer la connaissance du patrimoine naturel national et de fournir aux différents décideurs un outil d’aide à la prise en compte de l’environnement dans l’aménagement du territoire.
Trois ZNIEFF de type 1 sont recensées sur la commune :
- l'« ancienne carrière de Saint-Cricq » (39 ha), couvrant 2 communes du département[20] ;
- les « bois d'Auch et d'Ordan-Larroque et prairie de St-Jean de Bazillac » (405 ha), couvrant 2 communes du département[21],
- les « prairies et mares de bord de l'Arçon » (60 ha), couvrant 4 communes du département[22] ;

et une ZNIEFF de type 2, : les « coteaux du Gers d'Aries-Espénan à Auch » (13 191 ha), couvrant 31 communes dont 28 dans le Gers et trois dans les Hautes-Pyrénées.

## Urbanisme

### Typologie
Au 1er janvier 2024, Auch est catégorisée centre urbain intermédiaire, selon la nouvelle grille communale de densité à sept niveaux définie par l'Insee en 2022.
Elle appartient à l'unité urbaine d'Auch, une agglomération intra-départementale regroupant trois  communes, dont elle est ville-centre,,. Par ailleurs la commune fait partie de l'aire d'attraction d'Auch, dont elle est la commune-centre,. Cette aire, qui regroupe 112 communes, est catégorisée dans les aires de 50 000 à moins de 200 000 habitants,.

### Occupation des sols
L'occupation des sols de la commune, telle qu'elle ressort de la base de données européenne d’occupation biophysique des sols Corine Land Cover (CLC), est marquée par l'importance des territoires agricoles (66,5 % en 2018), en diminution par rapport à 1990 (77,2 %). La répartition détaillée en 2018 est la suivante : zones agricoles hétérogènes (38,8 %), terres arables (19,2 %), zones urbanisées (14,9 %), prairies (8,5 %), forêts (7,8 %), zones industrielles ou commerciales et réseaux de communication (6,4 %), espaces verts artificialisés, non agricoles (2,2 %), milieux à végétation arbustive et/ou herbacée (2,2 %). L'évolution de l’occupation des sols de la commune et de ses infrastructures peut être observée sur les différentes représentations cartographiques du territoire : la carte de Cassini (XVIIIe siècle), la carte d'état-major (1820-1866) et les cartes ou photos aériennes de l'IGN pour la période actuelle (1950 à aujourd'hui).

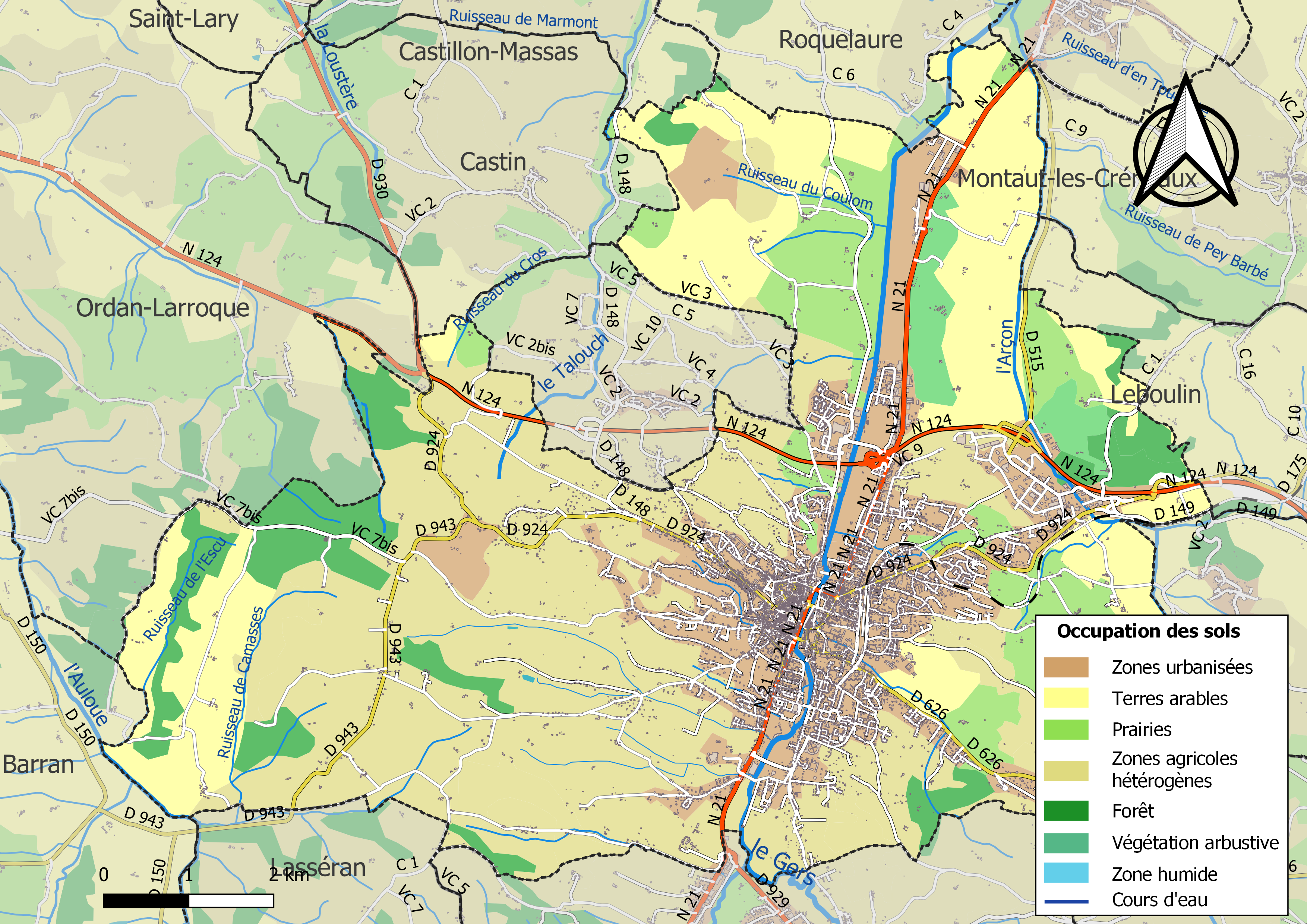
Carte des infrastructures et de l'occupation des sols de la commune en 2018 (CLC).

### Morphologie urbaine

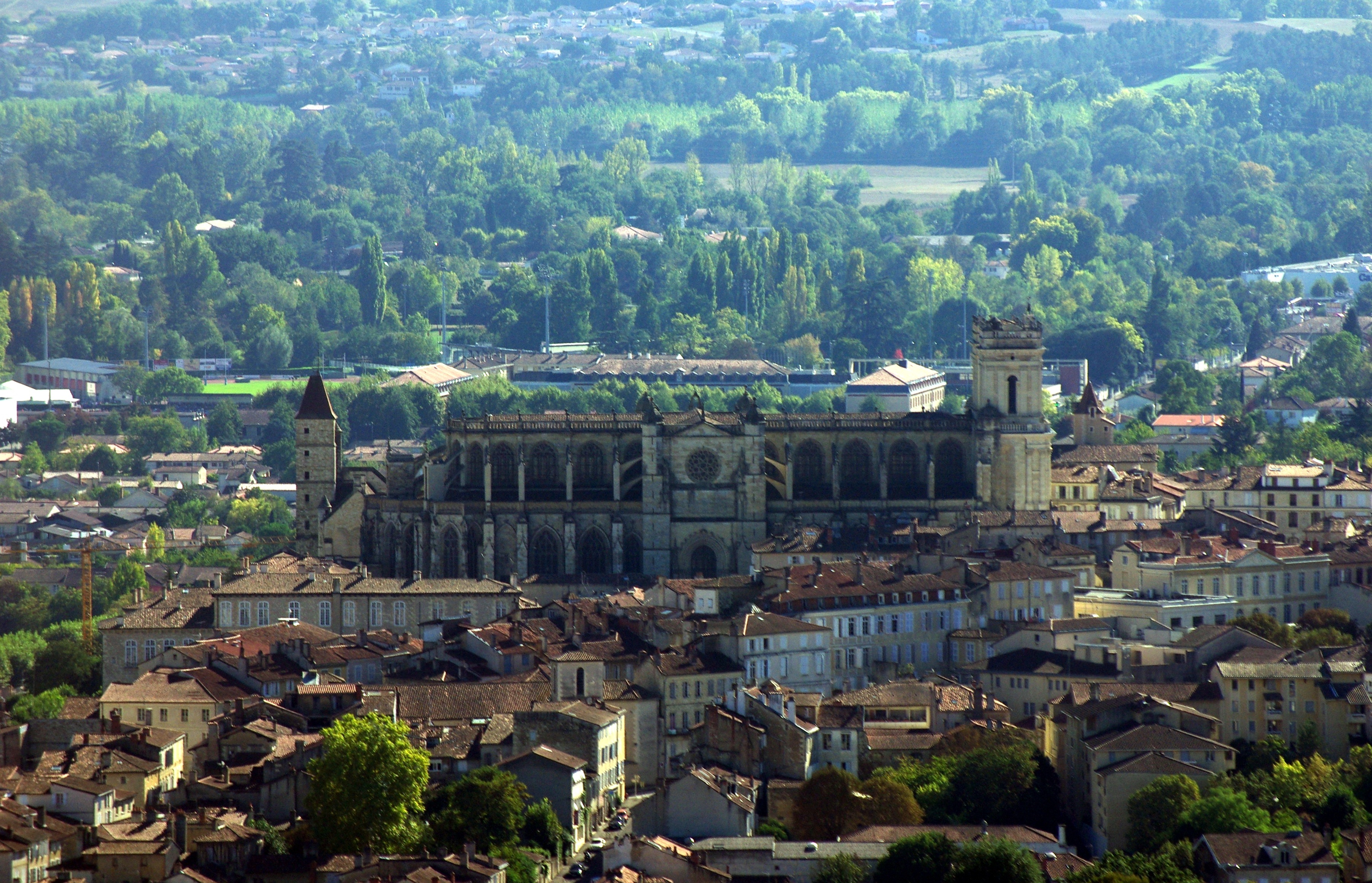
Panorama sur le centre historique d'Auch en 2011.

Construite sur un ancien oppidum, la ville médiévale qui a succédé à l’antique Augusta Auscorum forme aujourd'hui le cœur du centre historique, autour de l’ensemble constitué par la Cathédrale, la Tour d’Armagnac et la Préfecture (ancien Archevêché) qui surplombe le Gers et la ville basse. Auch ne subit pas de changement notable jusqu’au XVIIIe siècle au cours duquel l’intendant d’Étigny la transforma et l’embellit. Les grands travaux d’urbanisation réalisés sous le Second Empire lui donnèrent enfin son aspect de ville moderne.
Pour des raisons de statistiques et de recensement de la population, la commune d'Auch est découpée par l'INSEE en 11 quartiers qui sont :

### Voies de communication et transports
Les autoroutes Toulouse-Bayonne (A64, par Lannemezan, Tarbes, Pau) et Toulouse-Bordeaux (A62, par Montauban, Agen, Langon) passent à une soixantaine de kilomètres au sud et au nord d'Auch.
La ville est traversée par la RN 124 qui, de Toulouse rejoint Langon (Gironde) en devenant quelques kilomètres avant Eauze la RN 524, tandis que la D 924 continue vers Aire-sur-l'Adour, avec un embranchement vers Mont-de-Marsan (D 30) après Nogaro.
Des travaux sont en cours pour mettre la N 124 en 2 × 2 voies entre Auch et Toulouse. Depuis juillet 2009, cette voirie existe entre L'Isle Jourdain et le périphérique de Toulouse et, depuis décembre 2012, entre Auch et Gimont.
La ville est également traversée par la RN 21 qui relie Agen à Tarbes. Elle est reliée à Lannemezan par la D 929 (par Pavie, Seissan, Masseube).
La communauté d'agglomération Grand Auch Cœur de Gascogne a un réseau d'autobus géré par Alliance Bus, avec sept lignes majeures.
La commune a quelques voies de « déplacements doux » et de nouveaux projets sont en cours d'étude pour l'ouverture de « voies vertes ».
Auch a une gare ferroviaire, terminus de la ligne de Saint-Agne à Auch à voie unique, desservie par TER à partir de la gare de Toulouse. La réouverture de la ligne de Bon-Encontre à Vic-en-Bigorre vers Agen est à l'étude afin de relier Auch à la future LGV Bordeaux-Toulouse.
Auch est également le terminus de six lignes du réseau interurbain des lignes intermodales d'Occitanie (LIO) : 
- la ligne 931 la reliant à Tarbes,
- la ligne 932 la reliant à Agen,
- la ligne 933 la reliant à Montauban,
- la ligne 934 la reliant à Mont-de-Marsan,
- la ligne 935 la reliant à Toulouse,
- la ligne 951 la reliant à Condom.

L'aéroport Auch-Gers a une piste en dur longue de 1 900 m, principalement pour le transport aérien d'affaires, mais aussi pour l'aviation de loisirs et de tourisme[pas clair].

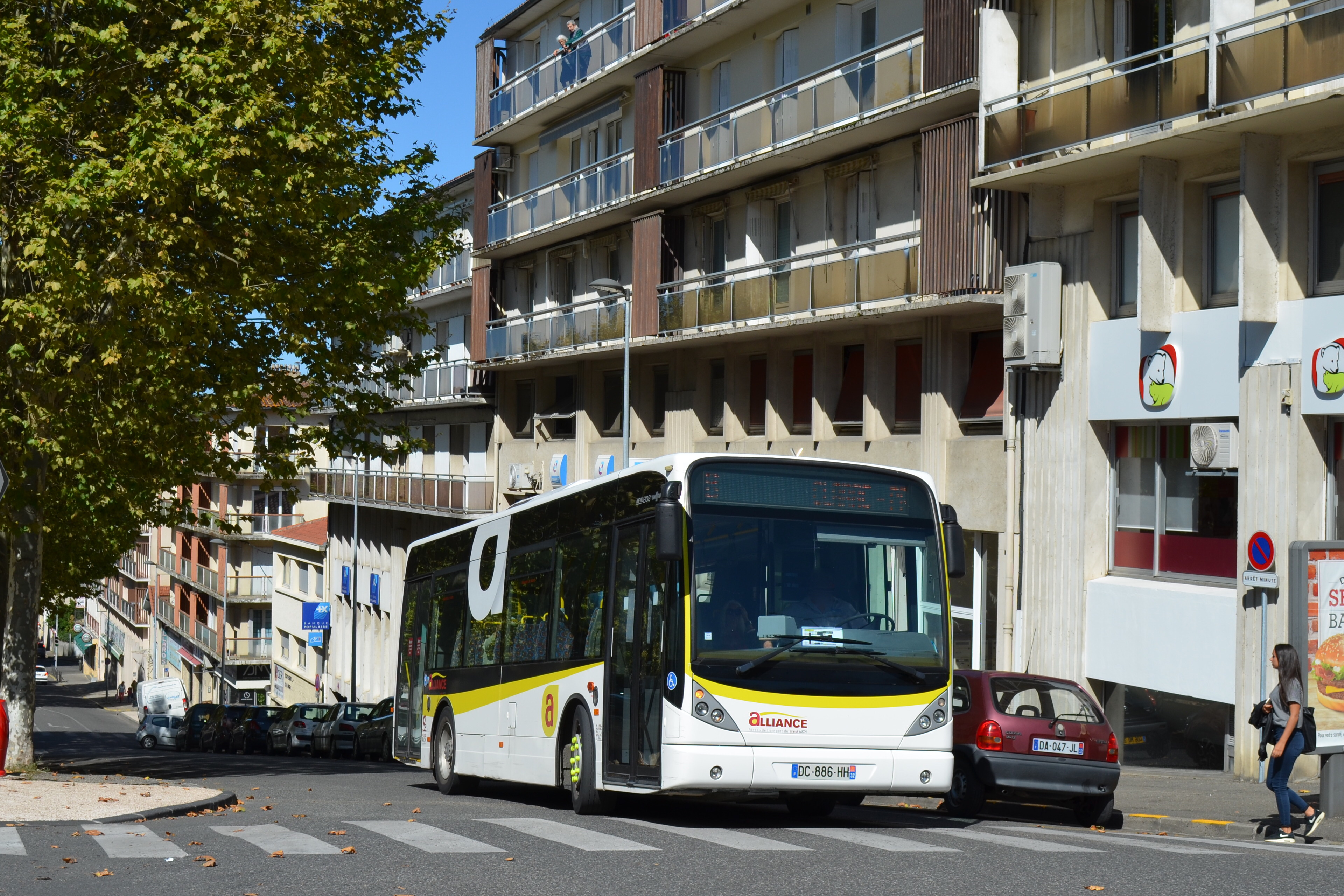
Un autobus du réseau urbain, allée Baylac (place de l'Ancien Foirail).
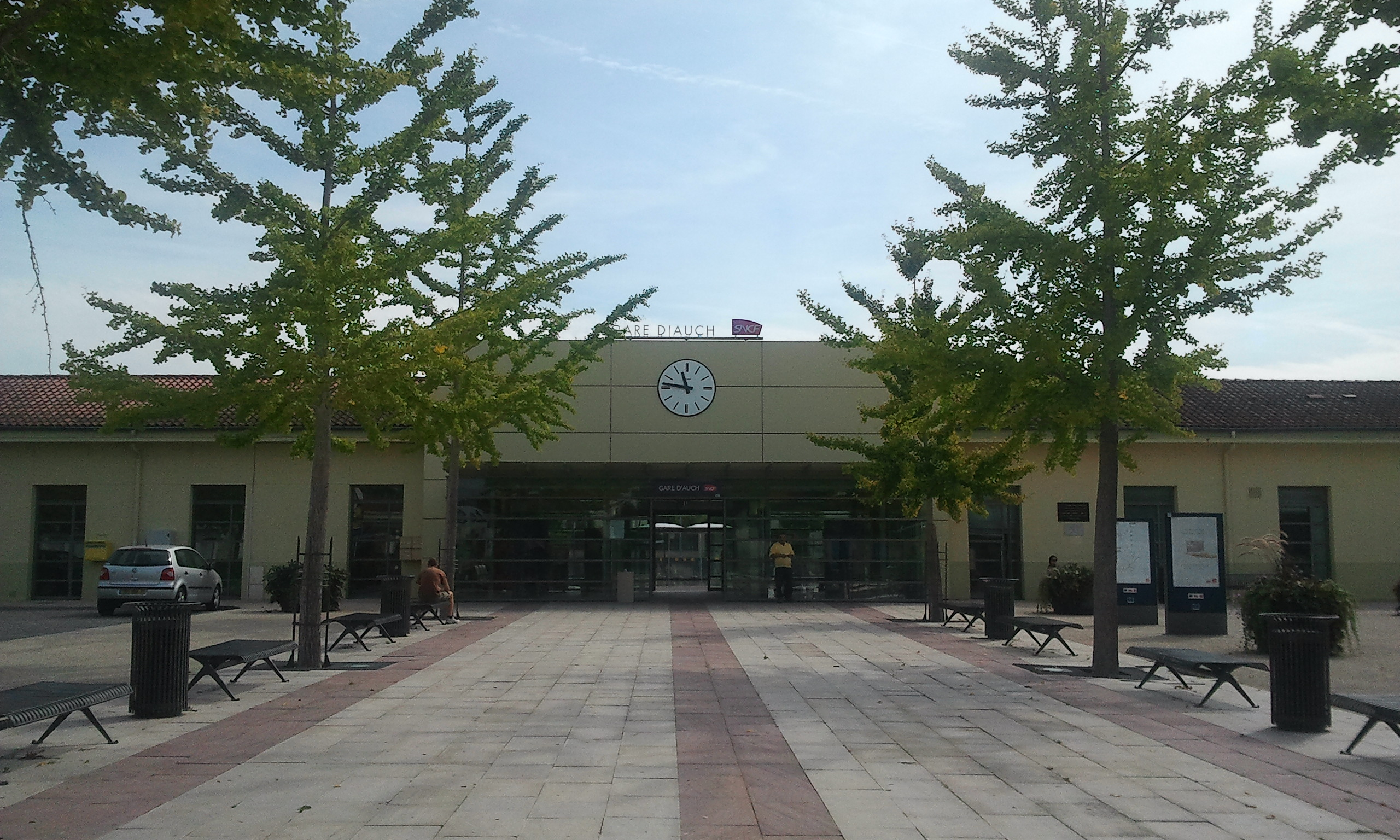
Gare d'Auch, avenue Pierre-Mendès-France.
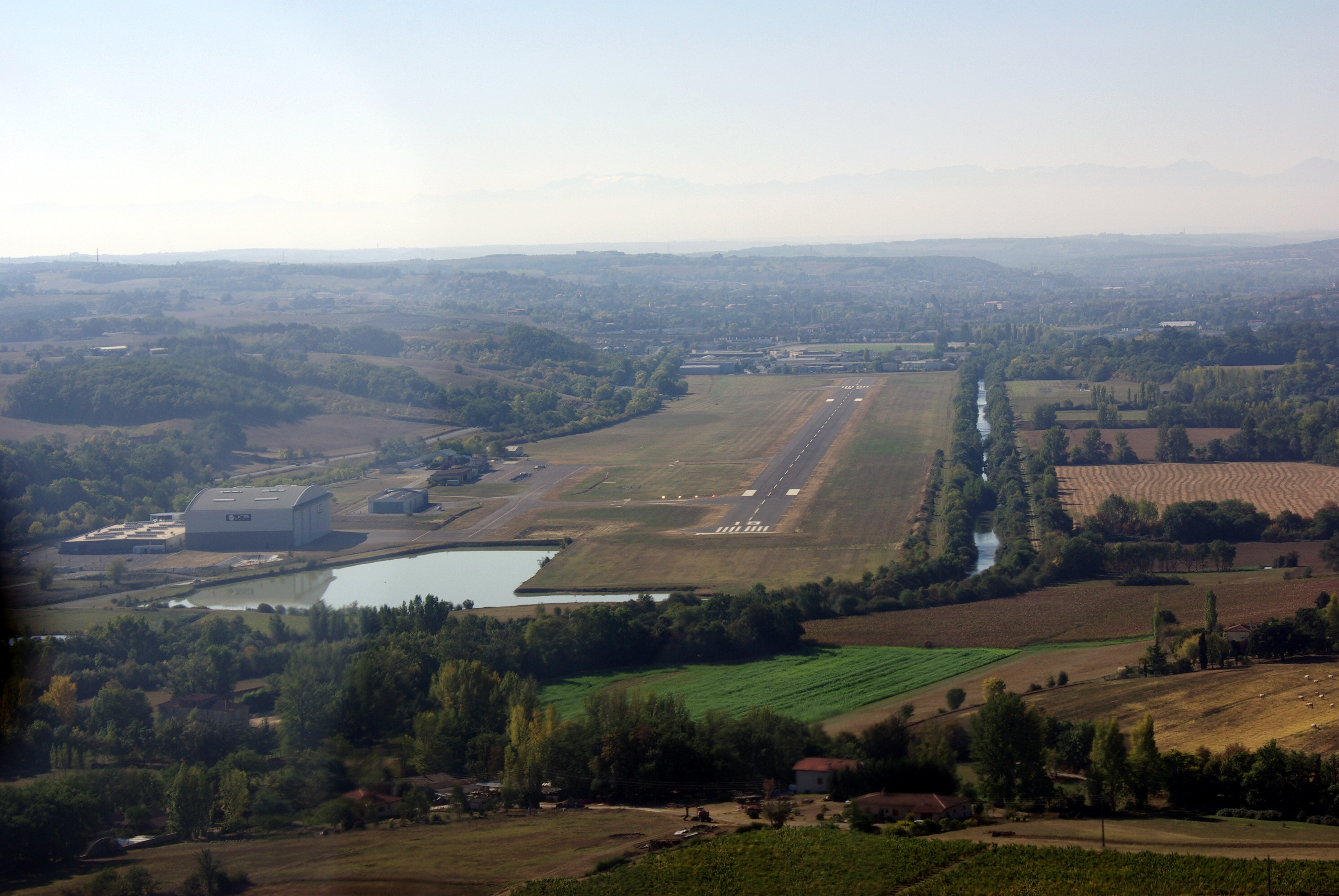
Aéroport Auch-Gers, route d'Agen.
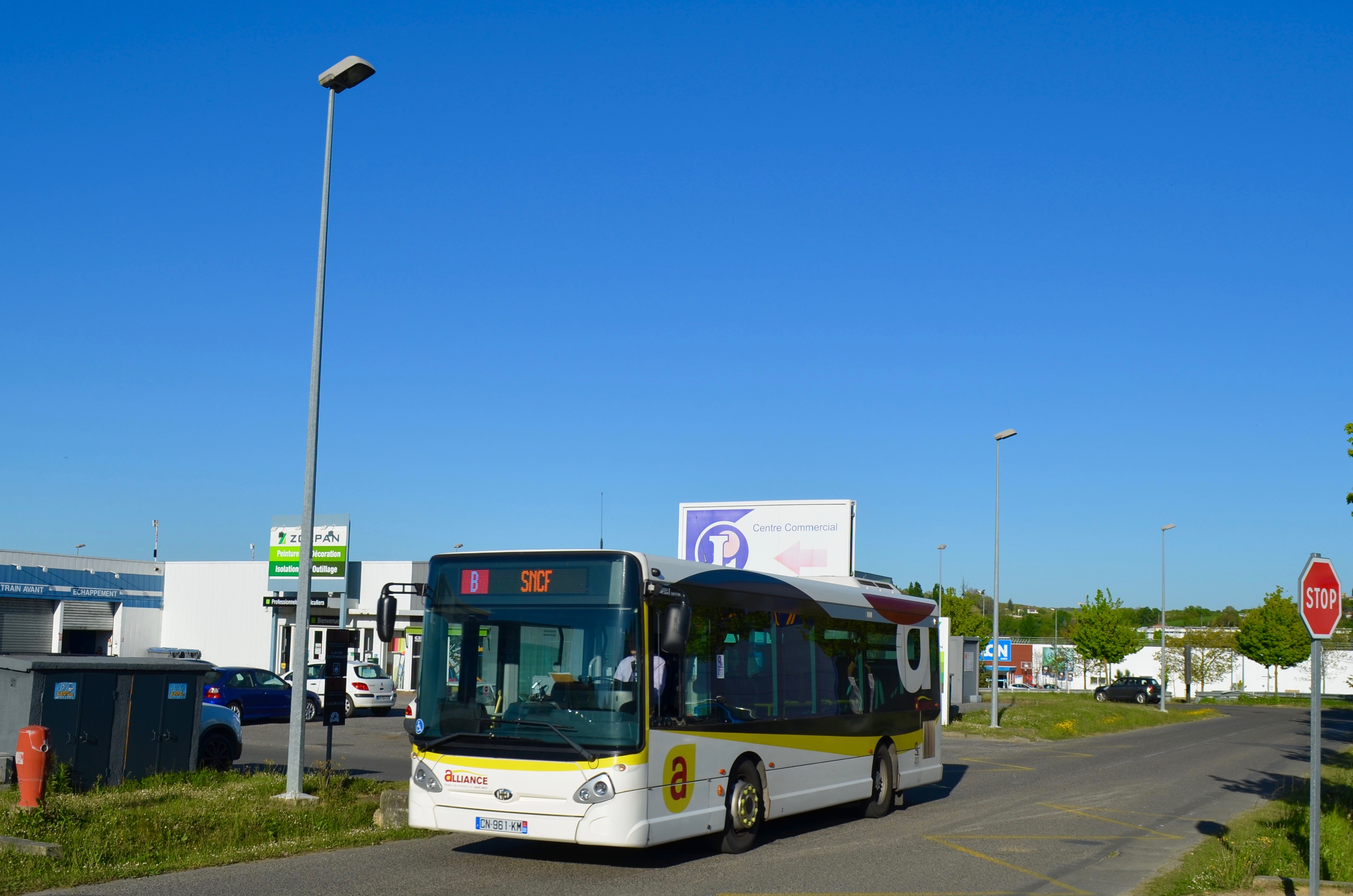
Autobus dans la ZA de l'Hippodrome, à proximité de[pas clair] la RN 124.

### Logement
Le nombre de logements d'Auch a été estimé à 12 178 en 2007. Ces logements d'Auch se composent de 10 981 résidences principales, 247 résidences secondaires ou occasionnels ainsi que 949 logements vacants.
Avec une superficie de 72,48 km2, soit une densité de population de 299,45 hab./km2 pour une densité de logements de 168,02 logements par km2.

### Risques majeurs
Le territoire de la commune d'Auch est vulnérable à différents aléas naturels : météorologiques (tempête, orage, neige, grand froid, canicule ou sécheresse), inondations et séisme (sismicité très faible). Il est également exposé à un risque technologique, le transport de matières dangereuses. Un site publié par le BRGM permet d'évaluer simplement et rapidement les risques d'un bien localisé soit par son adresse soit par le numéro de sa parcelle.

#### Risques naturels
Certaines parties du territoire communal sont susceptibles d’être affectées par le risque d’inondation par débordement de cours d'eau, notamment le Gers, le Sousson, l'Auloue, l'Arçon et le Talouch. La cartographie des zones inondables en ex-Midi-Pyrénées réalisée dans le cadre du XIe Contrat de plan État-région, visant à informer les citoyens et les décideurs sur le risque d’inondation, est accessible sur le site de la DREAL Occitanie. La commune a été reconnue en état de catastrophe naturelle au titre des dommages causés par les inondations et coulées de boue survenues en 1993, 1999, 2003, 2009 et 2020,.

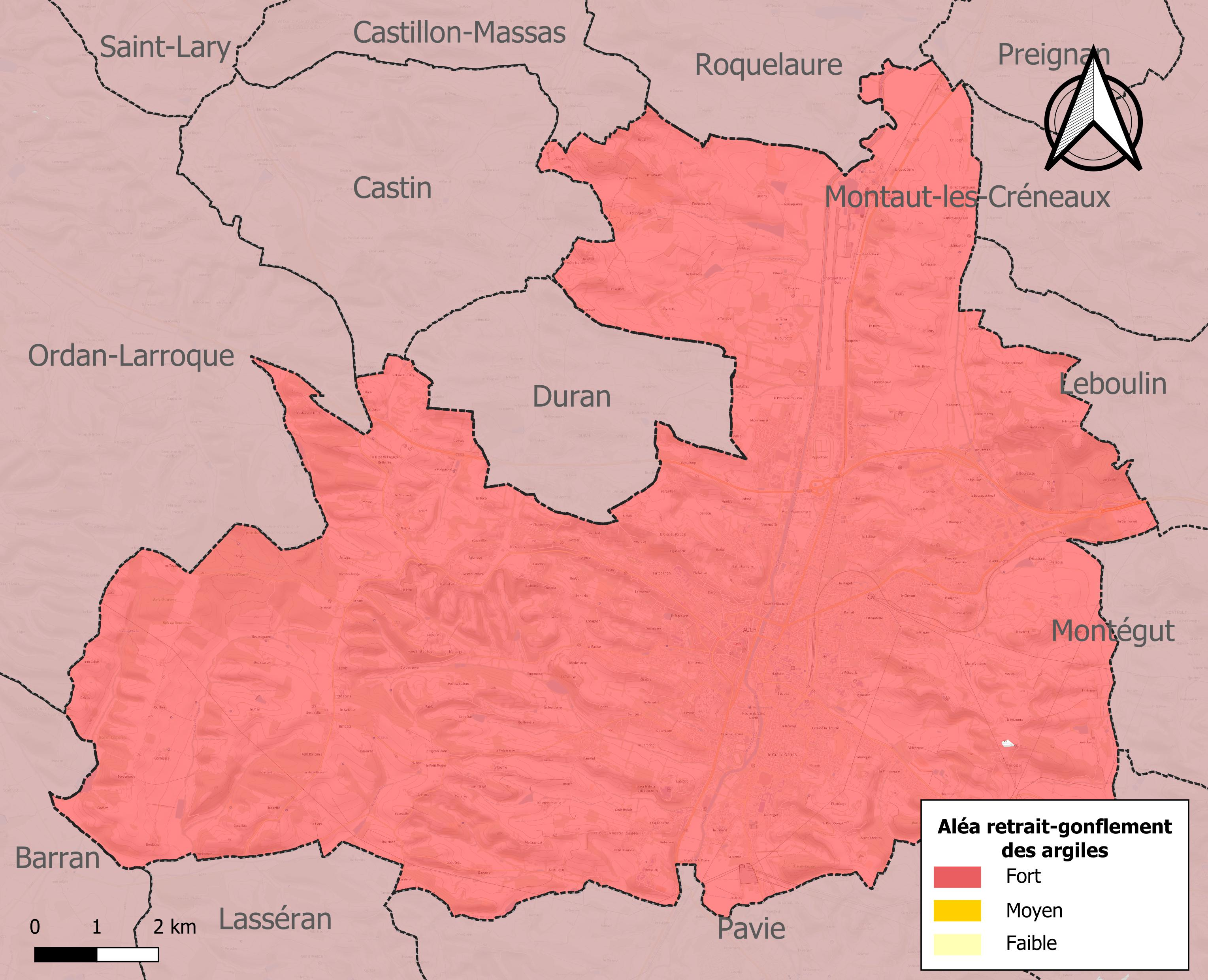
Carte des zones d'aléa retrait-gonflement des sols argileux d'Auch.

Le retrait-gonflement des sols argileux est susceptible d'engendrer des dommages importants aux bâtiments en cas d’alternance de périodes de sécheresse et de pluie. La totalité de la commune est en aléa moyen ou fort (94,5 % au niveau départemental et 48,5 % au niveau national). Sur les 6 193 bâtiments dénombrés sur la commune en 2019, 6 193 sont en aléa moyen ou fort, soit 100 %, à comparer aux 93 % au niveau départemental et 54 % au niveau national. Une cartographie de l'exposition du territoire national au retrait gonflement des sols argileux est disponible sur le site du BRGM,.
Par ailleurs, afin de mieux appréhender le risque d’affaissement de terrain, l'inventaire national des cavités souterraines permet de localiser celles situées sur la commune.
Concernant les mouvements de terrains, la commune a été reconnue en état de catastrophe naturelle au titre des dommages causés par la sécheresse en 1989, 1991, 1993, 1997, 2002, 2009, 2011, 2012, 2015, 2016, 2017 et 2019 et par des mouvements de terrain en 1999 et 2013.

#### Risques technologiques
Le risque de transport de matières dangereuses sur la commune est lié à sa traversée par des infrastructures routières ou ferroviaires importantes ou la présence d'une canalisation de transport d'hydrocarbures. Un accident se produisant sur de telles infrastructures est en effet susceptible d’avoir des effets graves au bâti ou aux personnes jusqu’à 350 m, selon la nature du matériau transporté. Des dispositions d’urbanisme peuvent être préconisées en conséquence.
Le 4 janvier 1971 à 3h06, un immeuble de sept niveaux, vingt-quatre appartements et un garage automobile en rez-de-chaussée, à l'angle de la rue Masséna et de la rue d'Alsace, est soufflé par une explosion de gaz. La catastrophe fait quatorze morts et huit blessés retrouvés dans les décombres. Gaz de France est reconnu civilement responsable en qualité de personne morale et condamné en 1976 par la cour de cassation à verser d'importants dommages-intérêts aux parties civiles.

## Toponymie
Le nom de la tribu aquitaine des Ausques (Auscii ou Ausci en latin) a engendré le nom gascon Aush ou Aux [ˈawʃ], et à partir de là le nom français Auch.
Le nom antique de la cité est Elimberrum (en latin),. Selon Jean-Baptiste Orpustan et d'autres linguistes, Elimberri, Elimberris Auscorum et le nom antique romanisé Elimberrum, ancien nom de la ville d'Auch, viennent du basco-aquitain ili (eli- en latin) « ville » et berri « neuve » et signifie « ville neuve » en basque.

Territoire des Ausques parmi les autres peuples aquitains.
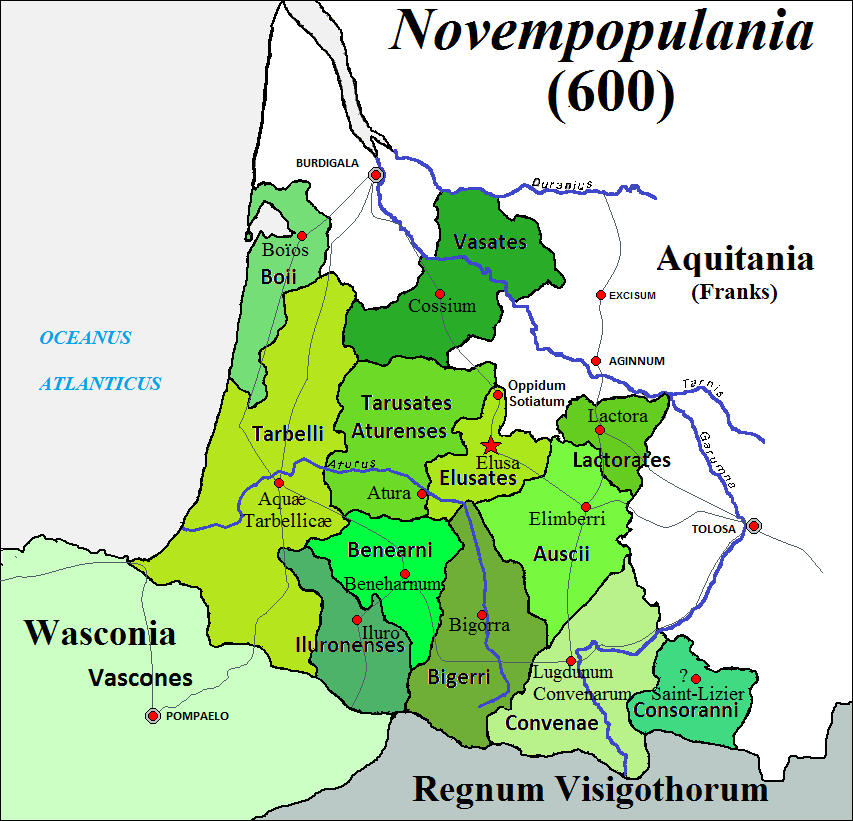
Territoire des Auscii parmi les neuf peuples de la Novempopulanie.

## Histoire

### Époque préromaine
Le promontoire rocheux, situé au bord du Gers où se trouve aujourd'hui le centre historique, notamment la cathédrale, ne correspond pas à un ancien oppidum, comme on pourrait s'y attendre.
La ville préromaine est installée au bord du Gers, mais sur la rive opposée, qui est plate. Cette localité, nommée Elimberri, appartient au peuple des Ausques, dont le chef-lieu, au nom antique inconnu, semble avoir été situé à Roquelaure (oppidum de la Sioutat).
Dans la Gaule préromaine, décrite par César au début de la Guerre des Gaules, les Ausques font partie de la région qu'il appelle Aquitania, située entre la Garonne et les Pyrénées, dont le peuplement est pour une grande part proto-basque, et non pas celtique comme dans les régions de Celtique et de Belgique.

### Époque romaine
Après la conquête romaine, réalisée entre 58 et 52 par César, les Ausques sont un des peuples reconnus comme cité (civitas) par les Romains, dans le cadre de la province de Gaule, dont le chef-lieu est Lyon (fondée en -43). Sous le règne d'Auguste, la Gaule est divisée en trois provinces : Lyonnaise (Lyon), Belgique (Reims) et Aquitaine (Saintes, puis Bordeaux), qui s'étend entre la Loire et les Pyrénées. La Narbonnaise (conquise dès -120) reste à part, ne participant pas aux assemblées annuelles au sanctuaire fédéral de Lyon, où sont représentées les soixante-quatre cités des Trois Gaules (Tres Galliae).
En 285, la réforme de Dioclétien (division en deux de l'empire, tétrarchie, réforme des provinces) place les Ausques dans la province d'Aquitaine troisième (Aquitania Tertia) ou Novempopulanie, dont le chef-lieu semble avoir été Eauze (Elusa), chef-lieu des Elusates. Cette province fait alors partie du diocèse (civil) de Vienne  et de la préfecture du prétoire des Gaules (capitale : Trèves).
Elimberri devient le chef-lieu de la cité des Ausques au Ier siècle, officiellement appelée Augusta Auscorum (« (ville) Auguste des Ausques »). Cela signifie qu'elle est le lieu où se trouve la curie de la cité, où siège l'assemblée des décurions, qui sont des notables de la cité, des Ausques en général, chargés de l'administration locale et des relations avec le gouverneur de province. Il n'y a pas en revanche de magistrat nommé par Rome à ce niveau.
La ville est située au croisement de deux voies romaines importantes : 
- celle qui relie Agen (chef-lieu des Nitiobroges) et Lugdunum Convenarum (aujourd'hui Saint-Bertrand-de-Comminges), chef-lieu des Convènes (le nom de Lugdunum est celtique) ;
- celle qui relie Toulouse, chef-lieu des Volques Tectosages (une cité de Narbonnaise) à Bazas[47], chef-lieu des Vasates.

À l'époque où le christianisme se répand en Gaule, un évêque est connu nominalement à Auch dès 314 (Critère), mais il y en a peut-être un dès 280.
En 333, l'Anonyme de Bordeaux, pèlerin en route vers Jérusalem, s'y arrête et mentionne sur son itinéraire : Civitas Ausciorum[réf. nécessaire] (« cité des Ausques »).
Les fouilles menées par Émile Taillebois en 1881 ont permis la découverte d'une inscription gallo-romaine et d'un autel gaulois.

### Bas-Empire et haut Moyen Âge
À partir de la fin du IVe siècle, l'empire romain subit une série d'invasions de peuples germaniques ou autres (dits « barbares » par les Romains).
Au moment des grandes invasions, la ville, non fortifiée, est pillée. Ses habitants qui regagnent alors le site de l'ancienne Elimberri[pas clair] plus facilement défendable.

#### Passage des Vandales (408)
Entrés dans l'empire le 31 décembre 406, en franchissant le Rhin gelé, les Vandales traversent la Gaule vers le sud et passent dans la région en 408, détruisant probablement Eauze (par la suite, ils traversent l'Hispanie et établissent un royaume dans la région de Carthage en Afrique).
Après le sac d'Eauze, chef-lieu de la province de Novempopulanie, Auch devient le principal centre urbain et administratif provincial.

#### Le royaume wisigoth de Toulouse (418-507)
Un changement important dans le sud de la Gaule est l'arrivée des Wisigoths dans les années 410 : après le sac de Rome en 410, ils sont installés comme fédérés en Narbonnaise et Aquitaine, avec pour capitale de leur royaume la ville de Toulouse à partir de 418. Au cours du Ve siècle, compte tenu de l'affaiblissement du pouvoir impérial dans l'empire romain d'Occident, finalement aboli en 476, les rois wisigoths s'emparent de toutes les provinces d'Aquitaine, du sud de la Narbonnaise et d'une grande partie de l'Hispanie.
En 507, vaincus à Vouillé (près de Poitiers) par les Francs de Clovis, ils se replient sur la Narbonnaise. La cité des Ausques, qui est maintenant dirigée non plus par les décurions, mais par l'évêque, devient un territoire franc.

#### Période mérovingienne (507-751)
La cité des Ausques fait partie du duché de Vasconie (créé en 601), parfois inclus dans le royaume d'Aquitaine.

#### Période carolingienne (751-996)
Le royaume d'Aquitaine existe aussi dans l'empire carolingien, notamment sous le règne du fils de Charlemagne, Louis le Pieux, avant qu'il devienne empereur en 814.

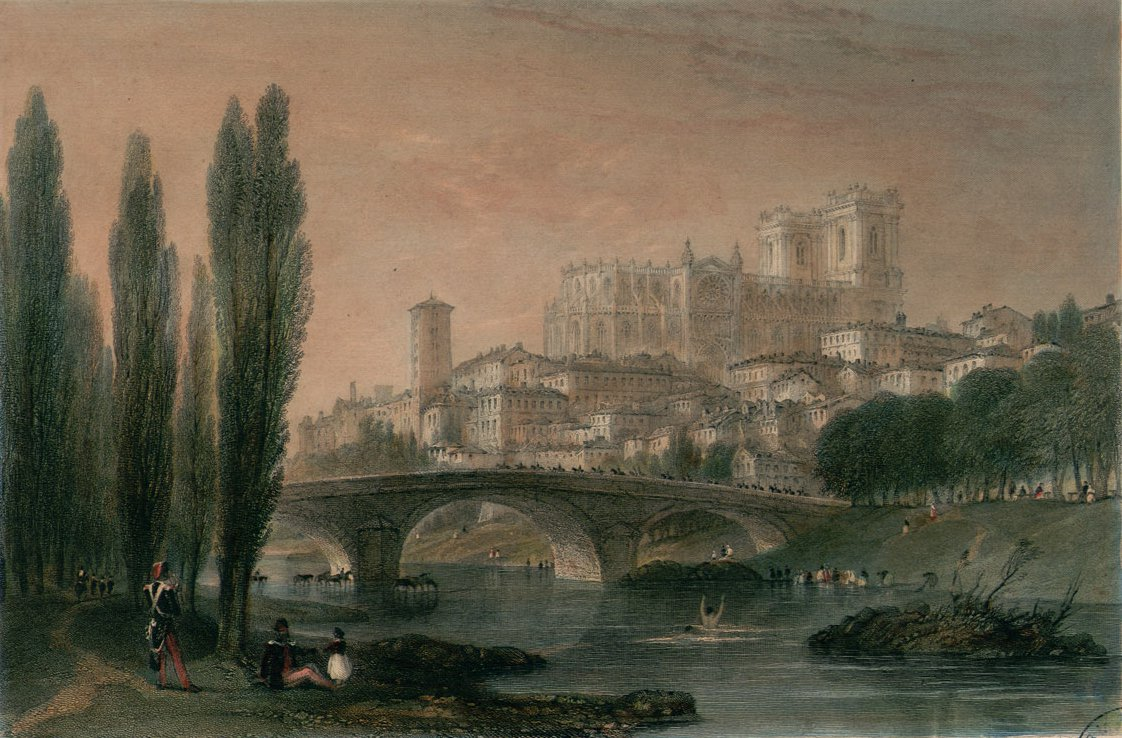
Auch vers 1840.

### Moyen Âge

#### Conflit entre les archevêques et les comtes d'Armagnac
Au Moyen Âge, dans le cadre du système féodal qui s'est établi au cours du Xe siècle, Auch fut la capitale des comtes de Fezensac à partir du Xe siècle siècle et devint au XIIe siècle, celle de la première maison d'Armagnac, lors du mariage en secondes noces de la comtesse Anicelle de Fezensac avec Géraud III, comte d'Armagnac, en 1119.
Au départ, les comtes d'Armagnac se heurtent au pouvoir des archevêques, qui dirigent la ville depuis l'époque carolingienne. À partir du XIIe siècle, la situation est stabilisée : la ville est un paréage partagé entre ces deux autorités. Le blason de la ville symbolise aujourd'hui encore le paréage entre les Armagnac (un lion rouge debout) et les archevêques (un agneau).
Les lignes de démarcation séparant les deux seigneuries, sculptées sur les portes de la ville et sur les piliers de l'ancienne halle, étaient encore visibles au début de la Révolution française,, qui a mis fin aux institutions féodales et seigneuriales dans le royaume de France (nuit du 4 août 1789).

#### Construction de la cathédrale gothique (XVesiècle)
Au XVe siècle, la cathédrale romane incendiée et ruinée est remplacée par une cathédrale gothique, notamment pendant le mandat de l'archevêque François de Savoie), une des plus majestueuses[réf. nécessaire] du Sud-Ouest de la France. Sa construction se poursuit jusqu'au XVI. La cathédrale Sainte-Marie d'Auch, au sommet du promontoire de rive gauche, domine toujours la ville de sa grande taille.

#### Événements notables
Pendant la guerre de Cent Ans, à la suite de l'assassinat du duc Louis Ier d'Orléans en 1407, le comte d'Armagnac Bernard VII, dont la fille Bonne épouse Charles d'Orléans en 1410, est mis à la tête d'une ligue opposée au duc de Bourgogne Jean sans Peur : c'est le début de la guerre entre la faction des Armagnacs et celle des Bourguignons, qui va durer jusqu'en 1435.
Après la bataille de Lectoure en 1473 qui marque la fin de la dynastie des comtes d'Armagnac, la ville est occupée par les troupes du roi de France, Louis XI.

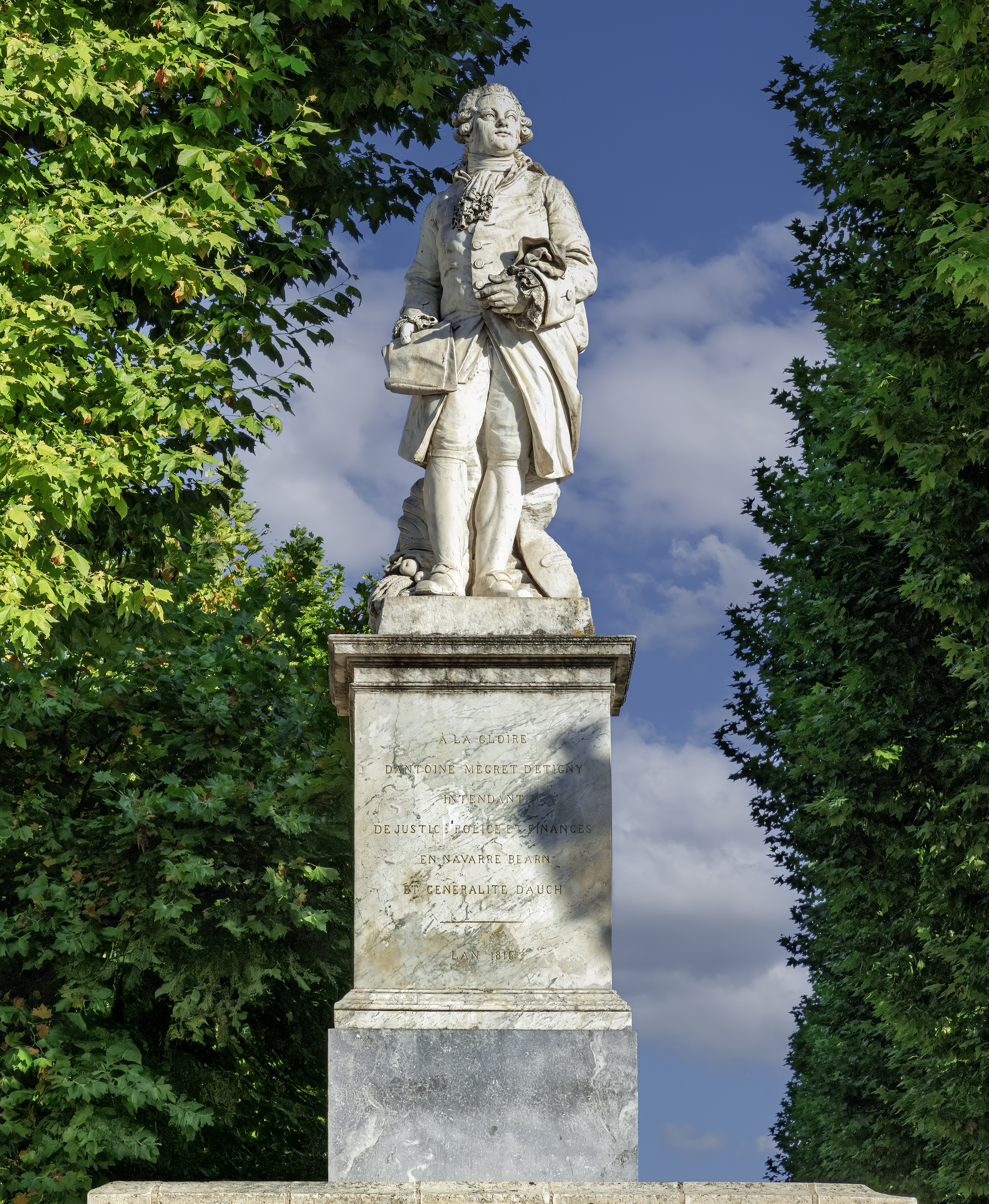
Monument à Antoine Mégret d'Étigny

### Époque moderne

#### XVIesiècle
Le redémarrage est lent au cours du XVIe siècle.[pas clair]
En 1543, un collège humaniste est créé grâce à un don du cardinal François de Tournon (1489-1562), archevêque d'Auch. En 1590, la tenue du collège est confiée à la compagnie de Jésus, qui la garde jusqu'à son expulsion en 1762. Les jésuites sont alors remplacés par un autre ordre enseignant.
À l'époque des guerres de Religion (1562-1598), Auch est proche des possessions de la maison d'Albret, favorable à la Réforme (Jeanne d'Albret, puis Henri de Navarre) : le pays d'Albret (Nérac), le Béarn (Pau), le royaume de Navarre (Saint-Palais) et le comté de Foix. Au nord-est, Montauban est un bastion du calvinisme. En revanche, Toulouse soutient avec conviction le catholicisme.

#### XVIIIesiècle
En 1715, la généralité d'Auch est séparée de celle de Montauban. Ses intendants ont pour principal souci le développement économique ainsi que l'amélioration des conditions et du cadre de vie.
Sous Louis XV, l'intendant Antoine Mégret d'Étigny transforme la ville et donne au centre son visage actuel par la construction de la plupart des bâtiments remarquables (hôtel de ville, hôtel d'Intendance, promenade).

### Époque contemporaine

#### Période de la Révolution et de l'Empire (1789-1815)
Au début de la Révolution française, lorsque l'Assemblée nationale constituante crée les communes et les départements (janvier 1790), Auch devient le chef-lieu du département du Gers (intégré à partir de 1957 dans la région Midi-Pyrénées), ainsi que du district d'Auch (arrondissement d'Auch à partir de 1800).
Le collège d'Auch d'Ancien Régime est remplacé par l'école centrale du Gers, qui disparaît au moment de l'institution des lycées par Napoléon. Cependant, Auch ne bénéficie pas à ce moment d'un lycée de plein droit, mais seulement d'une école secondaire.

#### XIXesiècle
Au XIXe siècle, l'installation d'une usine à gaz et la construction de la gare favorisèrent le développement des quartiers de la ville basse. Auch fait alors partie du réseau ferroviaire de la compagnie du Midi, qui est aussi producteur d'électricité à partir du XXe siècle.
En 1833, année où Guizot, ministre de l'Instruction de Louis-Philippe, fait voter sa grande loi sur l'enseignement, imposant notamment la création d'une école normale primaire par département et d'au moins une école primaire publique par commune, l'école secondaire d'Auch devient collège royal, par la suite lycée impérial (sous le Second Empire), puis national (sous la Troisième République). Un peu plus tard est créé un établissement secondaire pour les jeunes filles.

#### Première Guerre mondiale (1914-1918)
Durant la Première Guerre mondiale (1914-1918), plusieurs établissements d'enseignement sont transformés temporairement en hôpitaux, en plus de l'hospice de la rue Pasteur : les petit et grand séminaires, l'école normale d'instituteurs, le lycée de garçons, l'école libre de la rue Voltaire, ainsi que l'ancienne préfecture.
Des officiers et soldats allemands prisonniers sont détenus à la caserne Lannes.

#### Seconde Guerre mondiale (1939-1945)
Durant la Seconde Guerre mondiale, après le désastre de 1940, Auch fait d'abord partie de la zone non occupée par l'armée allemande (dite « zone libre »).
Cent-un juifs sont arrêtés le 26 août 1942 et internés dans les camps de rétention de Gurs (Pyrénées-Atlantiques) ou du Vernet (Ariège), à l'occasion d'une visite officielle de l'amiral Darlan.
Le 11 novembre 1942, la Wehrmacht (et l'armée italienne à l'est du Rhône) occupent la zone libre. Auch devient le siège d'une Feldgendarmerie, installée à l'hôtel de France, dépendant de la Kommandantur de Toulouse. Le 27 novembre, le 2e régiment de dragons d'Auch est dissout.
Après l'arrivée des Allemands et de la Gestapo, la répression antisémite s'accentue et des juifs sont déportés dans les camps d'extermination, notamment après une rafle en février 1943.
La Résistance est aussi présente. Le 25 septembre 1943, c'est à Auch qu'est imprimé pour la première fois en France le Chant des partisans, dans une imprimerie situé au n° 11 de la rue Lamartine (plaque commémorative).
La libération d'Auch a lieu le 19 août 1944, date du départ de la garnison allemande.

#### Fin duXXesiècleetXXIesiècle
De 1971 à 1979, la 2e brigade parachutiste, élément de la 11e division parachutiste, est basée à Auch, notamment son bataillon de commandement et de soutien (BCS), le 425e BCS (425e BPCS à partir de 1977), hébergé à la caserne Espagne, située sur la place d'Armes.

### Histoire du diocèse d'Auch
Le premier évêque d'Auch apparaît vers 280.
Le diocèse d'Auch hérite du titre de métropole en 856, après le saccage de la ville d'Eauze. L'archevêque d'Auch a le titre de primat de Novempopulanie comme celui de Lyon le titre de primat des Gaules. La liste des archevêques d'Auch comprend des personnages prestigieux, de nombreux saints et de nombreux cardinaux[Qui ?].
L'archidiocèse d'Auch dégageait après ceux de Strasbourg, Paris et Cambrai le plus de revenus annuels, dus à une dîme importante.
La nomination des archevêques d'Auch voyait de longues discussions entre le roi, le pape et les chanoines.
L'archevêque d'Auch était jusqu'en 2002 le métropolitain d'une immense province ecclésiastique, jadis formée de la Gascogne et de la Navarre.

## Politique et administration

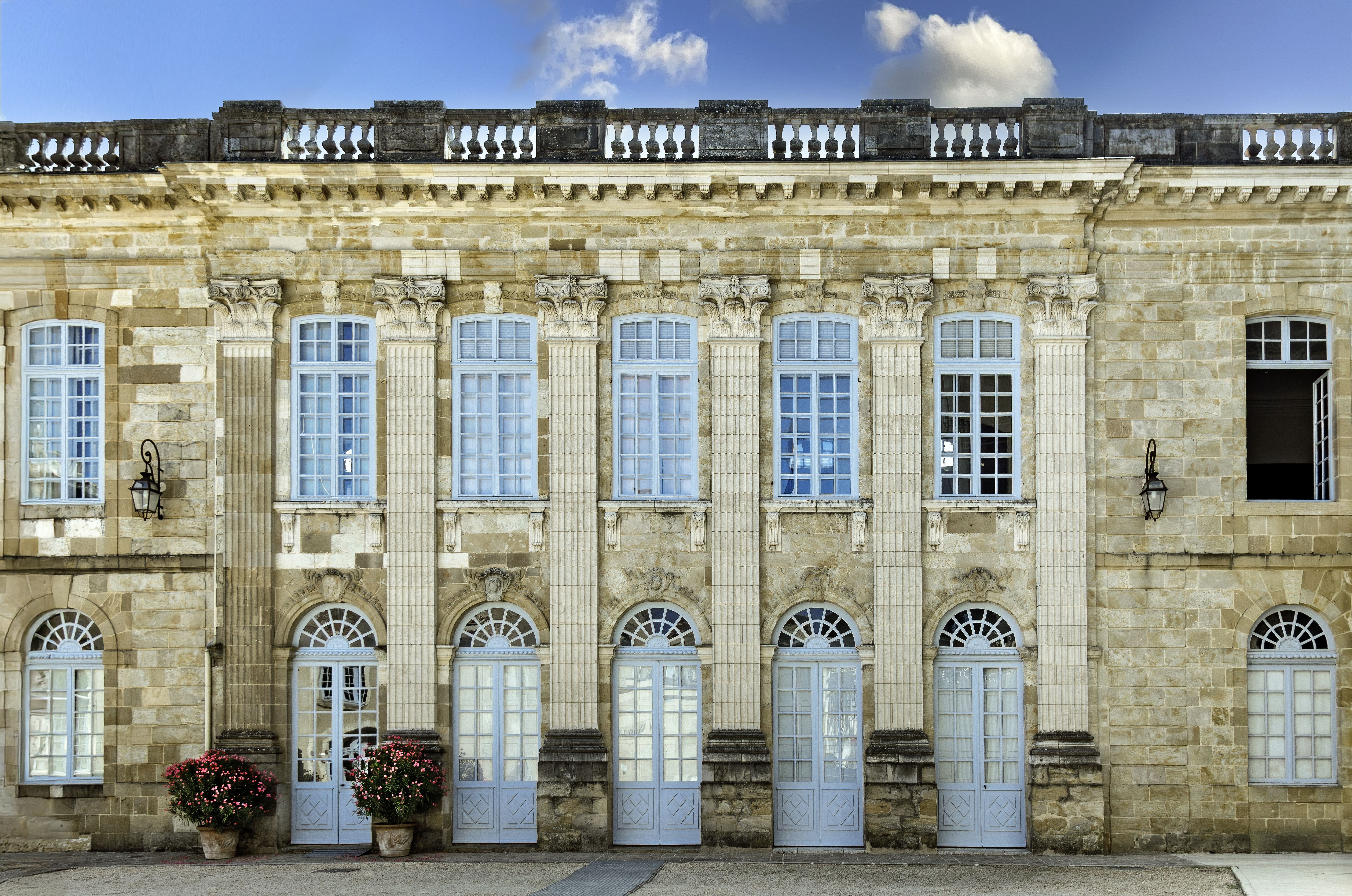
Façade de la Préfecture.

### Tendances politiques et résultats
À la suite du 2e tour de l'élection présidentielle à Auch, Emmanuel Macron (En Marche!) arrive en tête du scrutin, avec 76,72 % des suffrages exprimés. À la deuxième place, Marine Le Pen (FN) recueille un score de 23,28 %.
Emmanuel Macron était aussi arrivé en première position au 1er tour (26,76 % des votes).
On observe un vote blanc à hauteur de 9,15 % chez les votants, ainsi que 4,43 % de votes nuls.

### Administration municipale
Le conseil municipal est élu pour six ans au suffrage universel direct, par tous les citoyens de la commune inscrits sur la liste électorale.
À Auch, le conseil municipal est composé de 35 élus dont : membres de la majorité (le maire, adjoints au maire, conseillers municipaux délégués, conseillers municipaux) et conseillers municipaux de la minorité municipale.

### Intercommunalité et aménagement du territoire
Commune de 21 943 habitants en 2015, Auch est le siège de la communauté d'agglomération Grand Auch Cœur de Gascogne (38 580 habitants en 2014), la ville principale de l'aire urbaine d'Auch (41 736 habitants en 2015) et de son unité urbaine (25 130 habitants en 2014).

### Liste des maires

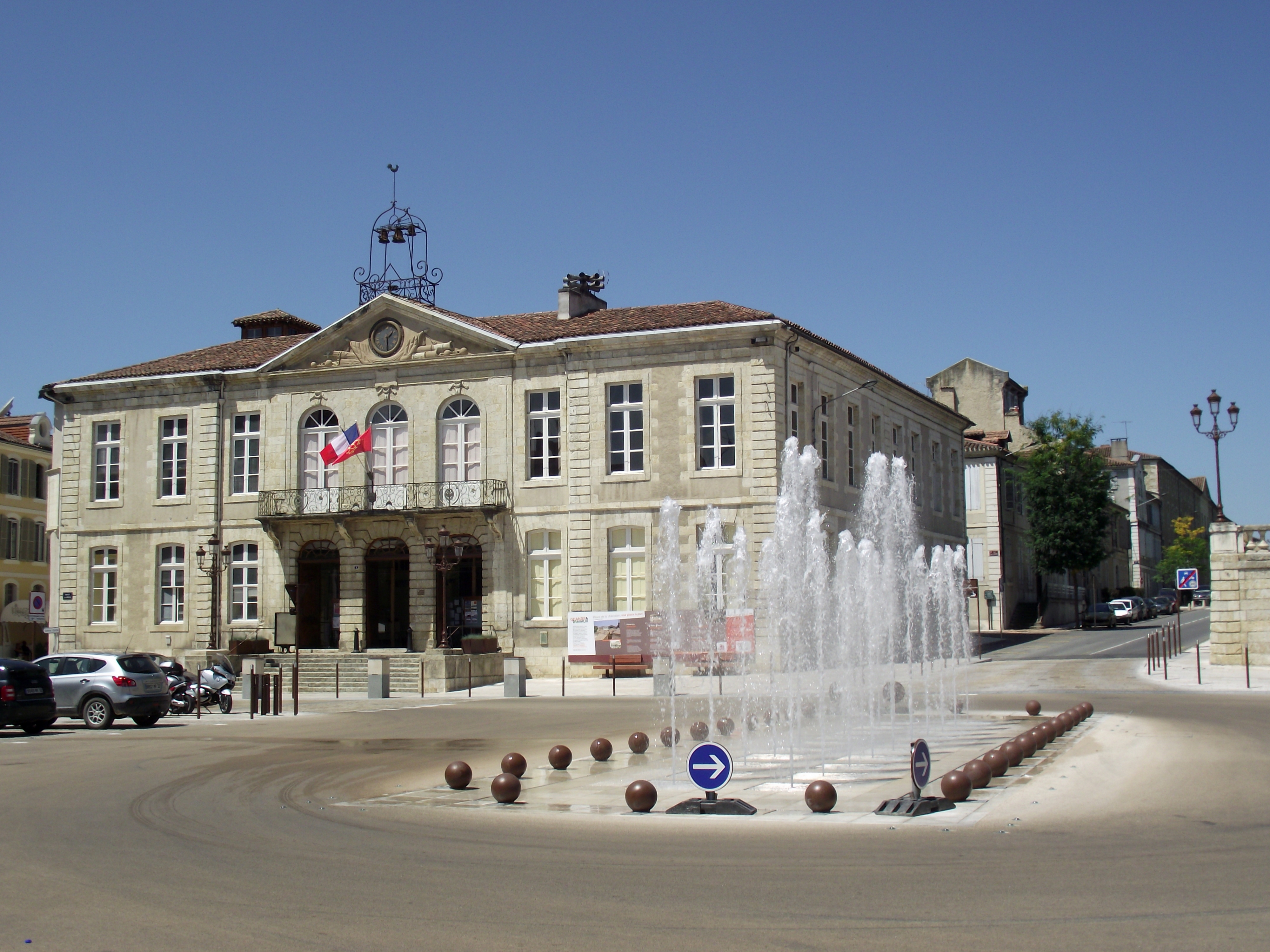
L'hôtel de ville d'Auch.
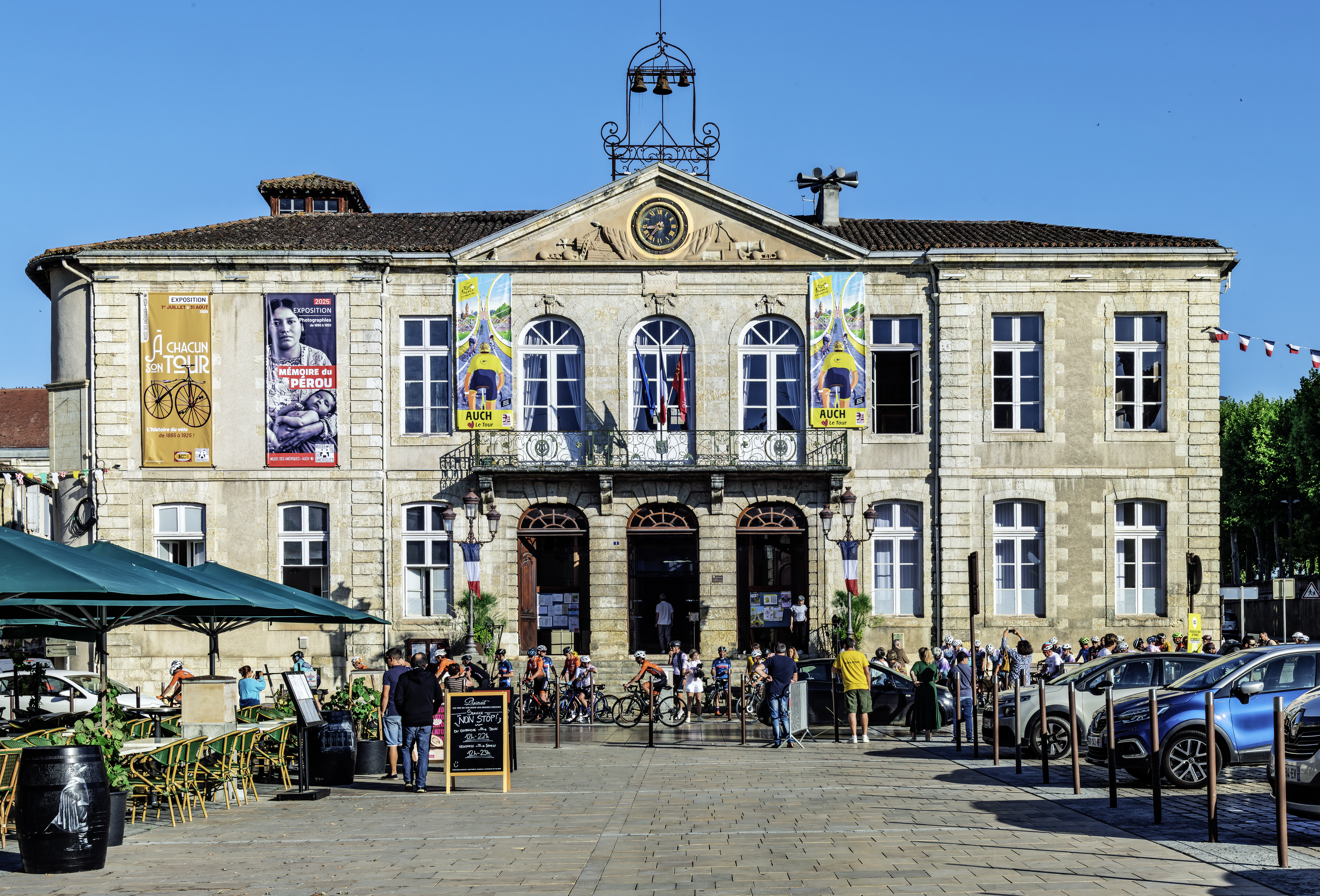
La mairie d'Auch pavoisée pour le passage du 'Tour de France' 2025.

5.
| Période          | Période         | Identité             | Étiquette        | Qualité                                                                                    |
| ---------------- | --------------- | -------------------- | ---------------- | ------------------------------------------------------------------------------------------ |
| 1947             | 1959            | Paul-Émile Descomps  | SFIO             | Censeur du lycée d'Auch Sénateur (1948-1959)                                               |
| 1959             | 1968            | Patrice Brocas       | PRRRS            | Professeur Membre du Conseil d'État Député (1956-1962)                                     |
| 1968             | 1977            | Jean Dours           | Droite Gaulliste | Préfet hors-cadre Conseiller général de Miélan (1973-1992)                                 |
| 1977             | juin 1995       | Jean Laborde         | PS               | Médecin Député (1973-1993) Conseiller général d'Auch-Nord-Est (1973-1988)                  |
| juin 1995        | 2001            | Claude Desbons       | PS               | Chef d'entreprise Conseiller général d'Auch-Sud-Est-Seissan (1988-1997) Député (1997-2001) |
| 2001             | 2008            | Claude Bétaille      | PS               | Cadre à la MSA Conseiller général d'Auch-Sud-Ouest (1982-2008)                             |
| 2008             | 12 octobre 2017 | Franck Montaugé      | PS               | Conseiller général d'Auch-Sud-Ouest (2008-2013) Député Sénateur                            |
| 12 octobre 2017, | En cours        | Christian Laprébende | PS               | 1er adjoint au maire Conseiller départemental d'Auch-1 (2015-2021)                         |

### Juridictions
Les principales juridictions sont la cour d'appel d'Agen, la cour administrative d'appel de Bordeaux, le tribunal administratif de Pau et le tribunal de grande instance d'Auch.

### Sécurité
| Violences aux personnes              | 235   |
| Vols et dégradations                 | 1 067 |
| Délinquance économique et financière | 142   |
| Autres crimes et délits              | 74    |

Les statistiques présentées sur ce tableau sont issues du rapport 2014 de l'Observatoire national de la délinquance et des réponses pénales, réalisé à partir des données du Ministère de l'Intérieur.
La ville possède un commissariat de police et une gendarmerie.

### Politique de développement durable
La ville a engagé une politique de développement durable en lançant une démarche d'Agenda 21 en 2008.
Auch bénéficie du label « Ville Fleurie » avec 4 fleurs attribuées en 2017 par le Conseil National des Villes et Villages Fleuris de France au concours des Villes et Villages Fleuris. Auch a obtenu le Prix national de l'Arbre en 2000. En 2020, sa 4e fleur est reconduite, il lui a été également décerné le trophée "Fleur d'Or"
La ville fait aussi partie aussi des grands sites de Midi-Pyrénées et des villes et pays d'arts et d'histoire.

### Jumelages
- Memmingen (Allemagne) ;
- Calatayud (Espagne);
- District de Huangdao (Chine)[80].

## Population et société

### Démographie
L'évolution du nombre d'habitants est connue à travers les recensements de la population effectués dans la commune depuis 1793. Pour les communes de plus de 10 000 habitants les recensements ont lieu chaque année à la suite d'une enquête par sondage auprès d'un échantillon d'adresses représentant 8 % de leurs logements, contrairement aux autres communes qui ont un recensement réel tous les cinq ans,.

En 2022, la commune comptait 22 825 habitants, en évolution de +5,58 % par rapport à 2016 (Gers : +1,04 %, France hors Mayotte : +2,11 %).
| 1793  | 1800  | 1806  | 1821  | 1831  | 1841   | 1846   | 1851   | 1856   |
| ----- | ----- | ----- | ----- | ----- | ------ | ------ | ------ | ------ |
| 8 444 | 7 696 | 8 918 | 9 670 | 9 801 | 10 867 | 12 323 | 12 141 | 12 001 |

| 1861   | 1866   | 1872   | 1876   | 1881   | 1886   | 1891   | 1896   | 1901   |
| ------ | ------ | ------ | ------ | ------ | ------ | ------ | ------ | ------ |
| 11 899 | 12 500 | 13 087 | 13 785 | 14 186 | 15 090 | 14 782 | 14 838 | 13 939 |

| 1906   | 1911   | 1921   | 1926   | 1931   | 1936   | 1946   | 1954   | 1962   |
| ------ | ------ | ------ | ------ | ------ | ------ | ------ | ------ | ------ |
| 13 526 | 13 638 | 11 825 | 12 272 | 12 567 | 13 313 | 15 253 | 16 382 | 18 918 |

| 1968   | 1975   | 1982   | 1990   | 1999   | 2006   | 2011   | 2016   | 2021   |
| ------ | ------ | ------ | ------ | ------ | ------ | ------ | ------ | ------ |
| 21 462 | 23 185 | 23 258 | 23 136 | 21 838 | 21 545 | 21 871 | 21 618 | 23 041 |

| 2022   | - | - | - | - | - | - | - | - |
| ------ | - | - | - | - | - | - | - | - |
| 22 825 | - | - | - | - | - | - | - | - |

### Enseignement
La commune d'Auch dépend de l'académie de Toulouse (rectorat de l'académie de Toulouse) et les écoles primaires de la commune dépendent de l'inspection académique du Gers.
Pour le calendrier des vacances scolaires, Auch est en zone C.
Sur la commune d'Auch, 29 établissements scolaires sont ouverts : 18 écoles, 4 collèges et 7 lycées.

#### Enseignement secondaire et supérieur
Sur l'année 2019-2020, la ville d'Auch compte 3 993 élèves du secondaire (collèges et lycées) et 1 257 étudiants (enseignement supérieur).

### Santé
La population de l’Aire urbaine d'Auch (soit environ 40 000 habitants) bénéficie de la présence dans la ville du centre hospitalier d'Auch. D'une capacité de 562 lits et places, celui-ci dispose des spécialités médicales attendues d’un établissement de cette dimension (cardiologie, médecine générale, maternité, endocrinologie, médecine gériatrique, pneumologie, chirurgie…).
Le centre hospitalier en 2018, ayant une capacité de 562 lits et places, dont :
Médecine : 198 ;
Chirurgie : 71 ;
Gynéco-obstétrique : 29 ;
Moyen séjour : 64 ;
Long séjour : 70 ;
Hébergement : 130.
L'agglomération du Grand Auch, jugeant le site actuel trop vétuste, prévoit à moyen terme (2028-2030) la reconstruction du centre hospitalier de zéro sur un nouveau site. C'est celui de Pavie, dans la Z.I. du Sousson au niveau de l'entrée de la N21 au sud de l'agglomération qui retient pour l'instant l'attention ; ce site nécessiterait cependant la réalisation d'un autre projet d'envergure très attendu localement, la rocade est entre Pavie, Auch, Pessan et Montégut,.

### Social
- Gers solidaire a pour objectif de soutenir, promouvoir, construire et innover pour lutter contre la pauvreté et toutes les formes d’exclusion sociale.

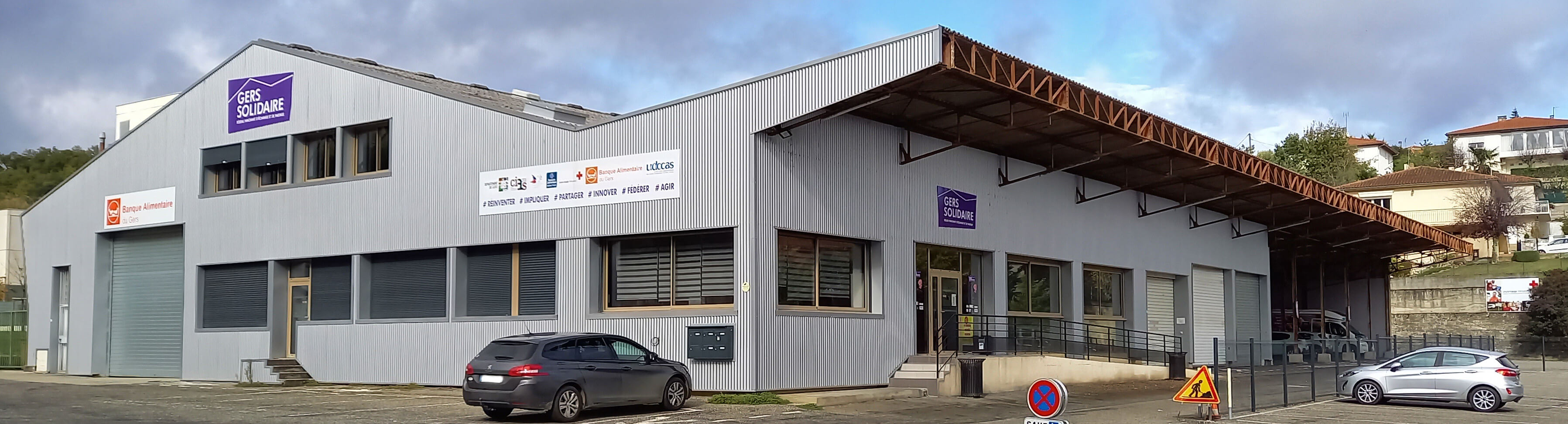
Bâtiment occupé par Gers solidaire au chemin de baron.

#### Associations caritatives
- La Société de Secours aux Blessés Militaires (Croix-Rouge) a créé son comité d'Auch en 1909 au 2 place Saint-Orens[104] devenue place Ledru-Rollin. La Croix-Rouge a été logée par la suite notamment au 8 rue Irénée David avant d'occuper le 11 rue du docteur Samalens.

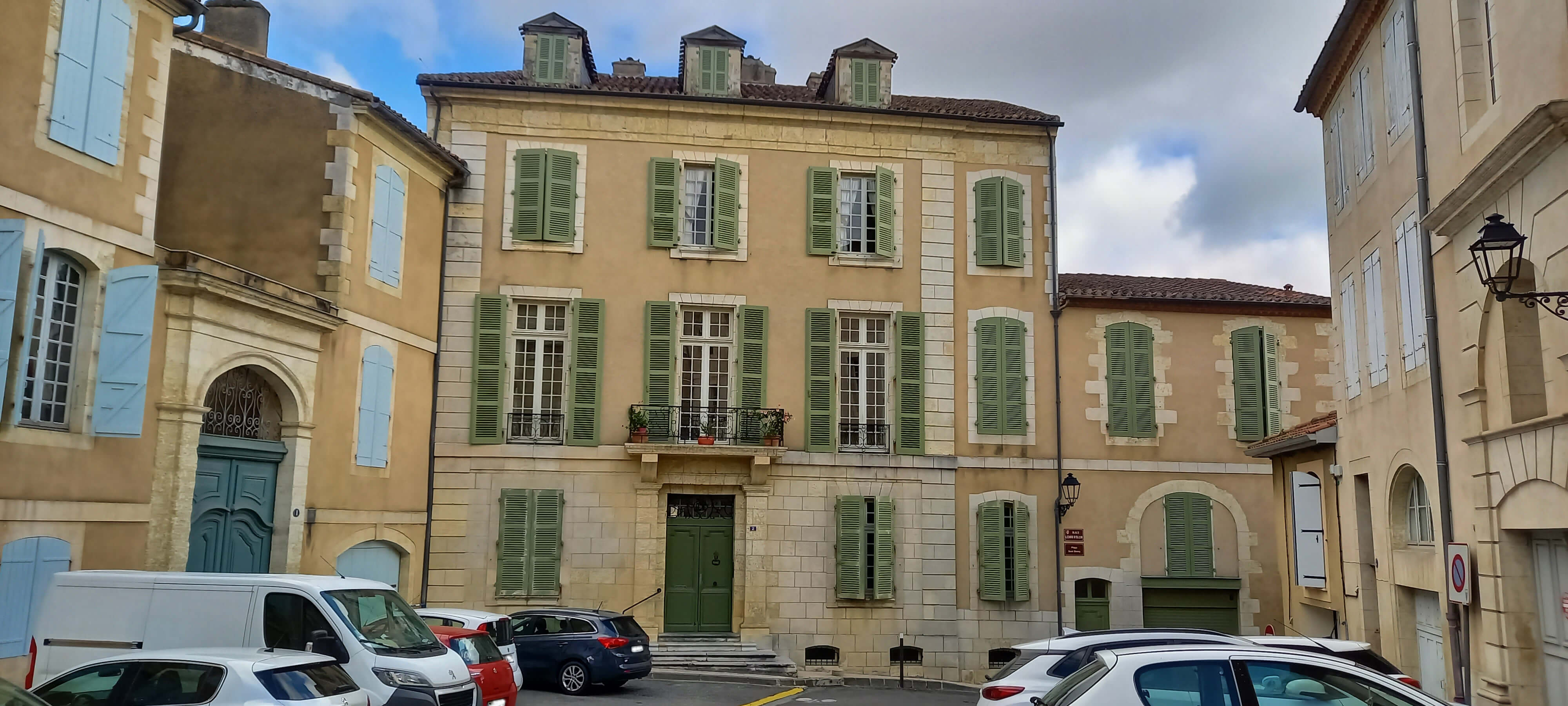
Place Ledru Rollin
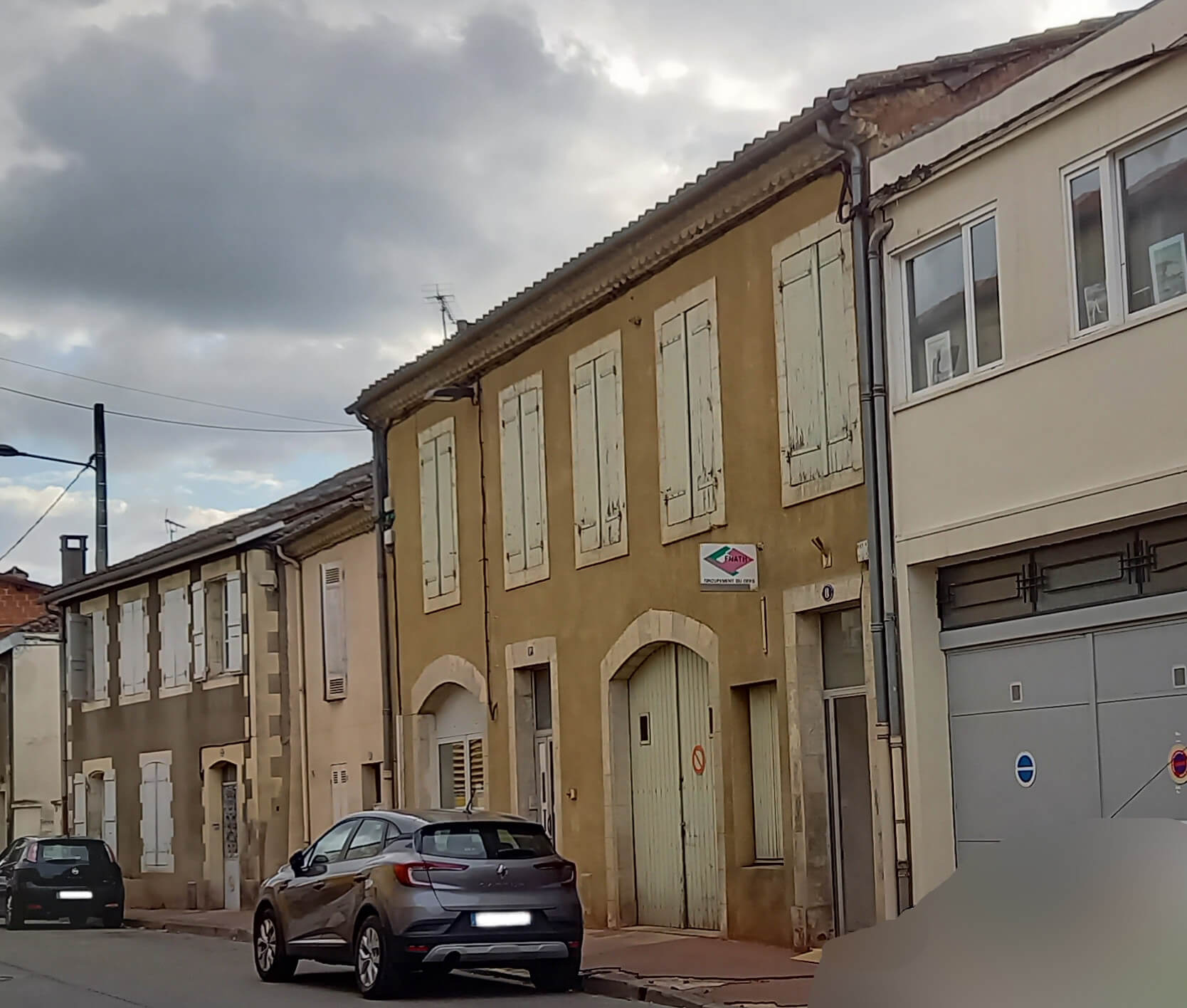
8 rue Irénée David
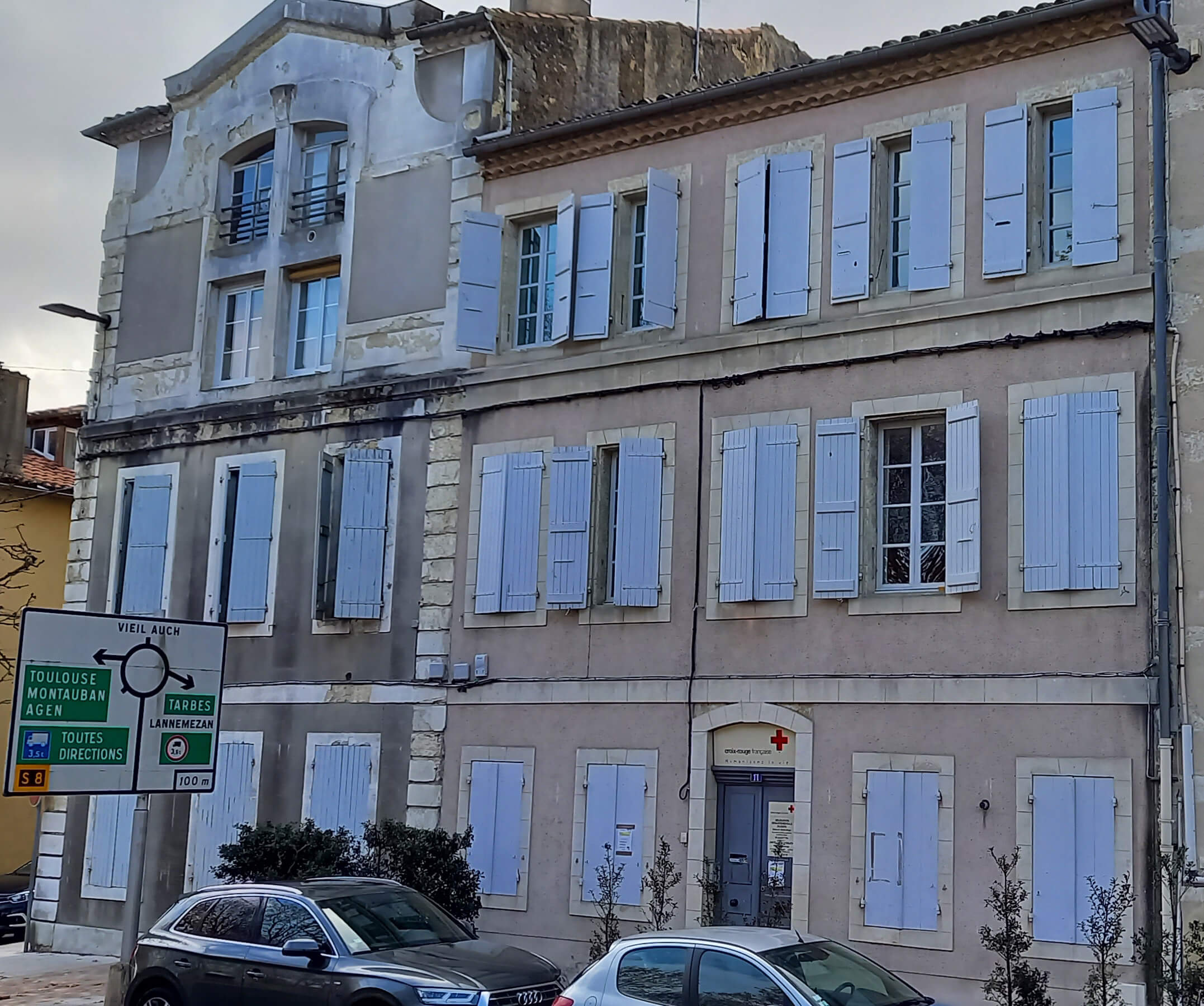
11 rue docteur Samalens

### Manifestations culturelles et festivités

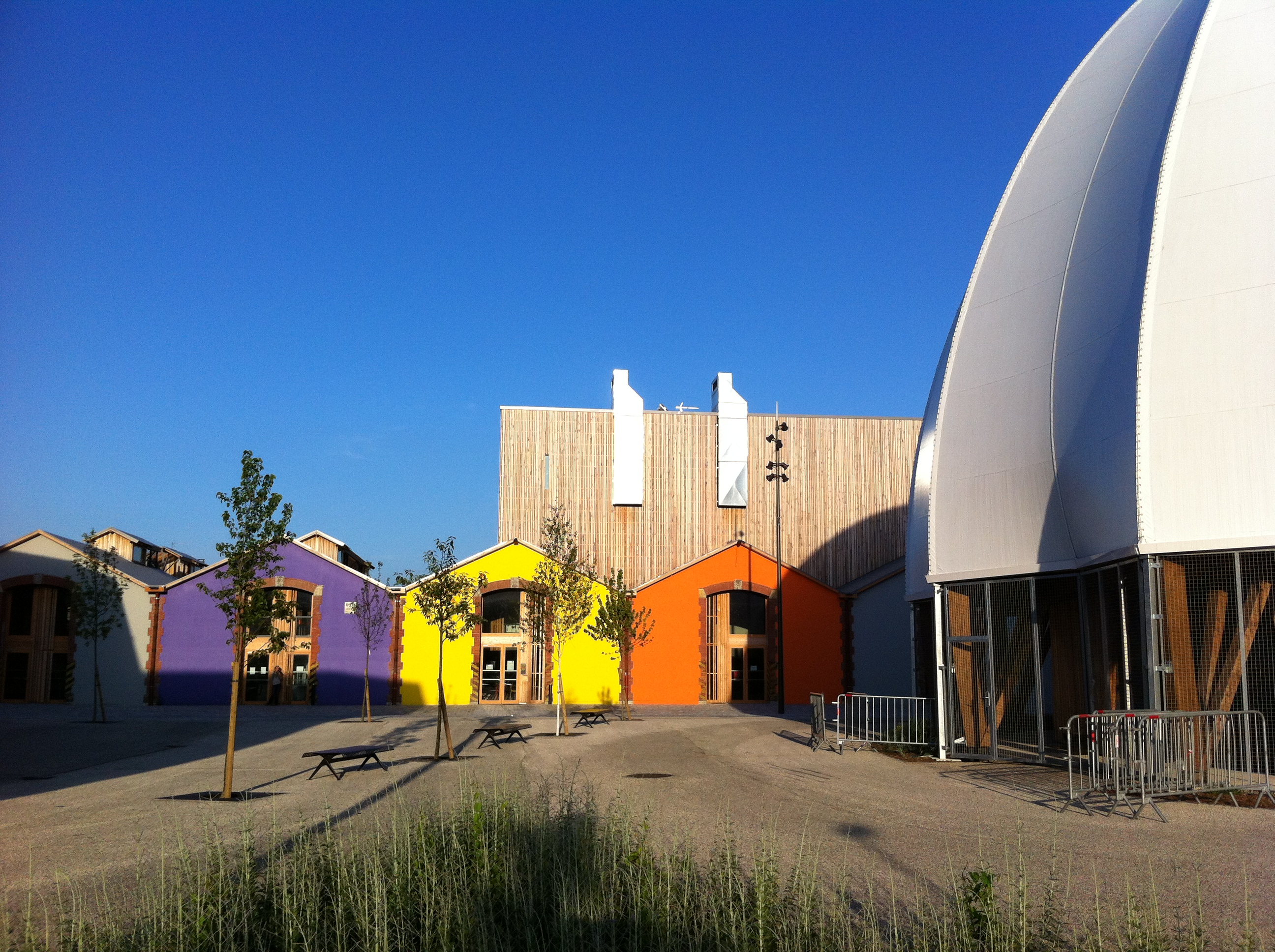
Le CIRCa et le Dôme de Gascogne en 2013 à Auch.

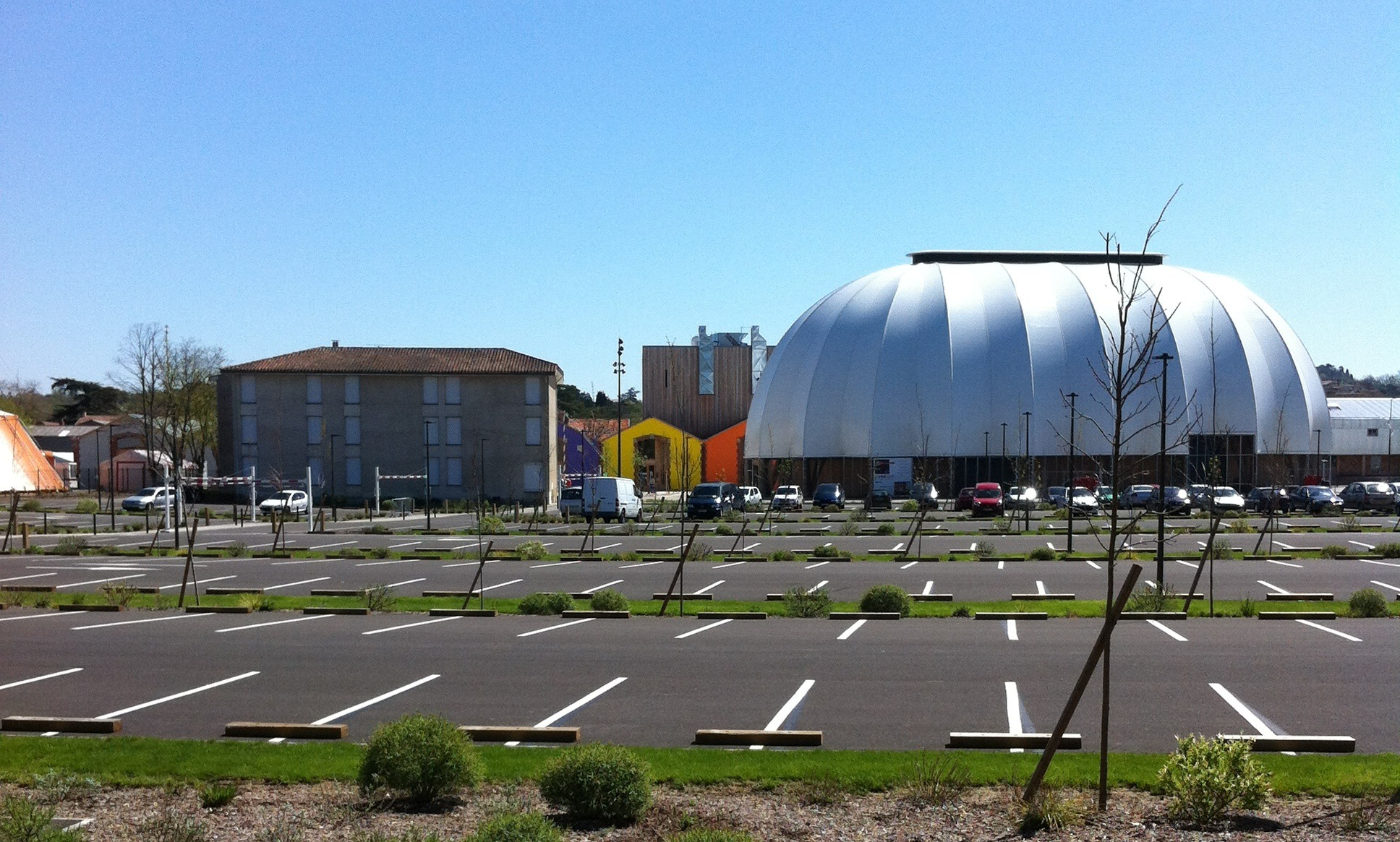
Autre vue du Dôme de Gascogne.

#### Foires et marchés
- Marchés[105]  : les jeudis et les samedis ;
- Foire à la brocante : 2e samedi du mois ;
- Carnaval : 1re quinzaine d'avril ;
- Fêtes d'Auch : fin juin, début juillet ;
- Fête patronale : dimanche suivant le 8 septembre ;
- Foire aux antiquaires : septembre.

#### Événements
- Le festival de musique classique Éclats de voix se déroule tous les ans au mois de juin à partir de la Maison de Gascogne (Halle aux grains d'Auch).
- Durant la saison estivale, la maison Pague s'ouvre au public comme un espace d'exposition éphémère en accueillant Memento, un centre d'art contemporain.
- Tous les ans, vers la mi-octobre, le festival « Indépendance(s) et Création », créé à l'occasion des 20 ans de l'association CINÉ 32, permet une rencontre des publics professionnels, jeune public, scolaires et cinéphiles autour d'une cinquantaine de films, projetés en avant-première, bien souvent en présence de leur réalisateur (réalisatrice) ou d'acteurs, intervenants…
- Le cirque est mis à l'honneur tous les ans en octobre avec le festival CIRCa (Festival du cirque actuel).

#### Anciens événements
- Entre 1999 et 2010, s'y tenait le Festival national du film d'animation d'Auch, organisé par l'Association française du cinéma d'animation (AFCA) avant son déménagement pour Bruz.
- Depuis 2015, le festival de musiques tziganes « Welcome in Tziganie » se tient à Seissan[106], non loin de la ville d'Auch.

### Sports

#### Rugby
Le rugby à XV est historiquement représenté par le FC Auch, de la création du club en 1897 jusqu'à sa disparition en 2017. Son palmarès est de trois titres de champion de France de 2e division en 1947, 2004 et 2007, ainsi que le Bouclier européen en 2005. La section féminine a quant à elle remporté le Championnat de France de 1re division en 1973.
Depuis la disparition du FCA, le RC Auch a repris l'étendard auscitain.
Le stade Jacques-Fouroux accueille successivement les deux équipes.

#### Football
Le football est représenté par le club d'Auch Football qui évolue en Régional 1. Le club a notamment formé Éric Carrière et Pascal Despeyroux a notamment entraîné le club.

#### Tennis
Le tennis occupe une place importante à Auch, où plusieurs clubs au sein de la ville représentent ce sport. Le Club municipal du Tennis Club Auscitain dispose de 9 courts de tennis et de 4 terrains de padel. En plus de cela, il y a le club de l'ASPTT, associé au service postal d'Auch, qui propose également des installations pour les joueurs de tennis.

#### Basket-ball
Le basket-ball est représenté par le club du Auch Basket Club en championnat de France de Nationale 2 et l'Union Gascogne Basket regroupant plusieurs clubs du département et faisant évoluer les équipes jeunes dans les différents championnats de France U15 et U17.

#### Tennis de table
Le tennis de table est représenté par le club du Cercle pongiste auscitain en Pro B depuis la saison 2009-2010.

#### Pentathlon moderne
Le Pentathlon moderne, sport comportant de l'équitation, de la natation, de l'escrime, du laser run (tir au pistolet laser et course) représenté par le CEPMG Cercle d'Escrime et de Pentathlon Moderne Gascon. Club comportant une section escrime et laser run (plus créneau à la piscine d'Auch). Plusieurs titres et podiums de champion du monde (équipe, relais ou solitaire) sont à dénombrer, podium au championnat d'Europe, Podium au championnat de France. Discipline méconnue mais club performant.

#### Hippodrome
L'hippodrome de la Ribère se trouve sur la commune.

### Médias

#### Presse locale
- Sud Ouest diffuse une édition consacrée au Gers jusqu'au 30 juin 2015, date d'arrêt de cette édition[108];
- La Dépêche du Midi distribue aussi des pages sur l'actualité gersoise ;
- Le Petit-Journal est également éditée dans le département.

#### Radios locales
- 89.6 Radio Présence Lourdes Pyrénées : radio locale du Diocèse de Tarbes et Lourdes[109] ;
- 90.4 RFM Sud-Ouest : programme local toulousain d'RFM[110] ;
- 90.8 Ràdio País : radio associative basée à Pau (89.8 FM). Elle propose des émissions en langue occitane. Elle émet aussi à Tarbes sur 101.5 FM ;
- 92.4 Hit FM 32 : radio associative d'Auch et qui émet sur tout le Gers[111] ;
- 96.0 Distorsion : radio associative orienté sur le rock[112] ;
- 100.2 Virgin Radio Midi-Pyrénées : programme local toulousain de Virgin Radio[113] ;
- 101.6 Nostalgie Quercy-Gascogne : programme local montalbanais de Nostalgie[114]. Il est également émis sur Montauban (97.6 FM), Valence d'Agen (101.6 FM) et Cahors (102.3 FM, depuis 2016) ;
- 102.0 Sud Radio : radio généraliste du Sud de la France basée près de Toulouse, à Labège. Cette fréquence est émise depuis le Pic du Midi et couvre une grande partie du Midi-Pyrénées et de la Gascogne ;
- 106.9 100 % Radio[115] : radio locale commerciale émettant de Pau au Roussillon. Ses studios se situent à Aussillon, près de Mazamet dans le Tarn ;
- 107.3 Gascogne FM : radio associative auscitaine[116].

#### Télévision
- France 3 Midi-Pyrénées et France 3 Pau-Sud Aquitaine sont recevables à Auch grâce à deux sites de diffusion[117] : l'émetteur du Pic du Midi et le réémetteur local Towercast de la Rétourie[118].

### Vie militaire
Unités militaires ayant tenu garnison à Auch :
- 88e Régiment d'infanterie, 1906 ;
- 9e Bataillon de chasseurs à pied, 1906.

Avant la suspension du service militaire, la caserne Lannes d'Auch accueillait les jeunes gens de la région militaire de Toulouse pour les trois jours de sélection (centre de sélection no 7).

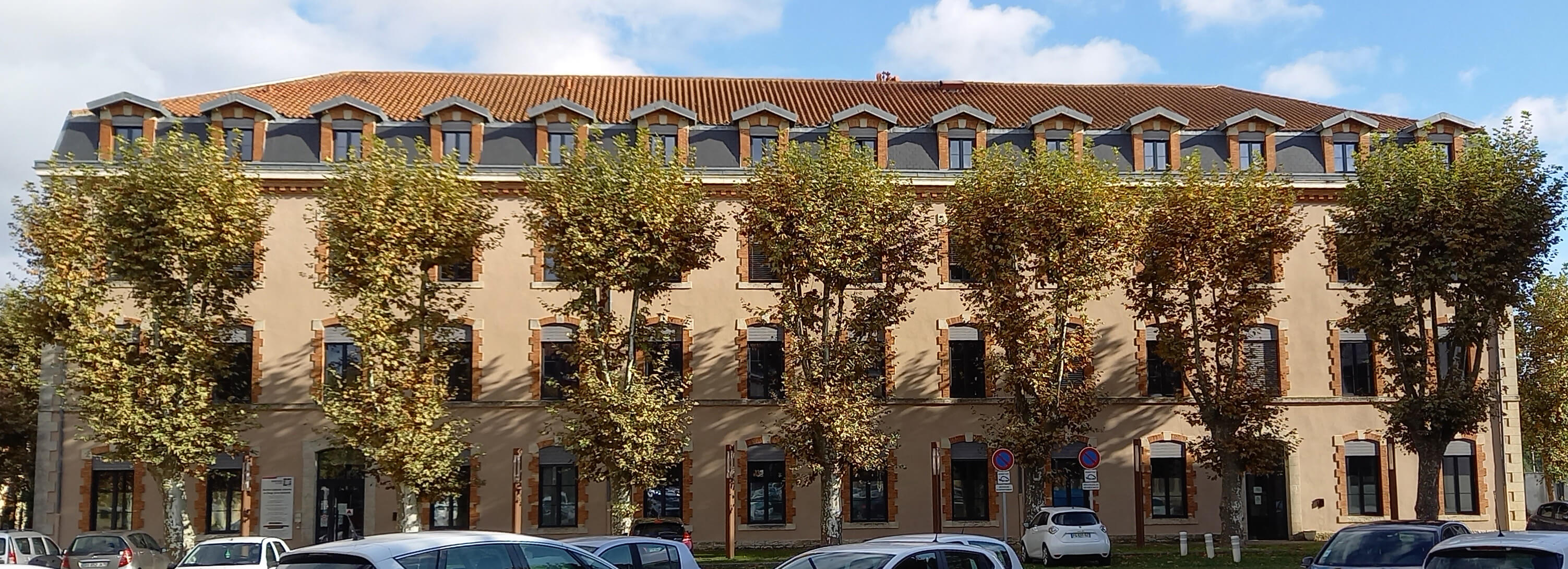
1 des 3 bâtiments de l'ancienne caserne - place du Maréchal Lannes

Auch a été la ville marraine de l'escorteur rapide le Gascon de 1955 à 1978.

## Économie

### Revenus de la population et fiscalité
En 2010, le revenu fiscal médian par ménage était de 23 612 €.

### Emploi

#### Entreprises et commerces
Auch est le siège de la Chambre de commerce et d'industrie du Gers et du Grand Auch.
Auch, en 2012, dispose de 22 types de commerce ouverts sur la commune.

#### Zones d'activités
La Communauté d'agglomération Grand Auch Cœur de Gascogne engage régulièrement des travaux d'amélioration des zones d'activités existantes (zones d'Engachies, de Clarac, de Lamothe, de l'hippodrome à Auch, zone du Sousson à Pavie…).
Parallèlement, elle développe de nouvelles zones d'activités pour favoriser l'expansion des activités existantes et l'implantation de nouvelles entreprises. Comme la zone du Mouliot en cours de création dans le prolongement de la zone d'Engachies, le long de la déviation Nord. Des espaces dédiés permettront l'accueil d'activités à caractère industriel et artisanal, commercial non alimentaire et tertiaire.
Les principaux employeurs de la commune sont respectivement : Auch Hyper Distribution (E.Leclerc), JCB Aéro, Positronic Industries, Cartonnages d'Auch.

### Tourisme
La préfecture du Gers, département traditionnel de la gastronomie, est au centre d'un espace rural quie se tourne vers des équipements de tourisme durable comme le vélorail de l'Armagnac visant l’association entre nature, sport et histoire locale, qui a fêté au printemps 2024 une décennie de service.

## Culture locale et patrimoine

### Lieux et monuments

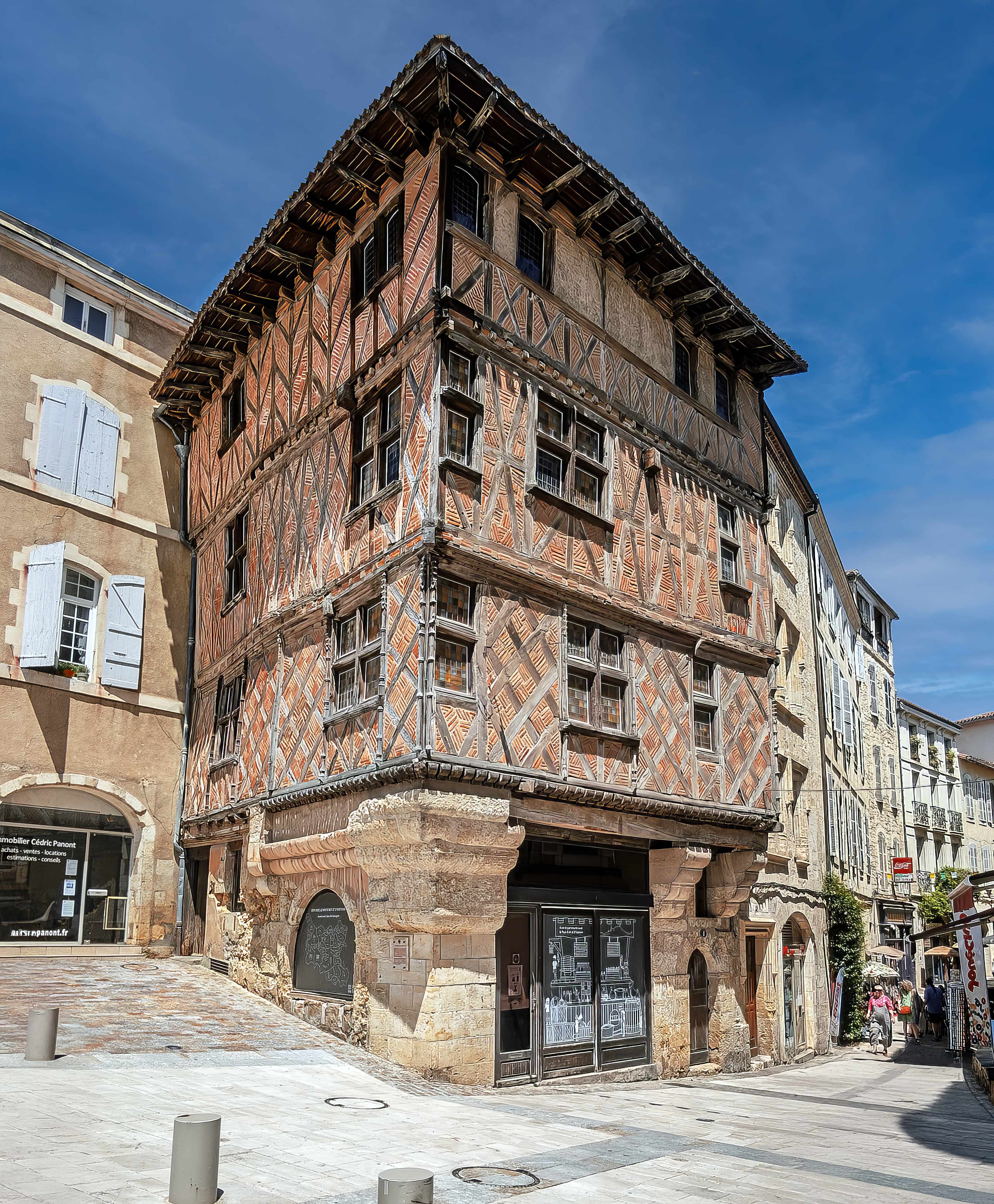
Vue sur la Maison Fédel

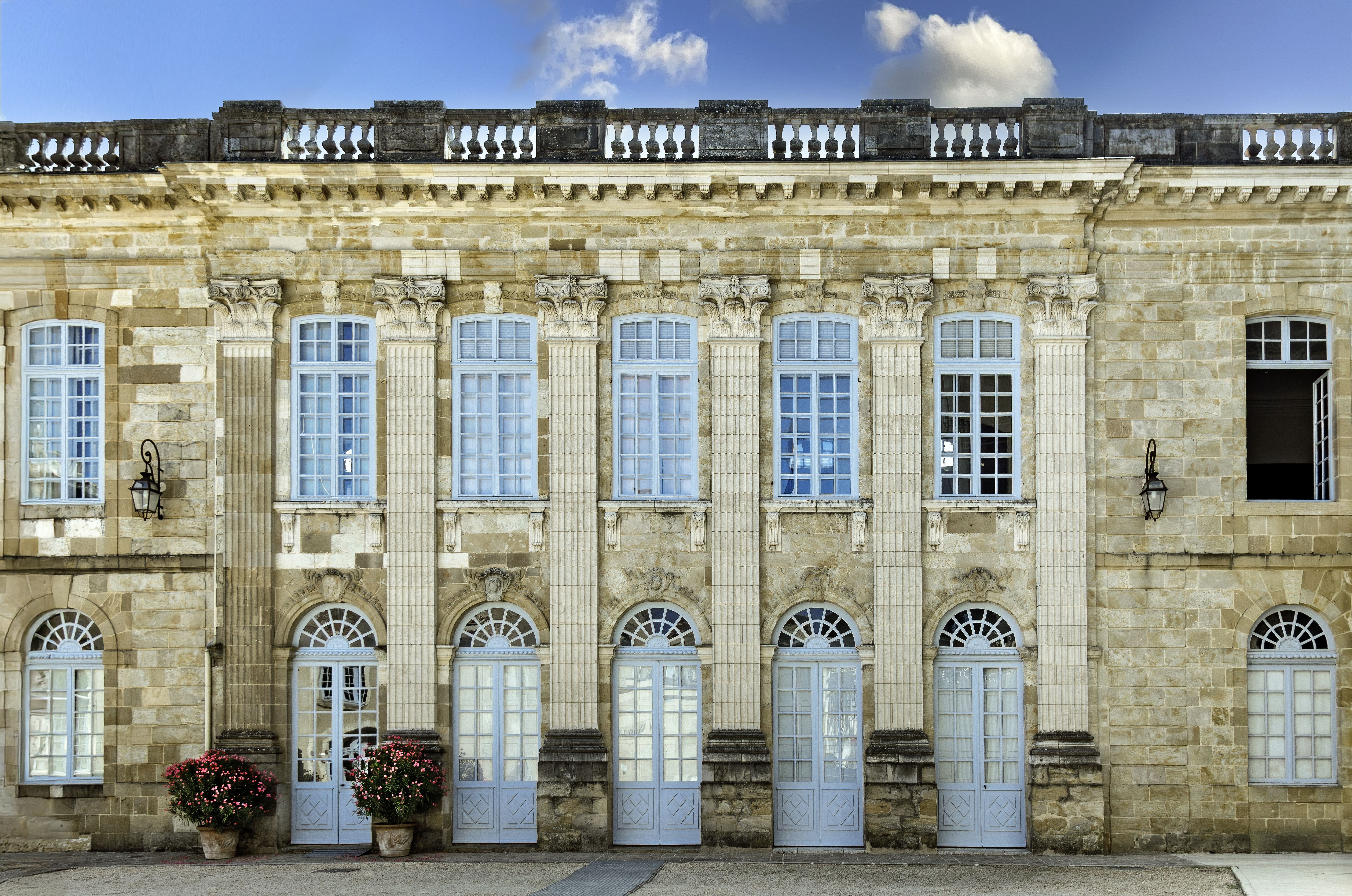
Ancien palais archiépiscopal, préfecture du Gers. Un projet architectural de Le Blond

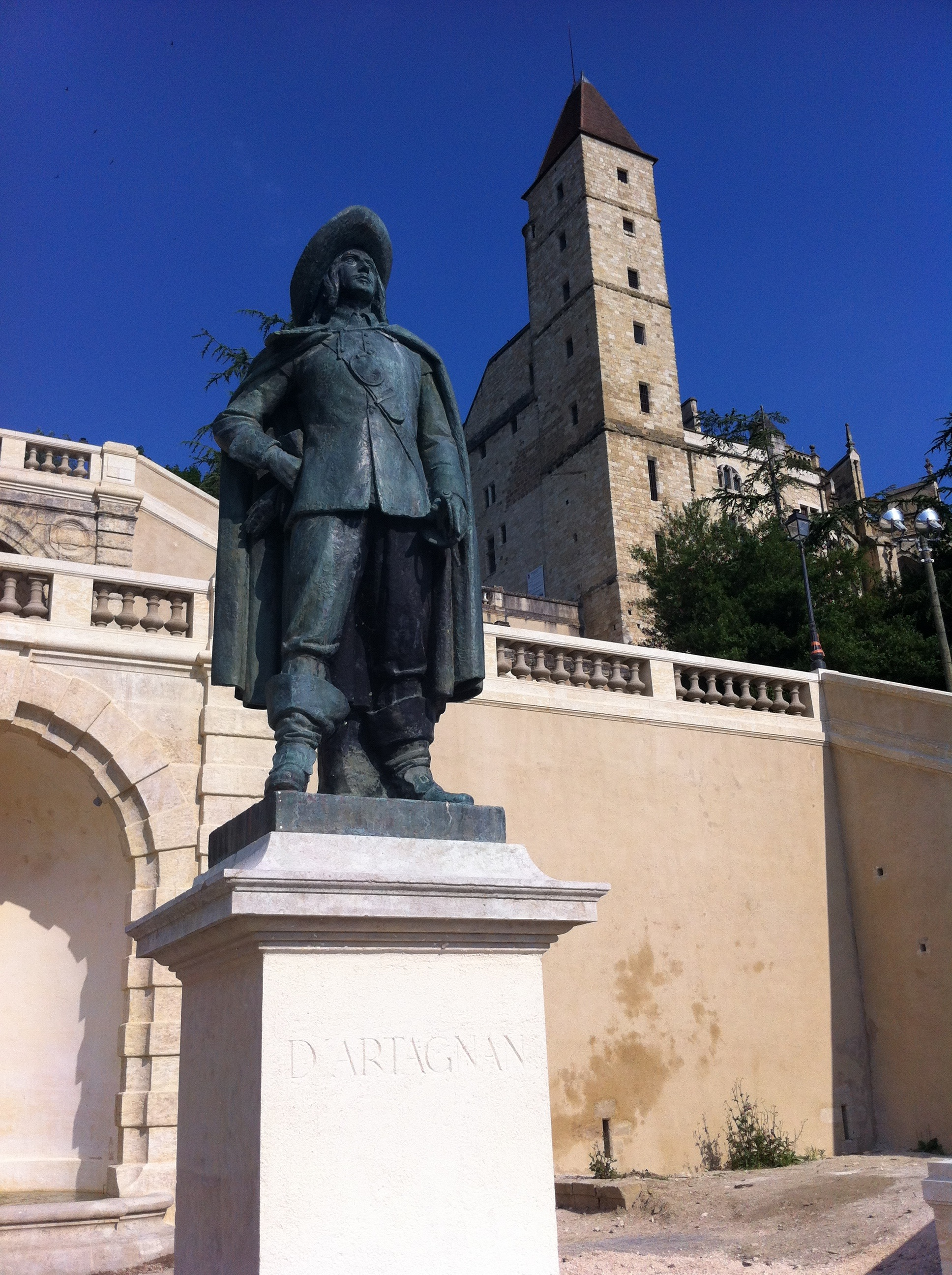
La statue de d'Artagnan.

Ville créée par les Romains, Auch a connu son heure de gloire au Moyen Âge alors qu'elle était la capitale de la province de Gascogne. La grande qualité de sa pierre calcaire est un des éléments du prestige architectural de sa cathédrale. Elle en magnifie les monuments et les demeures de la « ville haute » ainsi que les ruelles en escalier appelées pousterles.

#### Édifices publics
- L'hôtel de ville d'Auch ( Inscrit MH (1947))[122] est érigé, en face de la cathédrale Sainte-Marie, sous l'impulsion de l'intendant d'Étigny, de 1760 à 1778. Auch est alors la capitale de la généralité de Gascogne et le bâtiment doit être à la hauteur de ce rôle. Il abrite un théâtre à l'italienne, de nos jours toujours en activité, ainsi qu'une salle des Illustres qui regroupe les portraits de Gascons fameux dont huit furent réalisés par le peintre gersois Gustave Lassalle-Bordes.
- La préfecture du Gers. L'ancien palais archiépiscopal a été construit au XVIIIe siècle pour l'archevêque Augustin de Maupeou avant d'être occupé par Jean-François de Montillet de Grenaud. Il a été commandité à Jean-Baptiste Alexandre Le Blond qui participa par la suite la construction de Saint-Pétersbourg en Russie. Une grande partie des façades a été refaite au XIXe siècle. Il est entouré d'un jardin dominant la vallée du Gers[123].
- Maison Fedel. Il s'agit d'une maison ( Classé MH (1932)) à encorbellements du XVe siècle. Les murs de ses trois étages sont constitués de pans de bois comblés par des briques plates à l'alignement régulier. Ils reposent sur un rez-de-chaussée en pierre qui abritait une boutique fermée par deux volets.
- Halle aux grains d'Auch (Maison de Gascogne). Il s'agit d'une halle en pierres ornées de caducées du commerce, originellement conçue pour le négoce du grain. Elle est restaurée en 1963 et accueille, tout au long de l'année, de nombreuses manifestations dont des expositions concernant les produits du terroir, l'artisanat et les artistes locaux.
- Bibliothèque. L'ancienne église des Carmélites se dresse sur la place du même nom. Aujourd'hui bibliothèque municipale, ce bâtiment médiéval fut à son origine le château des comtes de Fezensac puis d'Armagnac. À noter le joli portail classique accosté de pilastres cannelés et la nef unique voûtée d'ogives reposant sur des culots ovoïdes érigée au XVIIe siècle.

#### Espaces publics
- La place Salinis est plantée de micocouliers entourant un bassin (aujourd'hui remplacé par des plantes) et un monument aux morts, œuvre d'un sculpteur gascon : Antonin Carlès. Jusqu'au environ de 1850, la place était occupée par les bâtiments annexes dépendant de la cathédrale. Seuls restent le palais de l'Officialité et la maison de la Maîtrise (XVe-XVIe siècle)
- L'escalier monumental d'Auch[124] ( Inscrit MH (1994)) est un ouvrage d'art néoclassique reliant la ville haute à la ville basse, sur 35 mètres de dénivelé au moyen de 374 marches. Il comporte six volées dont quatre doubles. Il est scandé de repos et de trois paliers successifs en terrasse servant de cadre à des jardinets et à des fontaines murales[125]. Il constitue un ensemble magnifique avec la tour d'Armagnac, la cathédrale, le palais archiépiscopal et les rives du Gers. Il abrite la statue en bronze de Charles de Batz, alias d'Artagnan mousquetaire, œuvre de Firmin Michelet (1931). En 1992, "l'Observatoire du temps", œuvre en fonte du sculpteur Jaume Plensa est placé sur le sol du second palier, rappelant les inondations du 8 juillet 1977 subies par la Basse ville.

Monument aux Morts Bronze par Antonin Carlès - place Salinis.
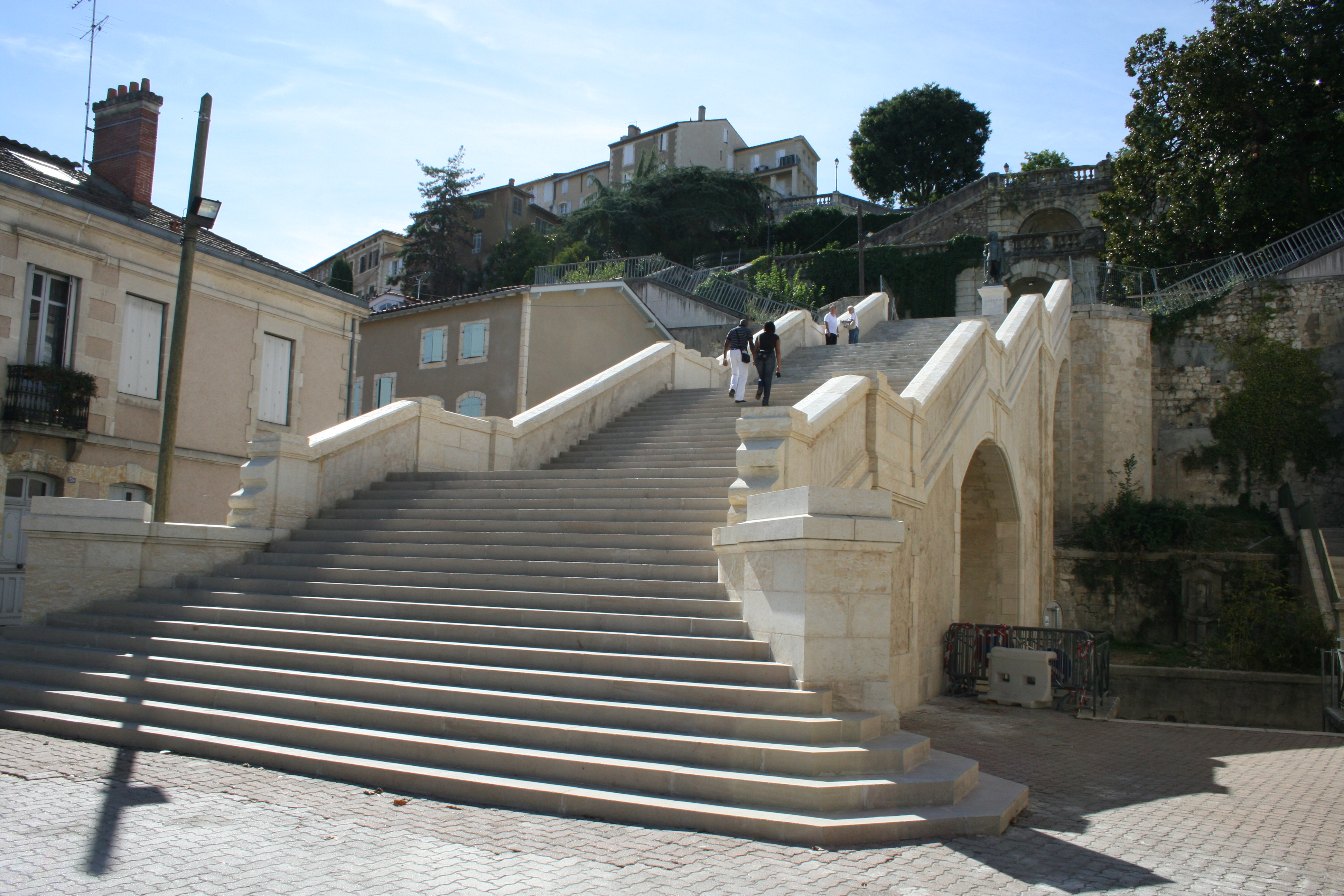
Escalier monumental en partie rénové en 2010.
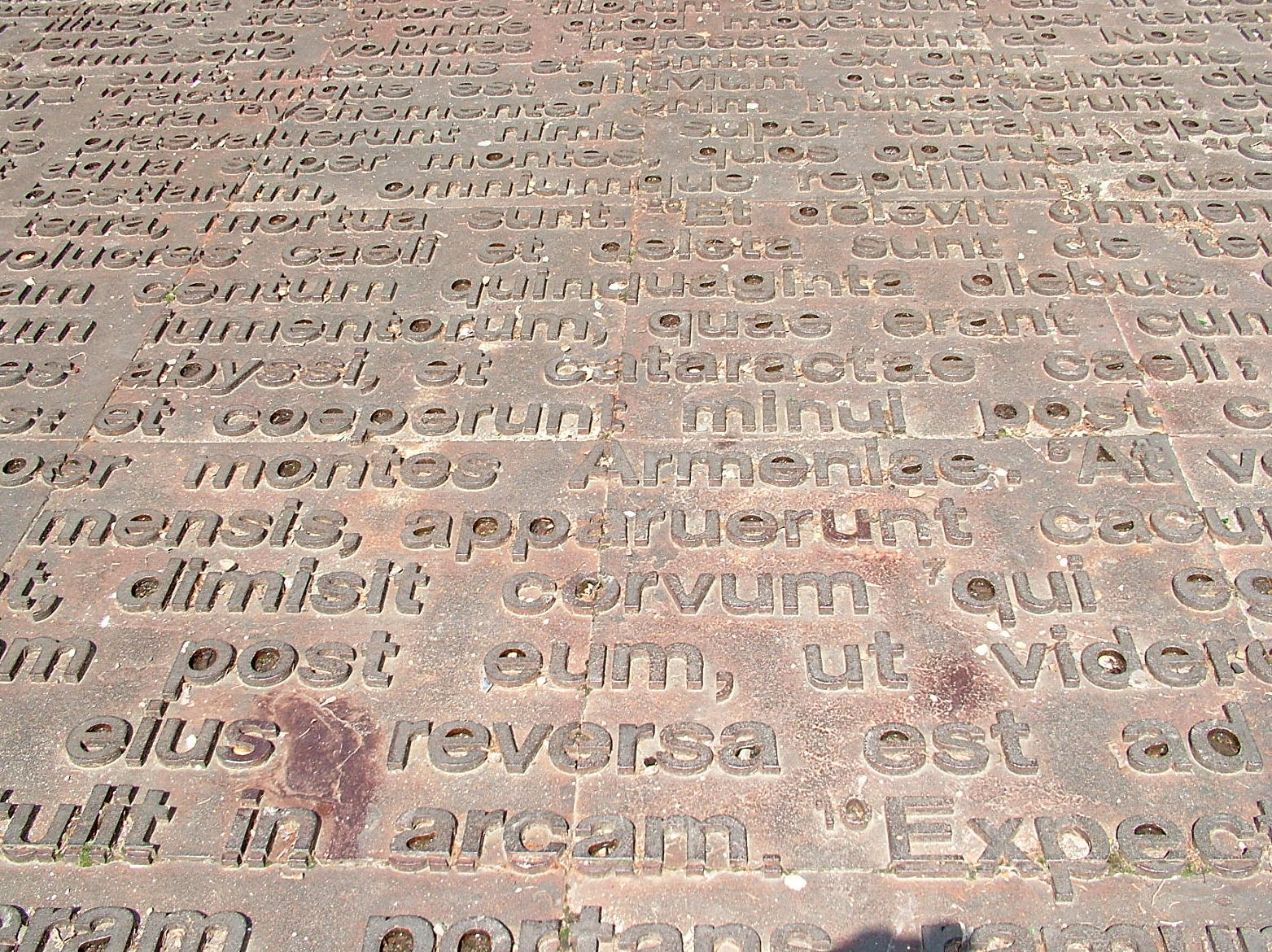
Détail de l'Observatoire du temps, de Jaume Plensa, placé sur un palier de l'escalier monumental.

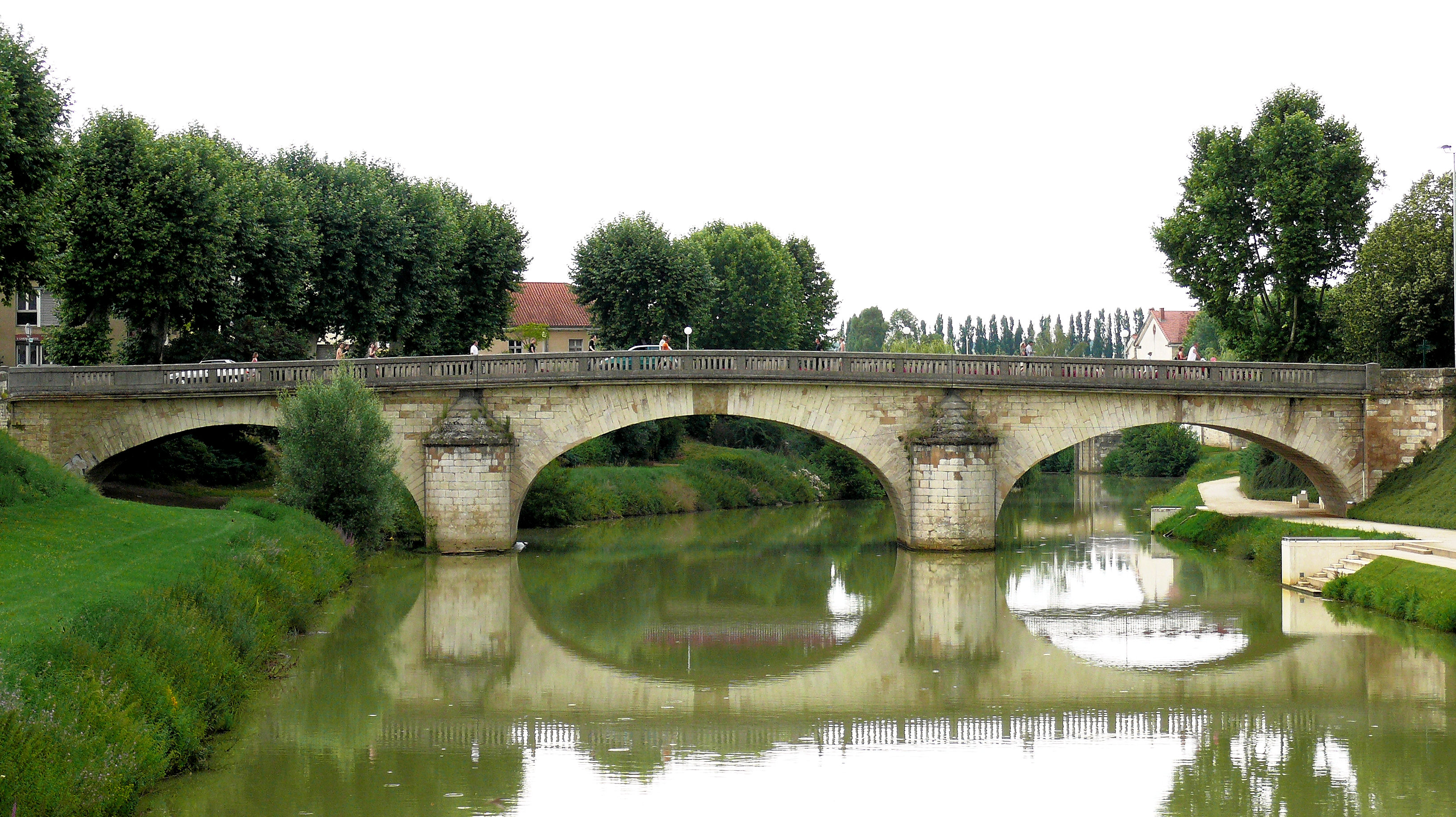
Pont de la Treille.

- Le pont de la Treille est réalisé entre 1746 et 1750 à la demande de l'intendant de la généralité d'Auch de Caze de la Bôve, en 1744, et par l'ingénieur Pollard, ingénieur de la généralité entre 1741 et 1747, qui fait les plans et commence la construction. Loguet lui a succédé comme ingénieur de la généralité d'Auch, entre 1748 et 1760.
- Les Pousterles sont des ruelles à forte pente, souvent aménagées en escalier, aboutissant aux portes médiévales de la ville. Le nom vient du gascon posterla[126], lui-même issu, semble-t-il, du latin posterula, « poterne, sentier dérobé[127] ».

#### Lieux de culte

##### Catholiques

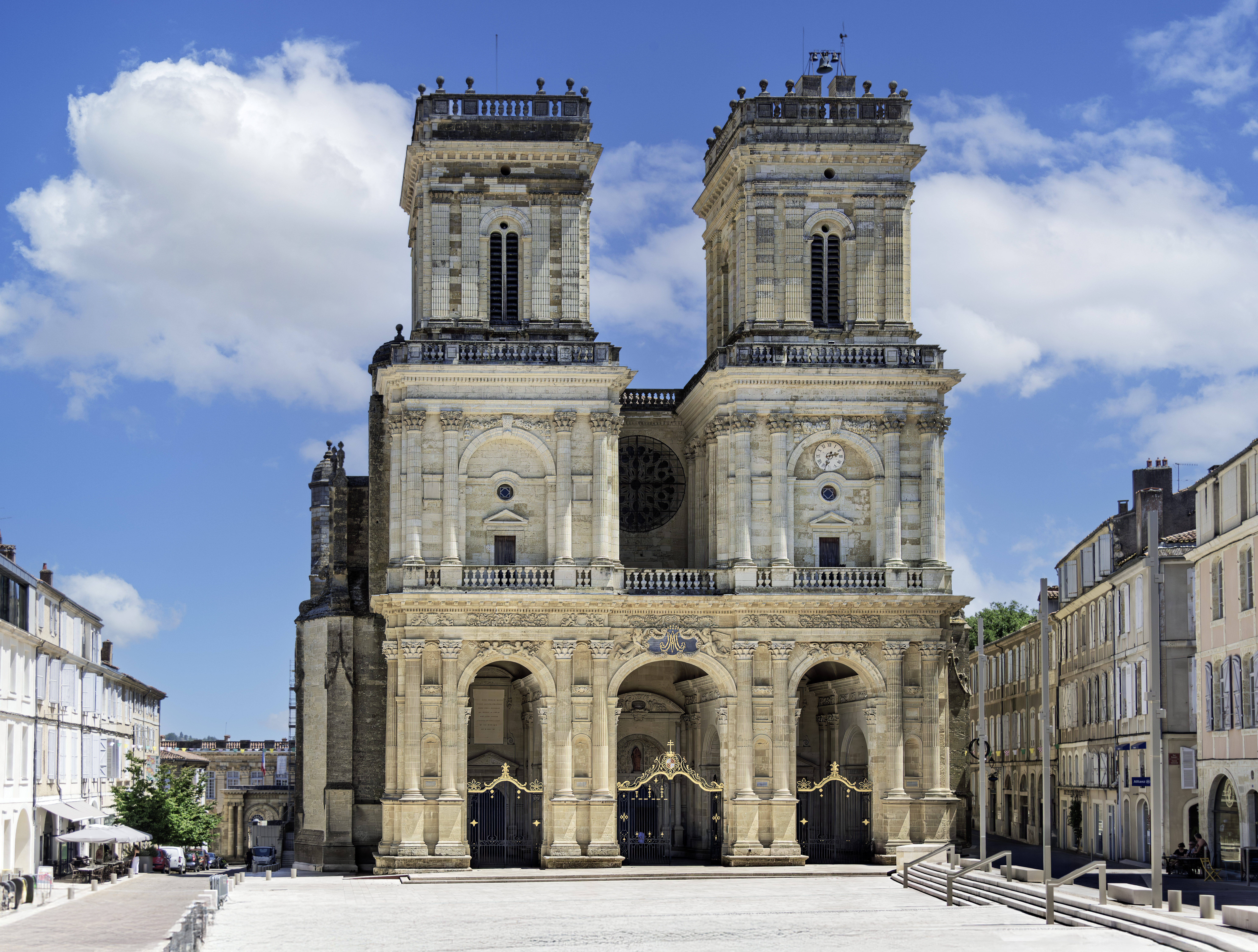
Façade de la cathédrale Sainte-Marie d'Auch

- La cathédrale Sainte-Marie ( Classé MH (1906)) est située place de la République, elle fut construite du XVe au XVIIe siècle. Elle est célèbre pour ses vitraux réalisés par Arnaud de Moles. Le chœur contient un ensemble de 113 stalles en chêne massif représentant plus de 1 500 personnages. Le portail central porte les armoiries de Jean-François de Montillet de Grenaud, archevêque d'Auch au XVIIIe siècle. Sur le chemin de Saint-Jacques-de-Compostelle cette cathédrale donnait hospice aux pèlerins. D'autres monuments témoignent de ce passage et de la ferveur religieuse au Moyen Âge (portes d'entrées, hôpital, couvent transformé en l'actuelle bibliothèque municipale, oratoire…).
- Le palais de l'Officialité. L'official était un fonctionnaire chargé par les prélats de réprimer tous les préjudices moraux, de protéger les biens de l'Église et les pouvoirs des ecclésiastiques. La vaste construction date du XIVe siècle. Elle abritait le tribunal ecclésiastique, les archives et la prison. Le palais fut largement remanié par Viollet-le-Duc entre 1865 et 1872.
- Église d'Embats, chemin du Plan.
- Église des Jacobins, place Louis-Blanc. La chapelle, les façades et toitures du bâtiment du cloître sont inscrits à l'inventaire des monuments historiques depuis 1976[128].
- Église Saint-Orens, rue Dessoles.
- Église Saint-Paul, rue Voltaire.
- Église Saint-Pierre, place Barbès (centre d'animation). C'est une église qui a été reconstruite au XVIIIe siècle. À noter son clocher carré.
- Église Sainte-Bernadette, rue Jeanne-d'Albret.
- Chapelle du Carmel, rue Edgar-Quinet.
- Chapelle des Carmélites, place Salustre-du-Bartas (bibliothèque municipale).
- Chapelle collège lycée Oratoire de Sainte-Marie, rue Victor-Hugo.
- Chapelle des Filles de Marie, rue Augusta (maison de retraite).
- Chapelle ancienne maison de retraite La Ribère, chemin de la Ribère.
- Chapelle du Sacré-Cœur, rue de Metz.
- Chapelle maison diocésaine, rue de Guynemer (centre Cuzin).
- Chapelle Saint-Dominique, rue de la Somme (Maison de retraite).
- Chapelle Notre-Dame des Neiges du cimetière, rue du Repos.
- Chapelle (face à l'hôtel du Département).
- Chapelle près du lycée agricole de Beaulieu.

Croix de mission avec les attributs de la Passion - Place Saluste du Bartas
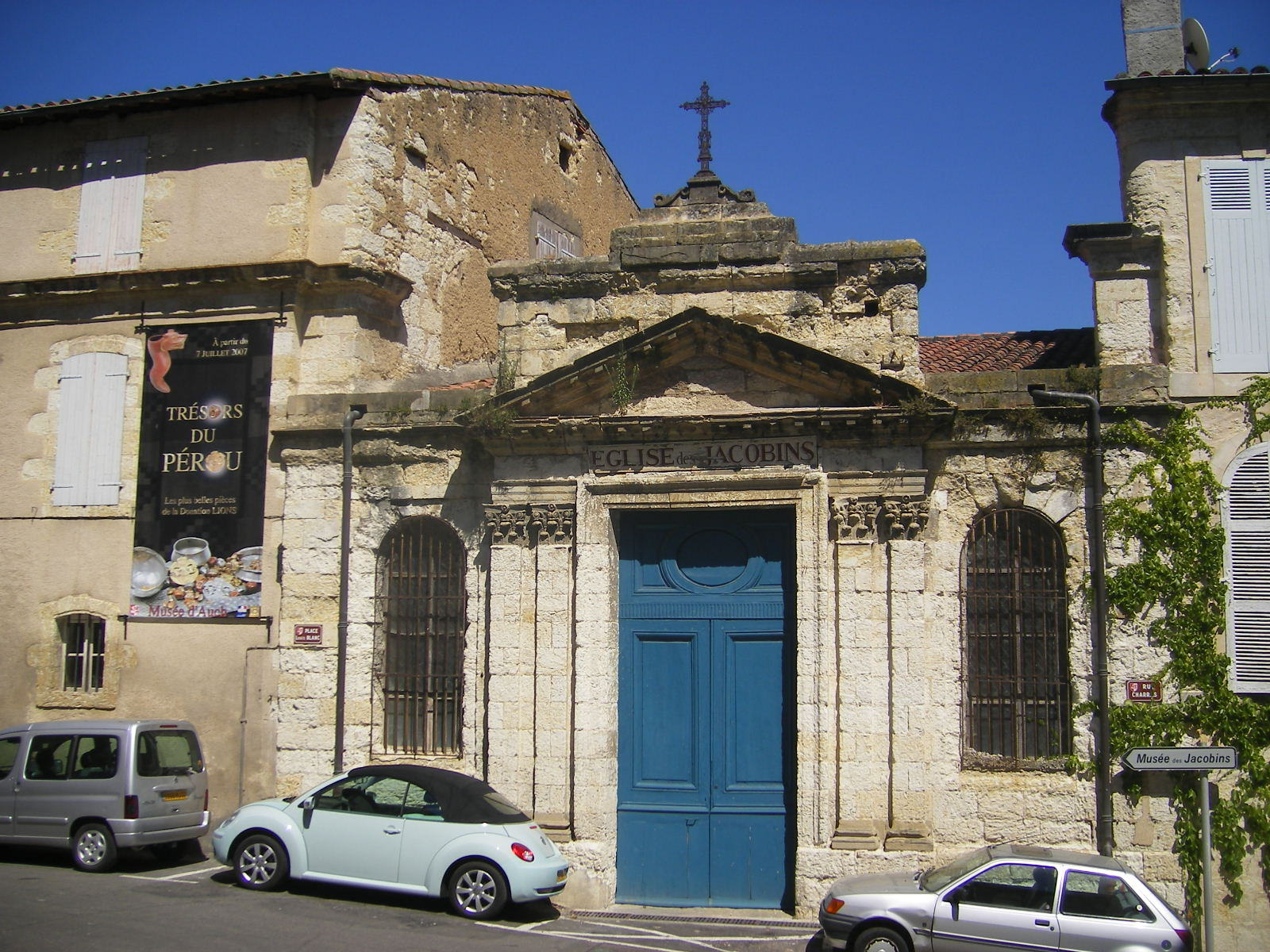
Église des Jacobins.
Église Saint-Orens.

- Cloître des Cordeliers ( Classé MH (1923)), rue Camille Desmoulins. Ensemble architectural et religieux du XIVe siècle remarquable, composé d'une salle capitulaire et des restes du cloître protégés par les Monuments historiques par arrêté du 24 novembre 1923 et par La Confrérie des Cordeliers depuis le 9 novembre 1997. Le cloître a été ouvert au public lors des Journées européennes du Patrimoine 2012 pour la première fois.
- Ancien collège des Jésuites, chapelle Saint-Ignace, place Salinis. Les Jésuites s'installent à Auch en 1582. Le collège d'Auch[129], a été fondé par le cardinal de Tournon en 1543 : le collège ouvre en 1545 avec des maîtres laïques et des ecclésiastiques. Les Jésuites prennent la direction du collège en 1590 et le dirigent jusqu'en 1762. Puis, le collège est dirigé par les chapelains de Garaison. On relève 900 élèves au collège d'Auch en 1609 et 550 en 1627[130], ancien lycée, puis collège Salinis, a été construit dans la première moitié du XVIIe siècle[131]. La chapelle du collège a été construite à partir de 1624 par l'architecte Guillaume Bauduer. Elle a été consacrée le 31 juillet 1628.
- Chapelle ancien hôpital Pasteur-Saint-Augustin, rue Pasteur. Sa construction a commencé en 1715 grâce à un legs testamentaire (170 000 livres dont 63 000 pour l'hôpital) de l'archevêque d'Auch, Augustin de Maupeou[132]. Situé à proximité du Gers, en basse ville, il se composait de grandes ailes isolées pour éviter les contagions selon les principes architecturaux et hygiénistes du XVIIIe siècle. Doté successivement par l'abbé Daignan du Sendat, l'abbé de Saint-Cricq, il s'est agrandi et modernisé au cours du temps. Il fut pendant près de deux siècles confié aux Sœurs de Saint-Vincent-de-Paul. Il cessa son activité lors de la création du centre hospitalier actuel mis en service le 2 avril 1974.
- Prieuré de Saint-Orens, boulevard Sadi-Carnot.

##### Protestants et évangéliques
- Temple réformé, impasse Saint-Martin.
- Église évangélique, avenue Pierre-Mendès-France.
- Église protestante évangélique, chemin de Marin.
- Église protestante évangélique, rue de la Somme.

##### Cultes millinariste
- Salle du royaume des témoins de Jéhovah, chemin Lavacant.

### Patrimoine culturel

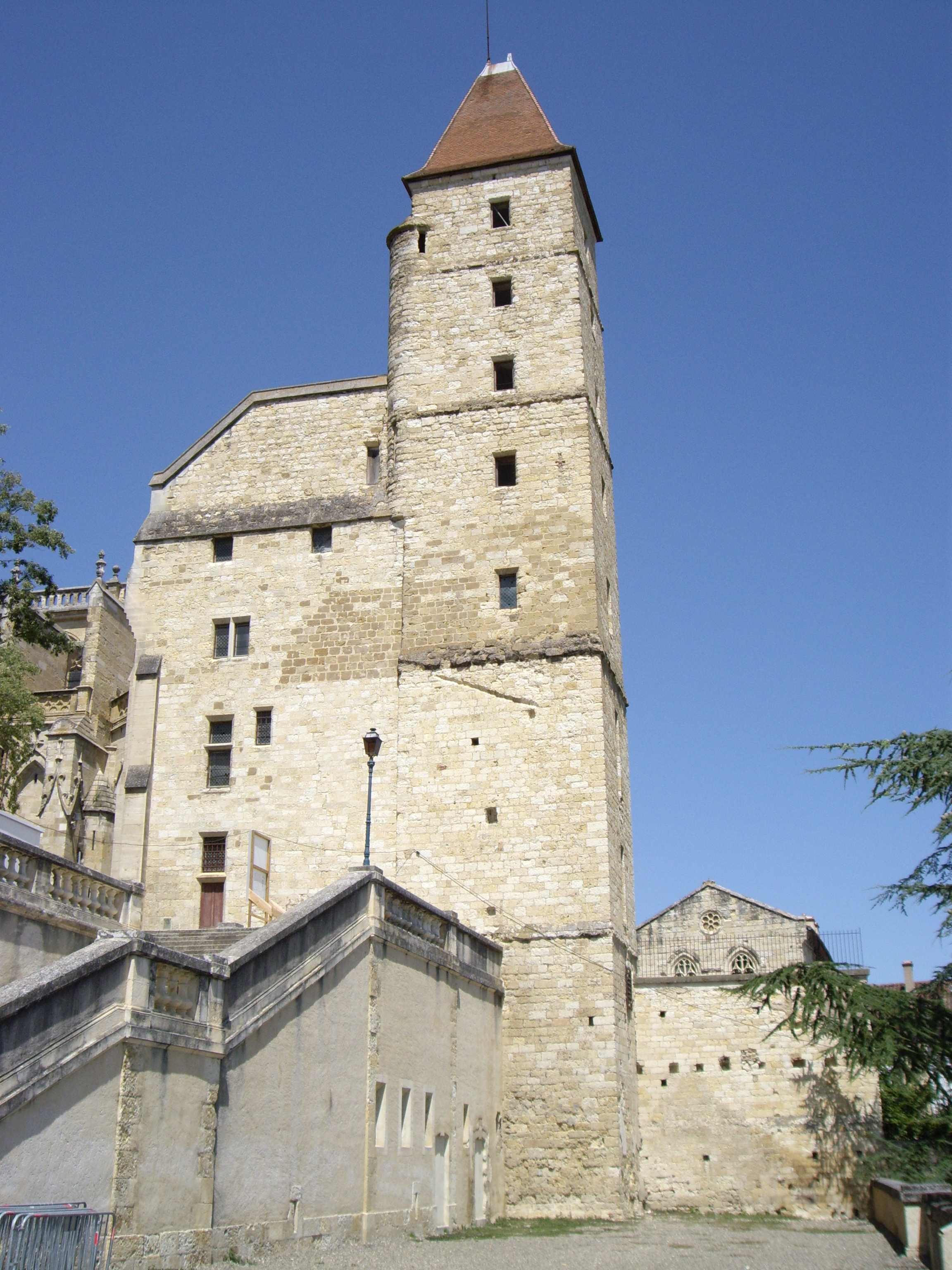
Tour d'Armagnac.

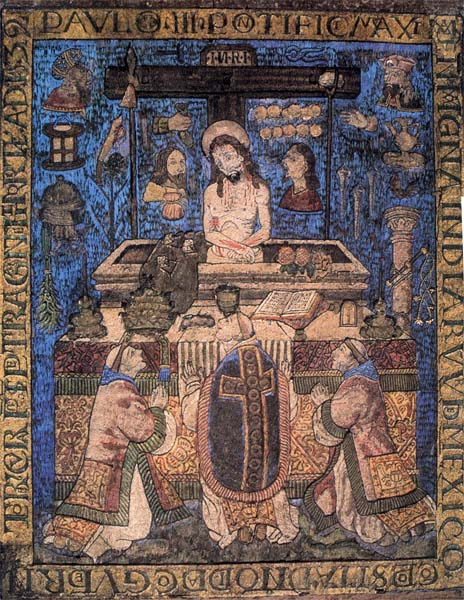
Messe de saint Grégoire conservé au musée des Amériques - Auch.

#### Tour d'Armagnac
La tour des archives archiépiscopales ( Classé MH (1945)), fautivement appelée tour d'Armagnac, construite au XIVe siècle était à l'origine une prison dépendant du palais de l'archevêché d'Auch. Avec le temps, faute de prisonniers, elle servit d'entrepôt aux archives religieuses. Au XIXe siècle, la tour retrouva sa fonction première, puisqu'elle fit partie de la maison d'arrêt située place Salinis. Elle fut désaffectée définitivement quand les prisons auscitaines furent construites derrière le nouveau palais de justice dans les années 1860. Le donjon, haut de 40 mètres, se dresse au sommet de l’escalier monumental d'Auch. Les geôles ont été conservées : dans la partie basse, trois sont voûtées en berceau et dans la partie haute, sept cellules plafonnées sont réparties à raison d'une par étage. On y accède par un escalier à vis en hors-d'œuvre.

#### Musée des Amériques - Auch
Le musée des Amériques-Auch ( Inscrit MH (1976)) (ex-musée des Jacobins) est fondé par un arrêté du Directoire du Département du Gers le 16 décembre 1793 (26 frimaire de l'an II).
Les collections, constituées à partir de saisies révolutionnaires, étaient essentiellement composées à l'époque de tableaux et objets d'art. Les objets du musée archéologique de la Société historique de Gascogne vinrent les compléter à la fin du XIXe siècle.
En 1921, le musée s'enrichit de l'exceptionnelle collection latino-américaine léguée par Guillaume Pujos.
Puis, la collection d'ethnographie gasconne est créée par Henri Polge après la Seconde Guerre mondiale.
Après plusieurs déménagements, les collections du musée sont installées en 1979 dans l'ancien couvent des Jacobins.
En 2006, le musée bénéficie de l’exceptionnelle donation Lions qui fait de lui la deuxième collection d'art précolombien de France, après le musée du quai Branly avec lequel il collabore.
Il présente des collections permanentes très variées : antiquité égyptienne, salon XVIIIe siècle, de nombreux vestiges archéologiques de la région, un fonds de peintures et sculptures d'artistes locaux (dont Antonin Carlès, Jean-Louis Rouméguère, Gabriel Lettu ou Mario Cavaglieri), une importante collection d'arts et traditions populaires gascons, la collection d'art précolombien et la très rare collection d'art sacré latino-américain.
Parmi cette dernière, la Messe de saint Grégoire fait figure de trésor dans les collections américanistes françaises. Probablement l'un des plus anciens tableaux de mosaïque de plumes conservé (il est daté de 1539), qui illustre à la fois le savoir-faire extraordinaire des artistes précolombiens et le développement d'un art colonial au XVIe siècle. Il fut d'ailleurs récemment[Quand ?] présenté à l'exposition Planète Métisse organisée au musée du quai Branly - Jacques-Chirac par Serge Gruzinski.

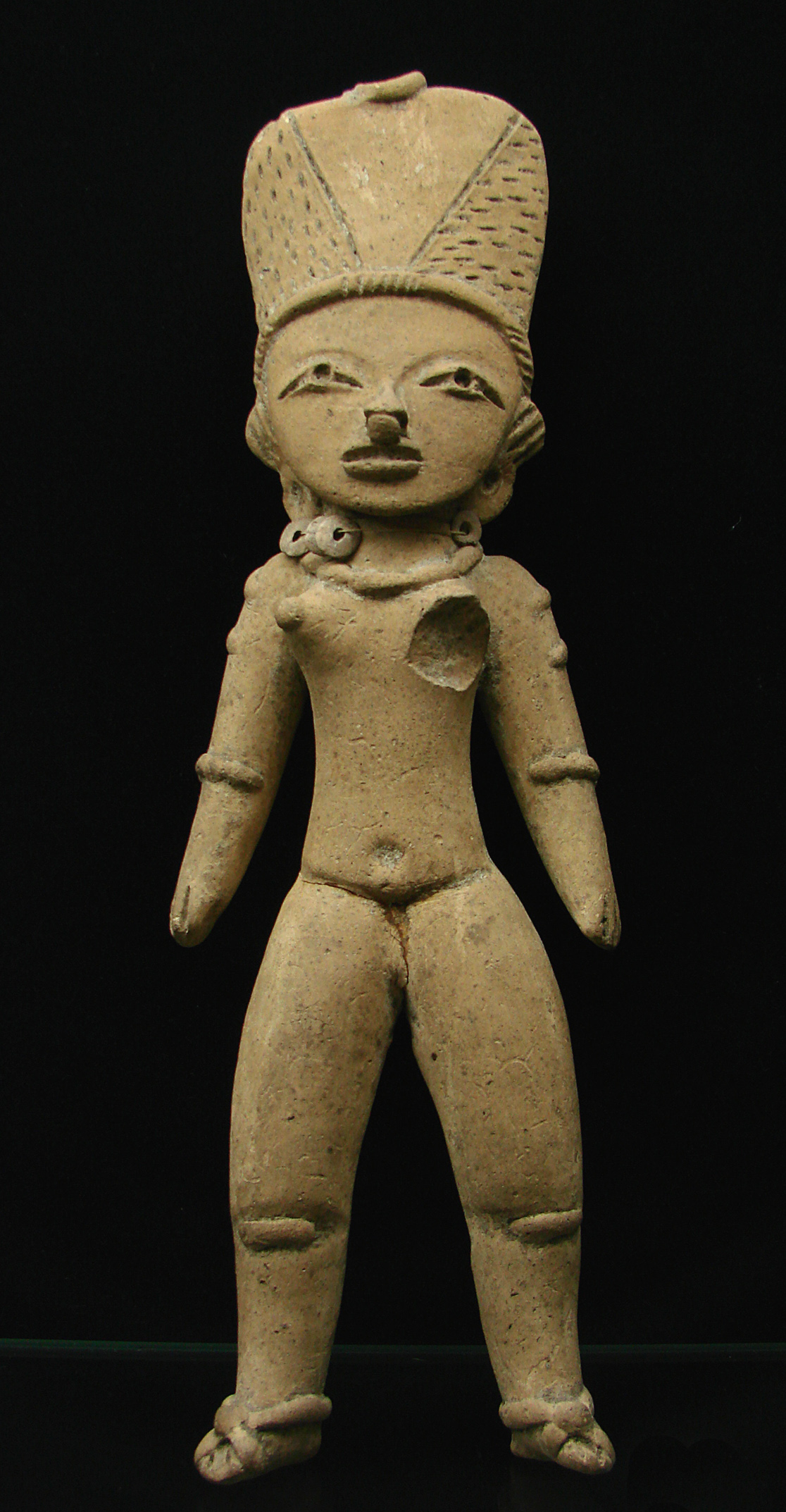
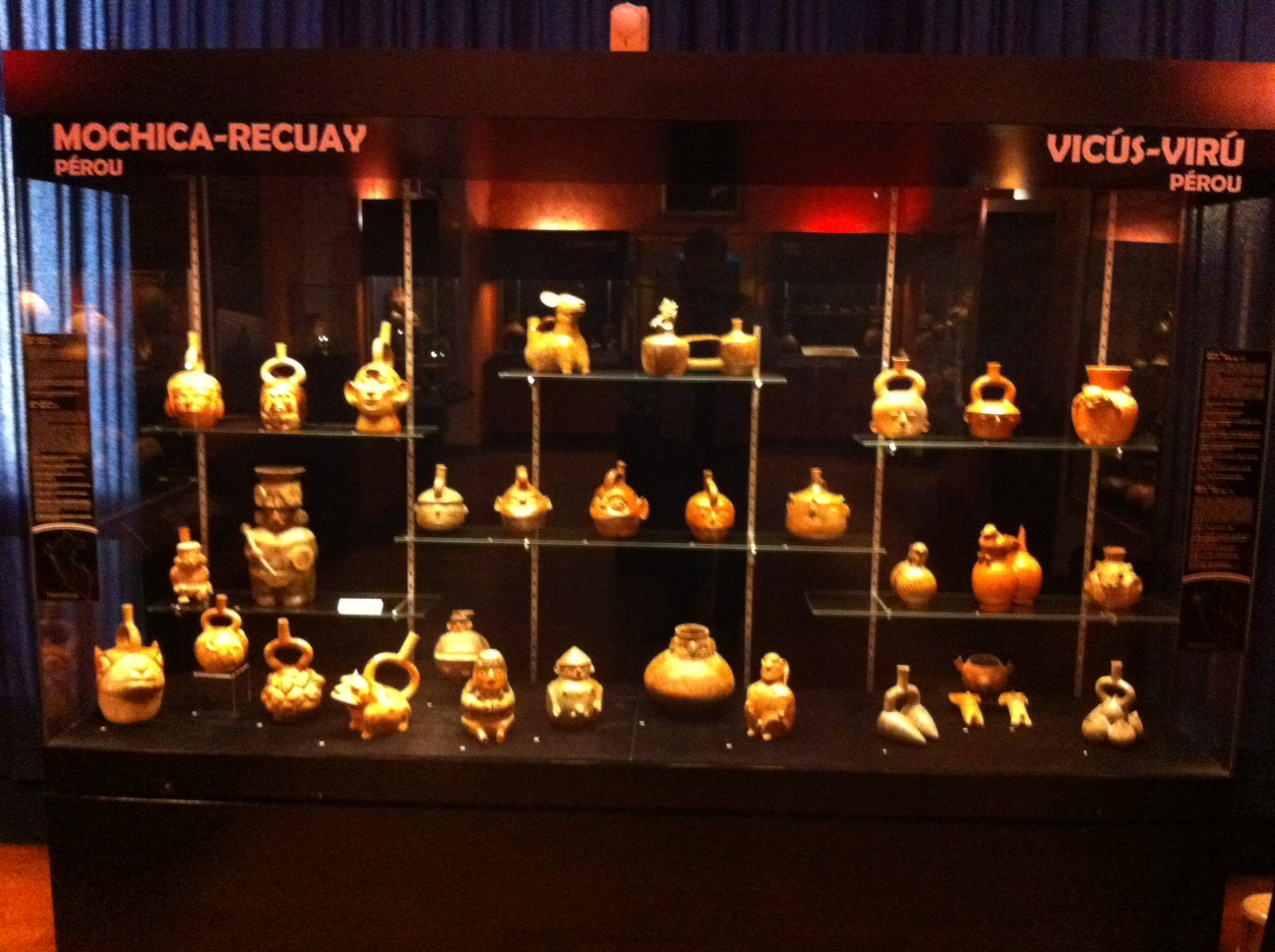
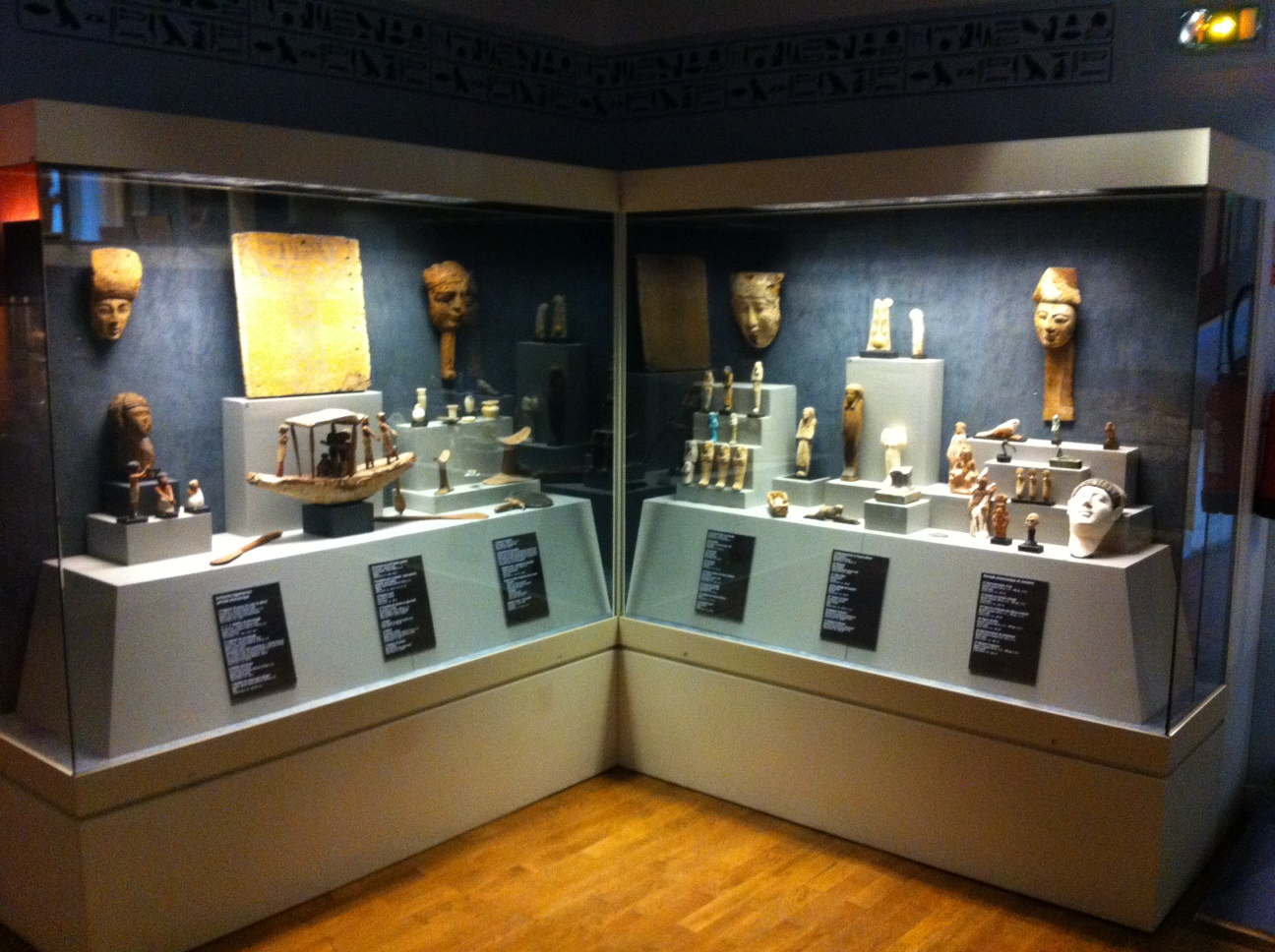
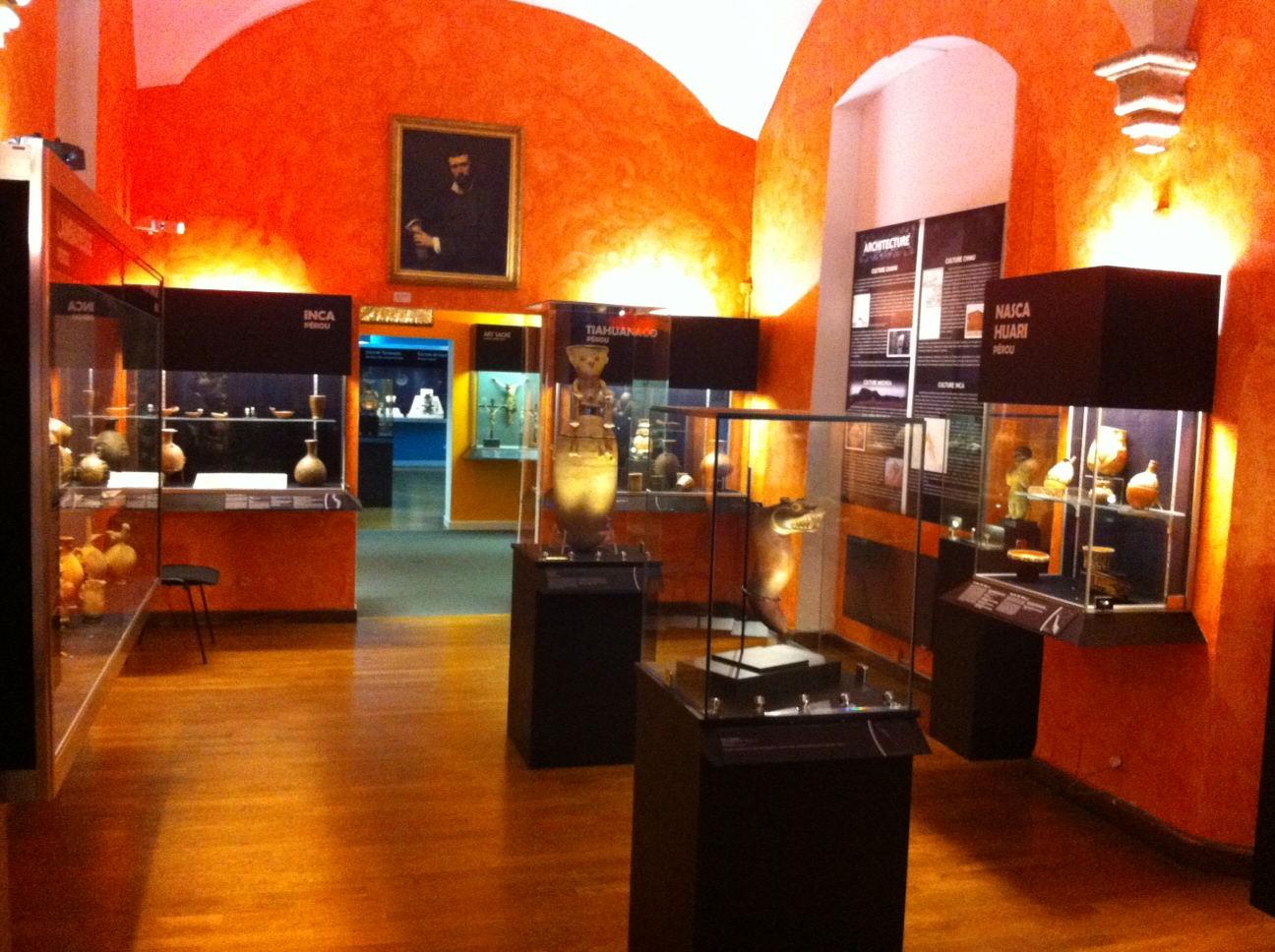
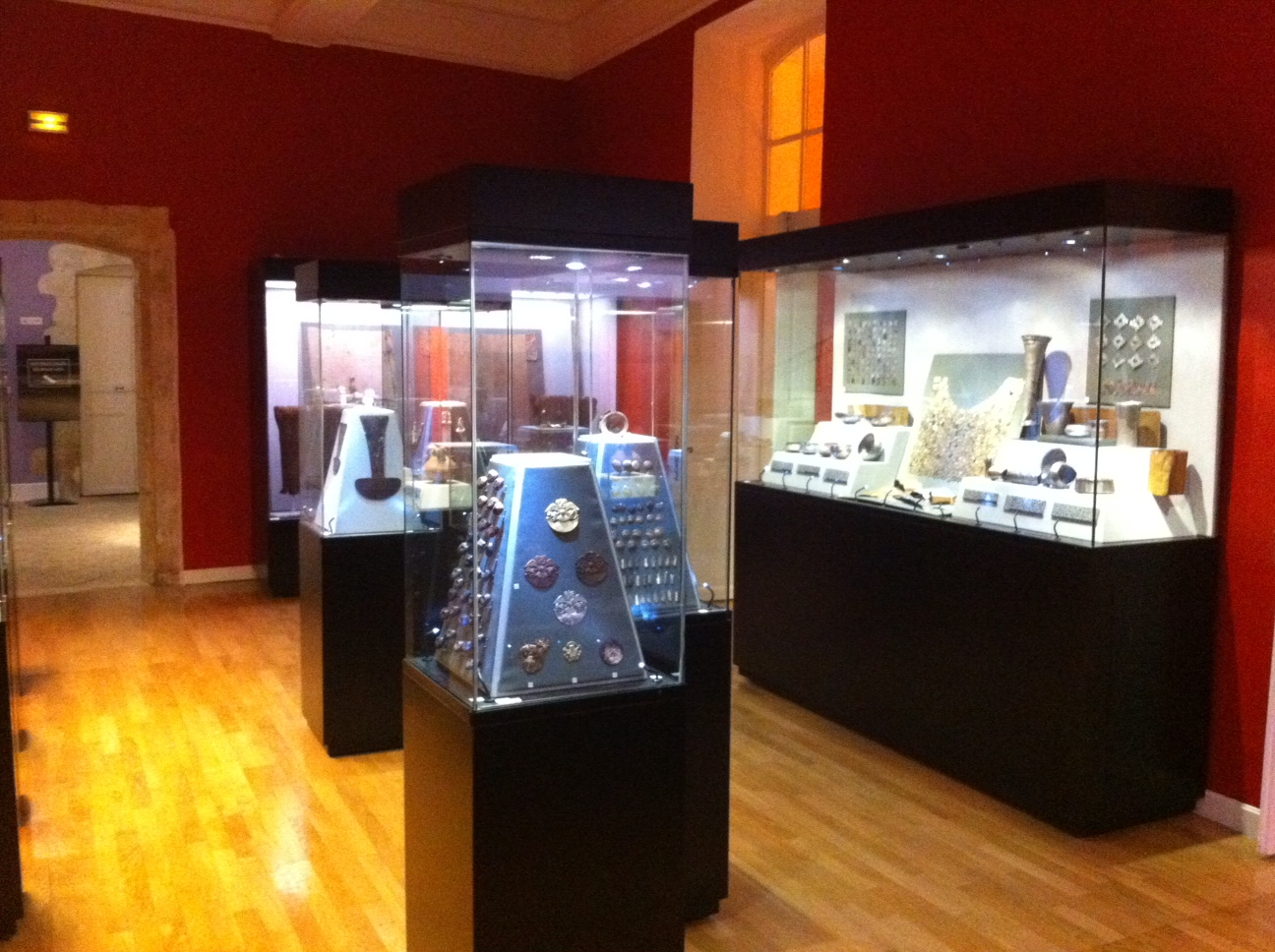

#### Pôle national cirque CIRCa
Sur une partie du site de l'ancienne caserne d'Auch, dite Caserne Espagne, un chapiteau fixe de 1 000 m2 abrite le CIRCa, une structure culturelle labellisée Pôle national cirque. Ce lieu est dédié à la création circassienne et permet des résidences d'artistes et l'organisation d'un festival annuel.

### Patrimoine environnemental
La promenade Claude-Desbons, parcours aménagé de 4 km sur les berges du Gers, permet un accès piéton vers le parc sylvestre du Couloumé (12 ha).
Deux autres jardins clos sont présents : le jardin Ortholan, proche de la place de Verdun, ouvert en juillet 1936, et le jardin Cuzin, proche de la mairie. Ces deux jardins proposent des aires de jeux pour enfant, comme le parc du Couloumé depuis le printemps 2013.

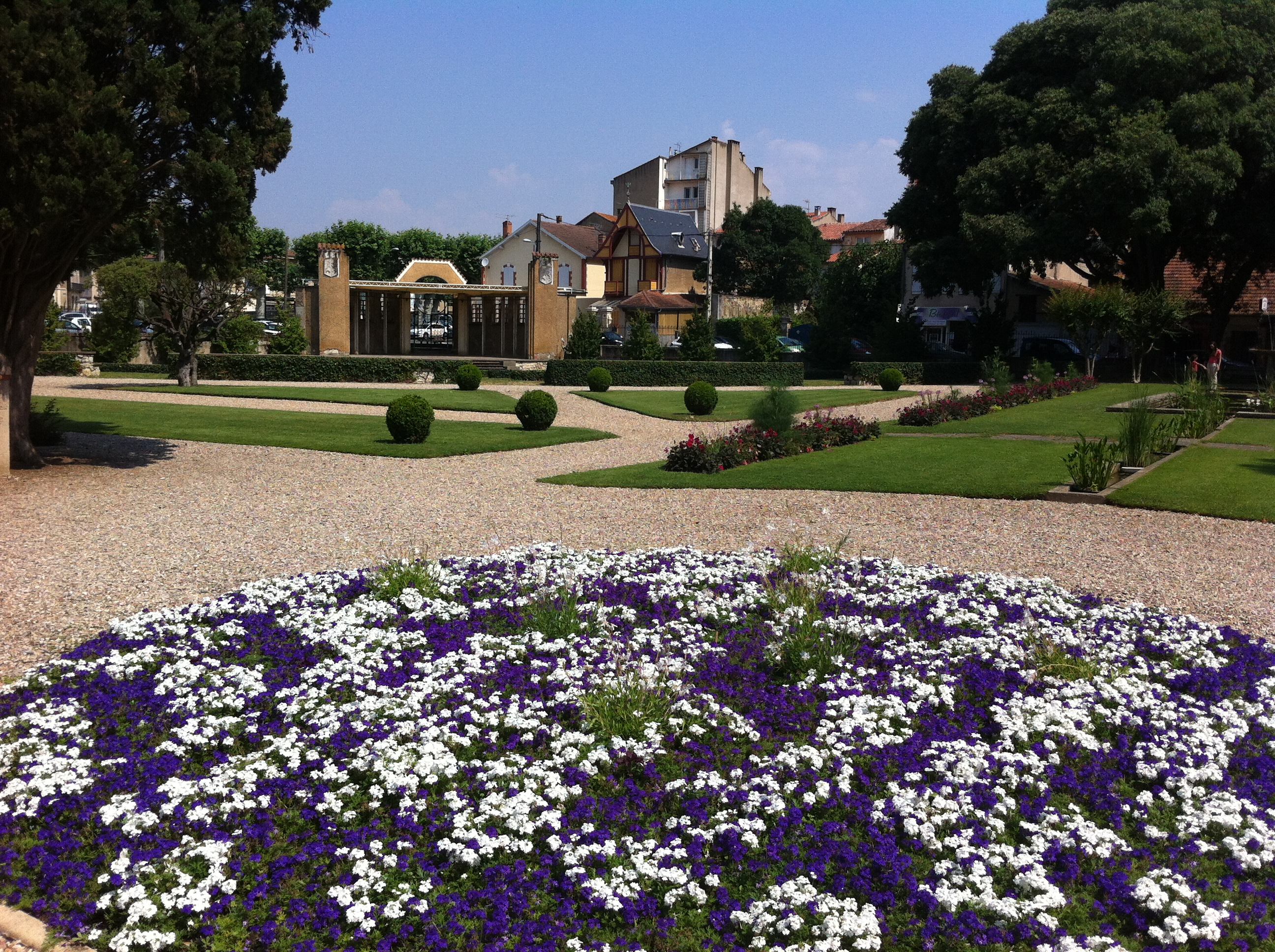
Le jardin Ortholan.
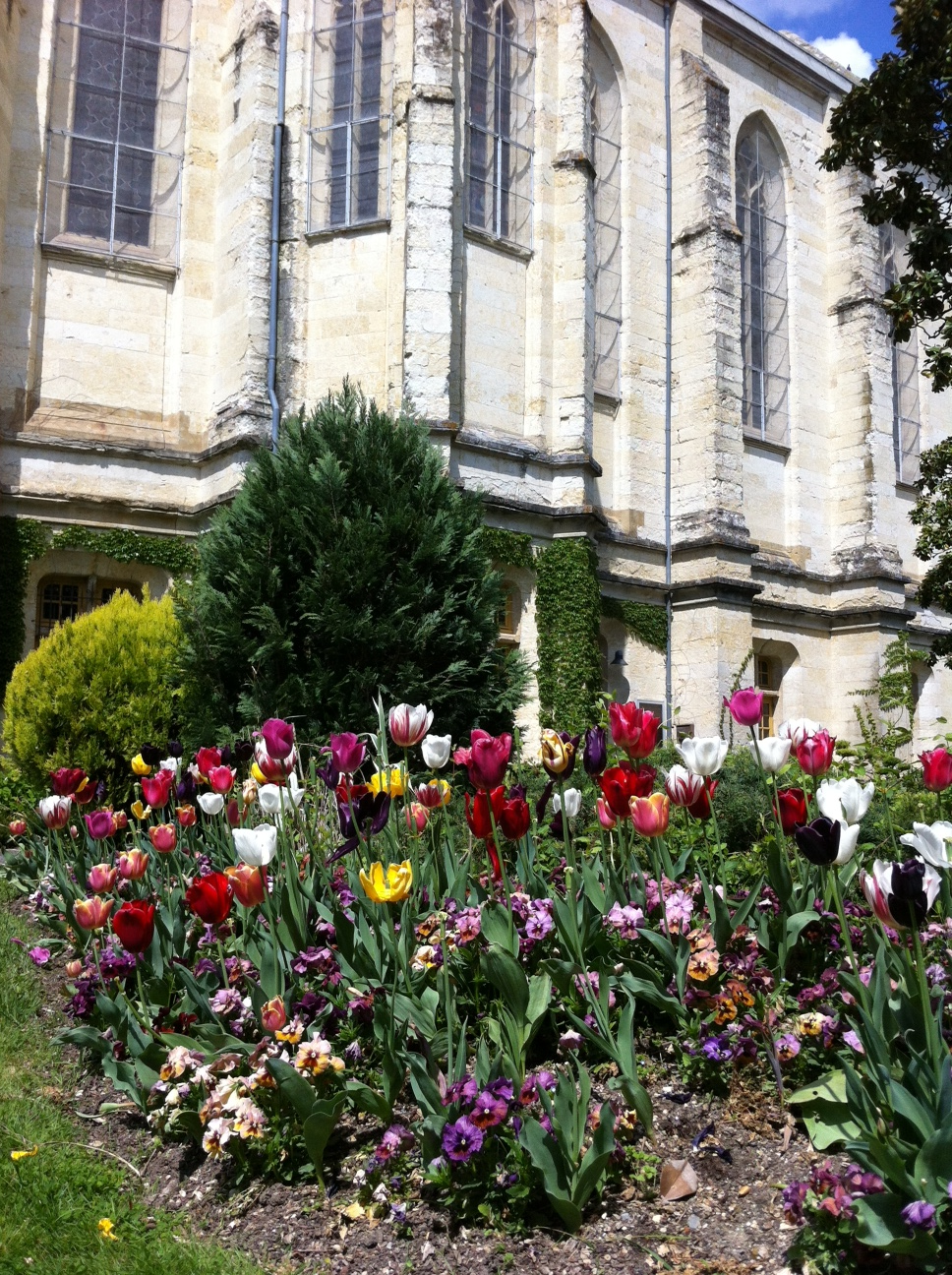
Le square Jérôme-Cuzin.
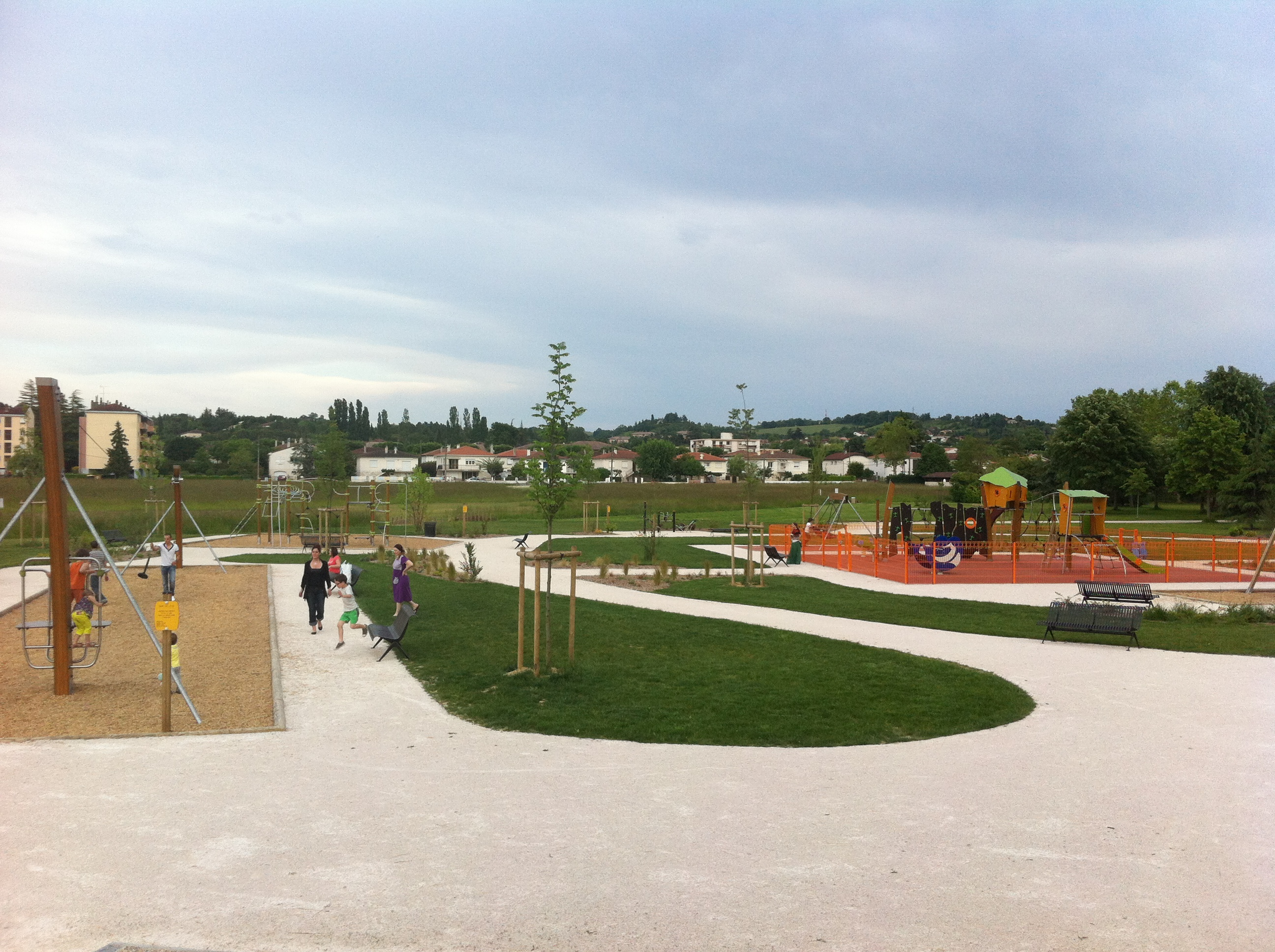
Aire de jeux du parc du Couloumé.
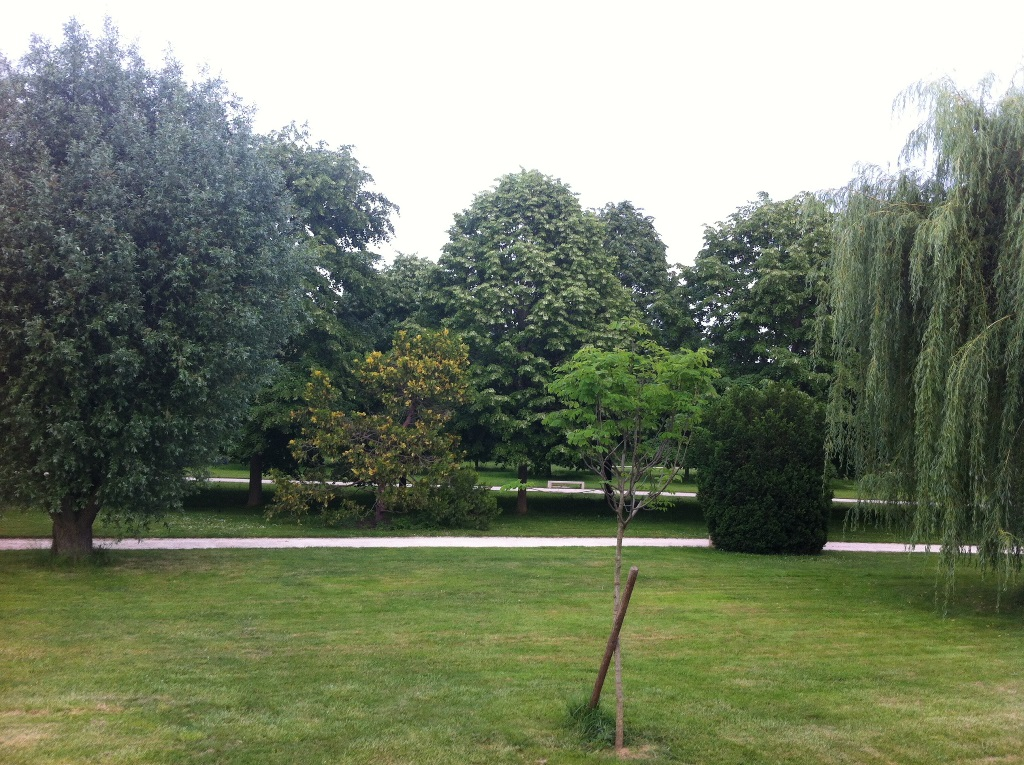
Le parc du Couloumé.

### Personnalités liées à la commune

#### Nées à Auch

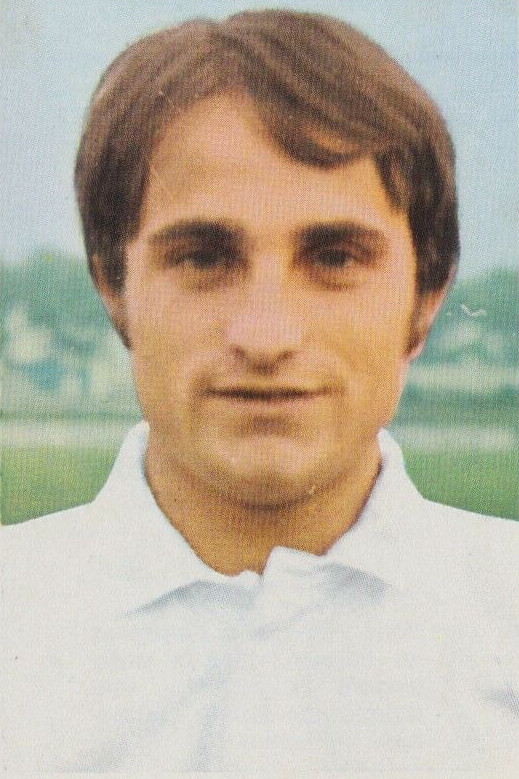
Jacques Fouroux, joueur et entraîneur emblématique de rugby, dit « Le Petit Caporal ».

- Pierre de Saint-Joseph (1594-1662) : moine cistercien, philosophe et théologien ;
- Dominique Serres (1719-1793) : peintre ;
- Jean Bernard de Vienne : chanoine de Notre-Dame de Paris et dernier abbé de l'abbaye de la Case-Dieu[réf. souhaitée] ;
- Jean Paul de Vienne (1730-1792) : maire d'Auch de 1782 à 1789 frère du précédent[réf. souhaitée] ;
- Louis Thomas Villaret de Joyeuse (1747-1812) : amiral ;
- Blaise-Thérèse Sentetz (1753-1840) : homme politique, député du tiers état aux États généraux de 1789 ;
- Jean-Marie de Villaret-Joyeuse (1757-1847) : général de la Révolution et du Premier Empire ;
- Joseph Alexandre Belvèze de Larue de Sauviac (1757-1817) : général de division de la Révolution et de l'Empire ;
- Jean Joseph Dessolles (1767-1828) : général et homme politique ;
- François Bagnéris (1769-1839) : général de brigade de la Révolution et de l'Empire, né et mort à Auch ;
- Jean Louis Brigitte Espagne (1769-1809) : général de division de la Révolution et de l'Empire ;
- Urbain Balisson (1770-1851) : homme politique, député de la Manche de 1820 à 1822 ;
- Mathieu Désirat (1774-1812) : colonel de cavalerie l’Empire, mort à la bataille de la Moskova ;
- Irénée François David (1791-1862) : homme politique né et mort à Auch ;
- Raymond Aylies (1798-1875) : homme politique ;
- Jean Laborde (1805-1878) : pacifique conquérant de Madagascar ;
- Casimir Giroud (1811-1896) : homme politique né à Auch, député du Nord et maire de Douai ;
- Marie Clarac (1817-1887) : fondatrice des Sœurs de charité de Sainte-Marie ;
- Joseph Ducos (1833-1910) : député de Vaucluse ;
- Jean David (1834-1885) : homme politique né et mort à Auch ;
- Frédéric Sancet (1855-1925) : homme politique né et mort à Auch ;
- Jean-Louis Rouméguère (1863-1925) : peintre paysagiste né et mort à Auch ;
- Aristide Samalens (1865-1928) : homme politique né et mort à Auch ;
- Albert Fedel (1870-1961) : universitaire et syndicaliste ;
- Antoine Ellen-Prévot (1877-1952) : homme politique ;
- Réginald Garrigou-Lagrange (1877-1964) : théologien dominicain français ;
- Arnaud Denjoy (1884-1974) : mathématicien ;
- Constantin Font (1890-1954) : peintre ;
- Georges Pelletier-Doisy (1892-1953) : militaire et pionnier de l'aviation ;
- Marcel Laurent (1909-1998) : rugbyman international en équipe de France ;
- Georges Vedel (1910-2002) : juriste et académicien ;
- Raymond Mastrotto (1934-1984) : ancien coureur cycliste professionnel ;
- André Daguin (1935-2019) : chef cuisinier, né et mort à Auch ;
- Michel Anglade (1946-2025) : joueur français de rugby à XV et à XIII, né et mort à Auch ;
- Jacques Fouroux (1947-2005) : joueur et entraîneur de rugby à XV, manager de rugby à XIII, né et mort à Auch ;
- Jean-Marc Rouillan (1952-) : cofondateur du mouvement anarchiste Action directe ;
- François Darnaudet (1959-) : écrivain ;
- Béatrice Ardisson (1963-) : musicienne et styliste, ex-épouse de Thierry Ardisson ;
- Stéphane Graou (1966-) : joueur de rugby international en équipe de France ;
- Frédéric Torossian (1966-) : rugbyman international en équipe de France.
- Alex Rossi (1969-) auteur-compositeur-interprète ;
- Yannick Bru (1973-) : joueur de rugby international en équipe de France.
- Pierre-Henry Broncan (1974-) joueur et entraîneur de rugby à XV ;
- Nicolas Portal (1979-2020) : cycliste et directeur sportif ;
- Aurore Tillac (1980-) : cheffe du chœur de l'Armée française à la Garde républicaine ;
- Frédéric Couzier (1983-) : joueur de rugby ;
- Benjamin Psaume (1985-) : footballeur ;
- Alma Dufour (1990-) : militante écologique, femme politique et députée ;
- Tudor Stroe (1993-) : joueur de rugby, champion de France ;
- Julien Hériteau (1994-) : joueur de rugby international en équipe de France ;
- Roxane Stojanov (1995-) : danseuse étoile de l'Opéra de Paris.

#### Vivant ou ayant vécu à Auch
- Blaise de Monluc (1500-1577) : soldat et écrivain gascon[réf. souhaitée] ;
- Marc-Antoine Muret (1526-1585) : écrivain néo-latin qui fit un assez long séjour à Auch[réf. souhaitée] ;
- Guillaume de Saluste Du Bartas (1544-1590) : poète[réf. souhaitée] ;
- Charles de Batz-Castelmore d'Artagnan (vers 1611-1673) : homme de guerre, statue à Auch ;
- Jean-François de Montillet de Grenaud (1702-1776) : archevêque d'Auch de 1742 à 1776 ;
- Jean Lannes (1769-1809) : maréchal d'Empire en garnison à Auch ;
- Édouard Lartet (1801-1871) : préhistorien et paléontologue français, étudiant au lycée d'Auch ;
- Prosper-Olivier Lissagaray (1839-1901) : journaliste à Auch, stèle à sa mémoire dans le jardin Ortholan ;
- Joseph de Pesquidoux (1869-1946) : écrivain, en garnison à Auch ;
- Abel Sarramiac (1886-1944) : résistant ;
- Maurice Parisot (1899-1944) : résistant ;
- Maurice Fréchard (1928-2023) : archevêque d'Auch de 1996 à 2004 ;
- Henry Broncan (1944-) : entraîneur de rugby ;
- Robert Redeker (1954-) : écrivain et philosophe, enseignant au lycée Pardailhan de 1986 à 1995.

#### Morts à Auch
- Austinde d'Auch (1000-1068) : abbé de Saint-Orens reconnu saint par l'Église catholique ;
- Jean de Beaujeu (?-1568) : architecte de la cathédrale d'Auch ;
- Pierre Miressou (?-1690) : tailleur de pierre et architecte ;
- Antoine Mégret d'Étigny (1719-1767) : intendant de la généralité de Gascogne ;
- Pierre-Nicolas Chantreau (1741-1808) : grammairien ;
- Pierre Agé (1756-1813) : général de brigade de la Révolution ;
- Jacques-Marie d'Astorg (1752-1822) : militaire ;
- Jean Bertholet (1753-1823) : militaire de la Révolution et de l’Empire ;
- Joseph de Pérès (1754-1833) : homme politique ;
- Pierre Gabriel Aussenac (1764-1833) : général de la Révolution et de l’Empire ;
- Gabriel Lettu (1779-1822) : peintre et imprimeur ;
- Théodore Boubée (1793-1865) : homme politique ;
- Pierre Vincent Joret (1798-1858) : homme politique ;
- Jean-Justin Monlezun (1800-1859) : chanoine et historien ;
- Auguste Marie (1803-1882) : homme politique ;
- Gustave Lassalle-Bordes (1815-1886) : peintre[143] ;
- Louis Aucoin (1834-1913) : homme politique ;
- Charles Buland (1837-1871) : militaire français ;
- Jules Delpech-Cantaloup (1847-1913) : homme politique ;
- Julien Dumas (1857-1910 : homme politique ;
- Paul Decker-David (1863-1918 : homme politique ;
- Adrien Clergeac (1870-1960) : prêtre catholique et historien français ;
- Joseph Barthélemy (1874-1945) : ministre de la Justice sous le régime de Vichy ;
- Fernand Mauroux (1885-1981 : résistant et homme politique ;
- Henri Boville (1896-1978) : syndicaliste et homme politique ;
- Alice Dufrêne (1899-1975 : actrice de théâtre et de cinéma ;
- Alexandre Baurens (1900-1979) : résistant et homme politique ;
- Vincent Graule (1904-1990) : joueur de rugby à XV ;
- André Glory (1906-1966) : prêtre, archéologue, spéléologue et préhistorien ;
- Émile Pladner (1906-1980) : boxeur ;
- Edmond Castera (1907-1998) : homme politique ;
- Gaston Grimbert (1914-2011) : coureur cycliste ;
- Pierre Gaussens (1917-1987) : joueur de rugby à XV ;
- Rosemonde Pujol (1917-2009) : journaliste et résistante française, la promenade Rosemonde-Pujol de Paris lui est dédiée[144] ;
- Jean Laborde (1922-2022) : homme politique ;
- Adam Saint-Moore (1924-2016) : écrivain ;
- Guy Forzy (1925-2015) : délégué interministériel aux rapatriés ;
- Nicole Ménant (1926-2020) : traductrice ;
- Pierre Lagaillarde (1931-2014) : avocat et député du département d'Alger ;
- Yves Rispat (1931-2015) : homme politique.

### Culture populaire

#### Philatélie
Le premier timbre-poste émis de la ville d'Auch en 1966 représente le blason. Un second timbre-poste émis en 1999 célèbre les vitraux de la Cathédrale et l'une de ses représentations, la Sybille de Tibur. Lors de l’inauguration du Musée de la Résistance et de la Déportation à Auch en 2023, une troisième émission nationale a mis à l’honneur la ville avec un timbre-poste sur le chant des partisans imprimé 80 ans avant dans une imprimerie clandestine auscitaine. Philajeune est aujourd'hui le référent pour les émissions fédérales.

### Héraldique, logotype et devise

#### Héraldique
| Blason | Blasonnement : Parti, au premier de gueules à l'agneau pascal d'argent, la tête contournée, portant une bannerette d'azur chargée d'une croisette aussi d'argent, à la hampe du même posée en barre, au second d'argent au lion de gueules armé de sable. Commentaires : Au XIIIe siècle, l'agneau était l'emblème des bourgeois d'Auch et le lion figurait dans les armes des comtes de Fezensac. D'abord capitale des Ausques, Auch devint ensuite une cité gallo-romaine, Augusta Auscorum, appartenant à la Novempopulanie, province romaine formée de neuf peuples aquitains. Siège d'un évêché au IVe siècle qui absorba celui d'Eauze, première capitale de la Novempopulanie, la ville devint archevêché au IXe siècle. Capitale de la province de Gascogne, Auch fut le siège d'une généralité importante. La ville connut un grand épanouissement économique, artistique et culturel sous l'administration de l'intendant Antoine Mégret d'Étigny de 1751 à 1767. On trouve, à Auch, dans l'escalier monumental construit en 1863, la statue du héros gascon, Charles de Batz-Castelmore dit d'Artagnan (1611-1673). |

#### Logotype de la ville
C'est l'agence ICOM de Toulouse qui a conçu le nouveau logo ainsi que la charte graphique qui l'accompagne. La nouvelle identité visuelle est issue d'un travail qui a fait émerger cinq axes directeurs de la communication ; ces axes expriment le nouveau territoire de communication dans lequel s'inscrit désormais la ville : la qualité, la modernité, l'ouverture, l'héritage et le collectif. Ces éléments ont guidé le travail de création de la nouvelle identité aussi bien dans le choix du symbole, des formes et des couleurs que dans les messages.

##### Devise
La devise historique de la ville est « Tot solet no pot Aux » (« Tout seul, Auch ne peut pas », en gascon) et semble rappeler « l'aide du pays d'Armagnac à la ville et l'aide de la ville au pays d'Armagnac ».
Aujourd'hui, la nouvelle devise « La Gascogne au cœur » semble avoir remplacé l'ancienne sur le logo de communication de la Mairie.